# Église Saint-Germain de Boury-en-Vexin
L'église Saint-Germain-d'Auxerre est une église catholique paroissiale située à Boury-en-Vexin, dans le département de l'Oise, en France. Fondée au début du XIIe siècle par le seigneur local, elle se présente comme un édifice composite, mais d'un plan rectangulaire assez simple et d'un unique niveau d'élévation, de six travées de long et de trois travées de large. Les deux travées de chœur du début du XIIe siècle constituent la partie la plus ancienne. Légèrement plus récents sont la croisée du transept, en même temps base du clocher, et le croisillon sud, du second quart du XIIe siècle. Ces quatre travées sont de style gothique, mais les fenêtres ont été refaites à la période flamboyante, et les voûtes du chœur ont été reprises en sous-œuvre à la Renaissance. Du fait de deux importantes campagnes de reconstruction au second quart et à la fin du XVIe siècle, l'architecture flamboyante et Renaissance règne sur les autres parties de l'église et les deux élévations extérieures visibles depuis la voie publique, à l'exception du bas-côté nord de la nef, qui ne date que de la fin de l'Ancien Régime, et est voûté de curieuse manière par des voûtes en berceau perpendiculaires à l'axe. Les grandes arcades montrent un type de piliers qui, dans le Vexin, n'existe qu'à Boury. Le bas-côté sud de la nef est particulièrement réussi, et possède un portail secondaire intéressant. Toute l'élévation méridionale séduit par ailleurs par la belle homogénéité de ses fenêtres aux réseaux flamboyants. En revanche, ni la façade occidentale et son portail, ni le clocher présentent de l'intérêt, et le chœur souffre de l'absence de fenêtres. Pour ses différentes particularités et son architecture représentatif du Vexin français, l'église Saint-Germain a été inscrite monument historique par arrêté du 17 juillet 2000. Elle est aujourd'hui affiliée à la paroisse Saint-François-d'Assise du Vexin avec siège à Chaumont-en-Vexin, qui a suspendu la célébration des messes dominicales en 2018.

## Localisation

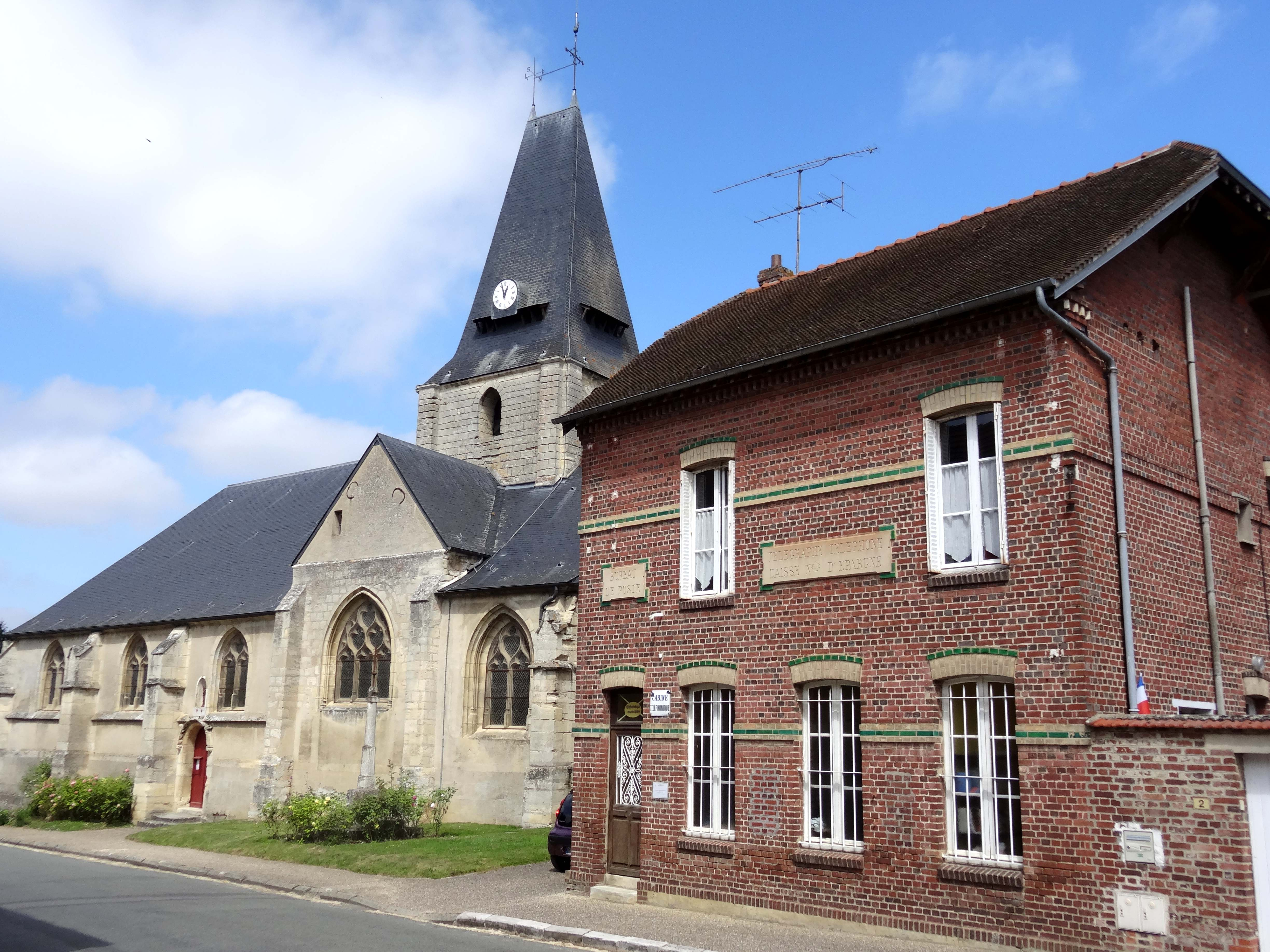
Approche par le sud ; à droite, l'ancien bureau de poste.

L'église Saint-Germain est située en France, en région Hauts-de-France et dans le département de l'Oise, dans le Vexin français, près de la limite avec les départements de l'Eure et du Val-d'Oise, et donc les régions Normandie et Île-de-France, dans la commune de Boury-en-Vexin, au centre du village, rue du Fort-de-Ville (RD 6). En arrivant depuis la place du Fort-de-Ville, qui correspond au carrefour central du village, la rue passe devant la façade occidentale, puis dévie vers l'est en longeant l'élévation méridionale de l'église. Si l'angle sud-ouest de l'église touche presque à la rue, celle-ci prend un peu de recul par rapport au reste des murs, et la façade occidentale est ainsi précédée d'un petit parvis engazonnée, qui domine légèrement le niveau de la rue grâce à un mur de soutènement. Du côté sud, l'accès à l'église se fait presque de plain-pied (il y a deux marches d'escalier). Difficilement concevable aujourd'hui, le cimetière s'étendit jadis au pied de l'élévation méridionale, et empiétait largement sur la chaussée. Il fut transféré à son emplacement actuel sur la route de Courcelles-lès-Gisors avant 1824. L'élévation septentrionale et le chevet sont enclavées dans le domaine de la Grande ferme, et il y a des bâtiments mitoyens, au début de l'élévation septentrionale et à gauche (au sud) du chevet, qui n'est donc que partiellement visible, même depuis la cour de la ferme. Au sud-est, l'ancien bureau de poste jouxte l'église.

## Historique

### L'histoire de la paroisse

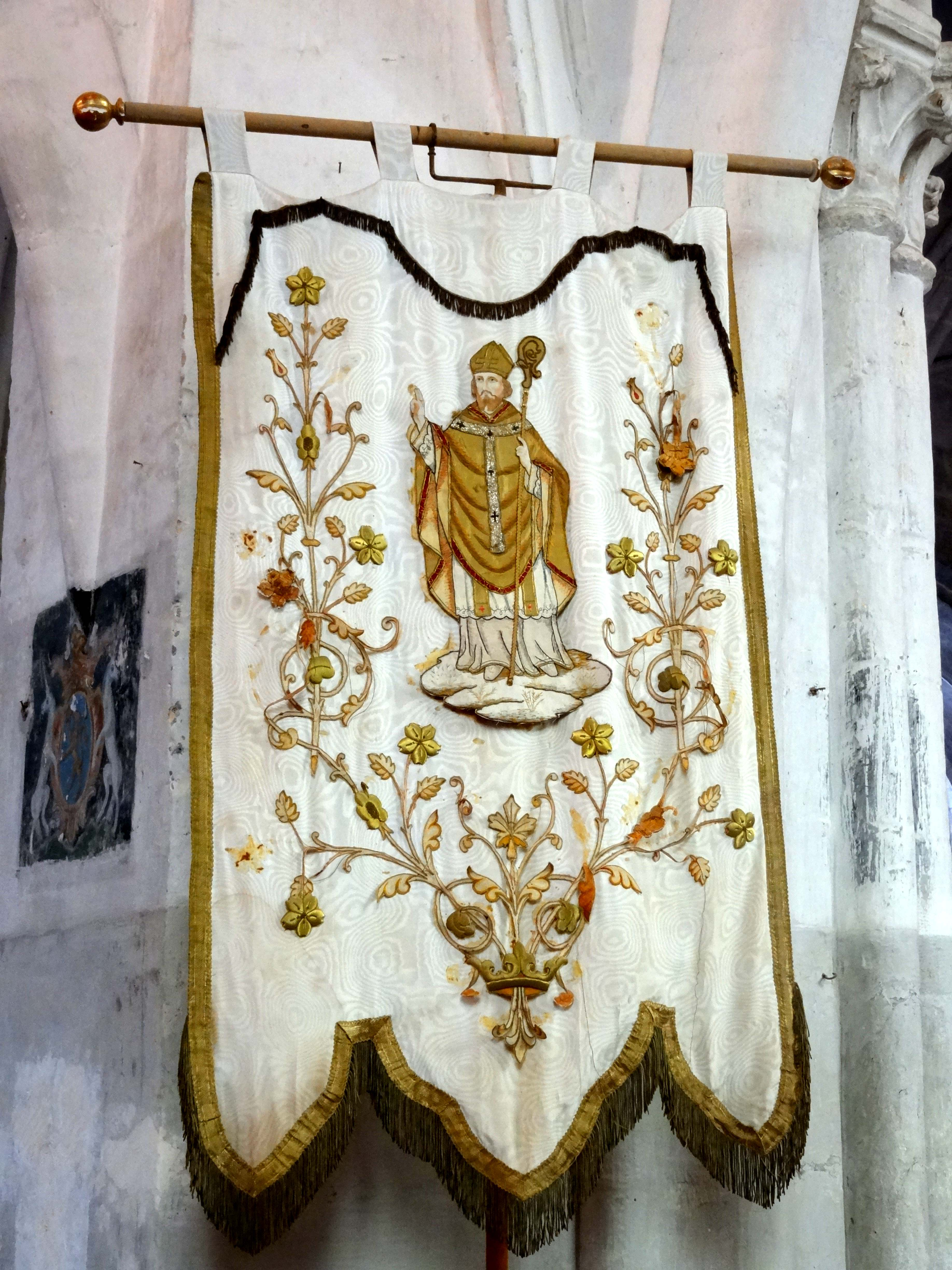
Bannière de procession - saint Germain.

En 1104, Eustache, chevalier et seigneur de Boury, donne à l'abbaye Saint-Martin de Pontoise les revenus d'un moulin, des terres, un terrain pour bâtir l'église et une maison, et ceci dans la volonté que les moines construisent une église et fondent un prieuré. Conformément à la coutume, Eustache pose la charte de donation sur l'autel de l'église abbatiale en présence de l'abbé et des moines. Les bénédictins de Pontoise envoient aussitôt un petit détachement de moines qui s'installent dans la maison, et coordonnent sans doute la construction de l'église, même si (presque) aucun élément en élévation n'en subsiste à ce jour. Elle est dédiée à saint Germain, évêque d'Auxerre. Le prieur de Boury en est en même temps le curé, et l'église sert à la fois aux religieux et aux habitants, ce qui permet de considérer l'année 1104 comme l'année de fondation de la paroisse. Elle est affiliée au doyenné de Magny-en-Vexin, et à l'archidiaconé du Vexin français avec siège à Pontoise, que saint Louis rattache en 1255 définitivement à l'archidiocèse de Rouen. À partir de la fin du XIIIe siècle, il n'y a apparemment plus de communauté religieuse résidant à Boury, et le prieur-curé reste désormais seul,.
Cependant, sous tout l'Ancien Régime, le prieuré et la cure demeurent officiellement des bénéfices séparés, et contrairement à de nombreux autres localités en milieu rural, l'abbaye se remet à nommer des personnes distinctes aux deux ministères, à une époque indéterminée. En effet, le XVIIIe siècle garde les témoignages de fréquentes querelles entre prieur et curé. Sous la Révolution française, l'ensemble des paroisses du département de l'Oise sont regroupées dans le diocèse de Beauvais. Le culte catholique est interdit à l'automne 1793. La date de sa reprise à Boury n'est pas documentée. De nouveau toléré depuis l'été 1795, il est enfin légalisé sous le concordat de 1801. Désormais, seuls les chefs-lieux de canton peuvent avoir le titre de paroisse, et Boury devient ainsi une succursale (les villages les moins importants ne bénéficient, tout d'abord, même pas de ce statut),. Ultérieurement, la paroisse de Boury est rétablie. Jusqu'en 1991, des messes dominicales sont célébrées encore chaque dimanche. Dans le cadre de la définition de quarante-cinq nouvelles paroisses à l'échelle du diocèse en 1996, motivée par le manque de prêtres, Boury est rattaché à la paroisse Vexin-Sud. Au début de l'année 2015, les trois paroisses de Vexin-Nord, Chaumont-en-Vexin et Vexin-Sud fusionnent pour former la nouvelle paroisse Saint-François-d'Assise du Vexin, qui s'étend sur quarante-huit communes,. Il n'y a plus de messes dominicales depuis 2018, mais l'église reçoit néanmoins quelques célébrations particulières.

### Les campagnes de construction de l'église

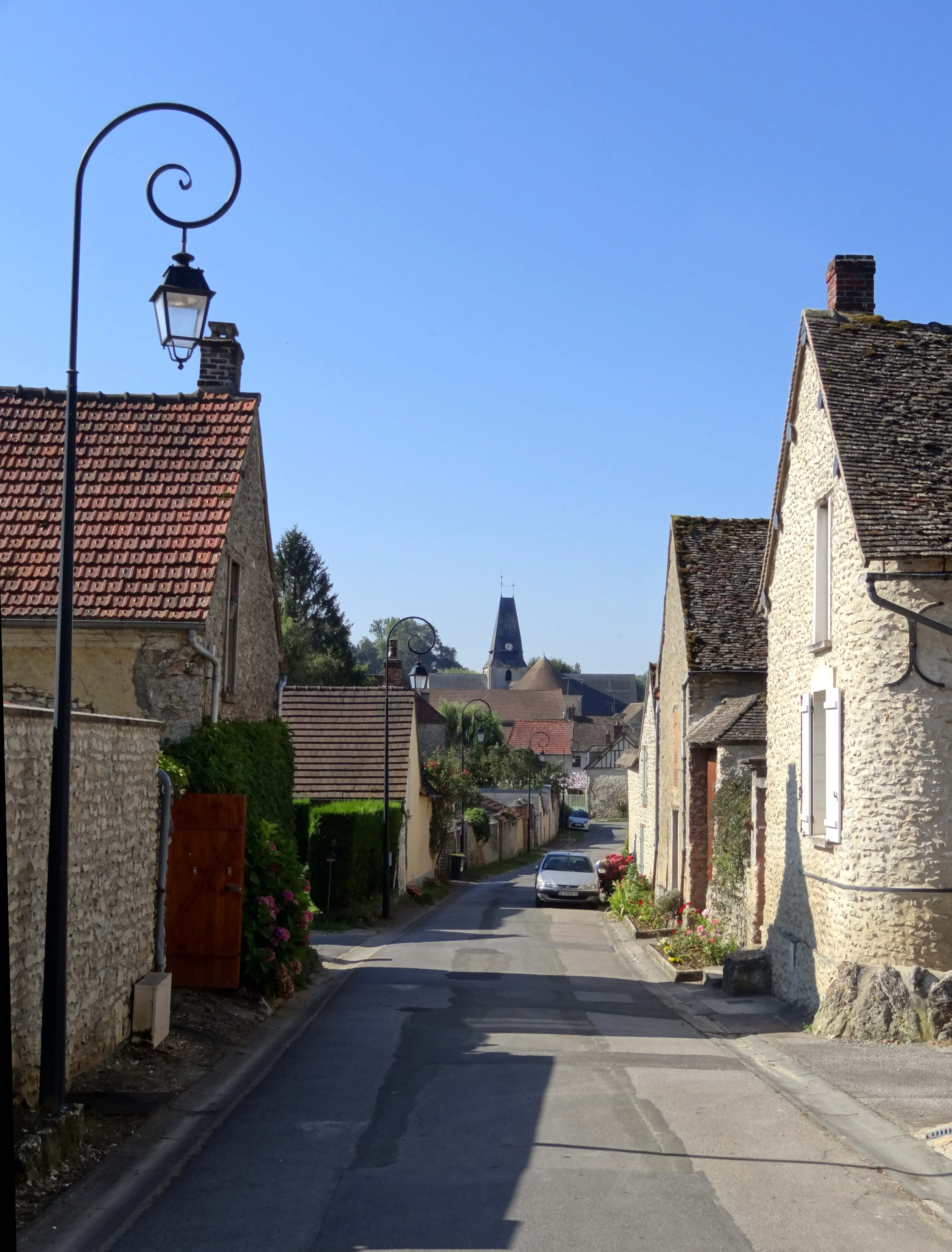
Approche par le nord (rue du Pressoir).

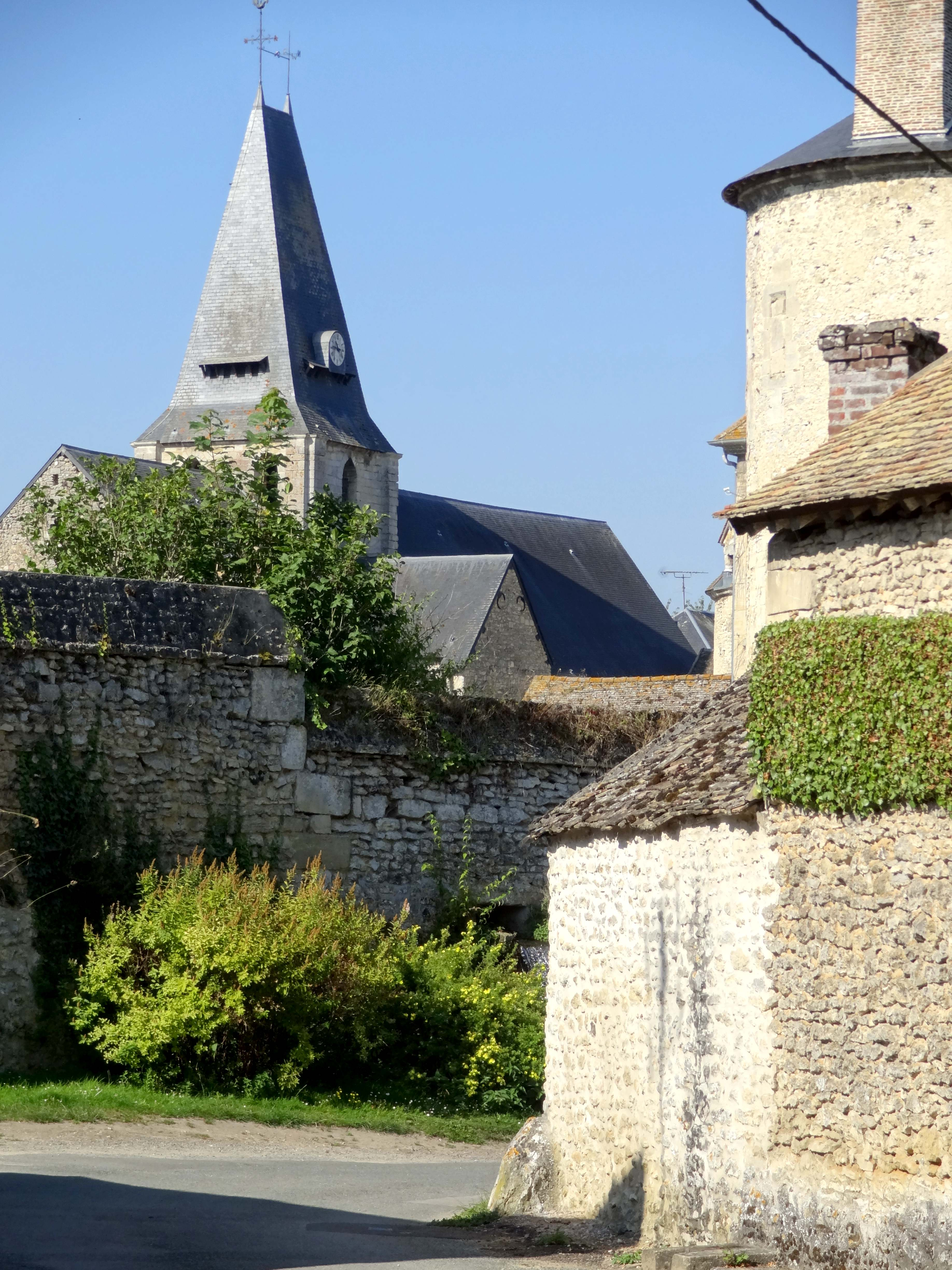
Vue sur l'église depuis le nord-est (rue du Pré).

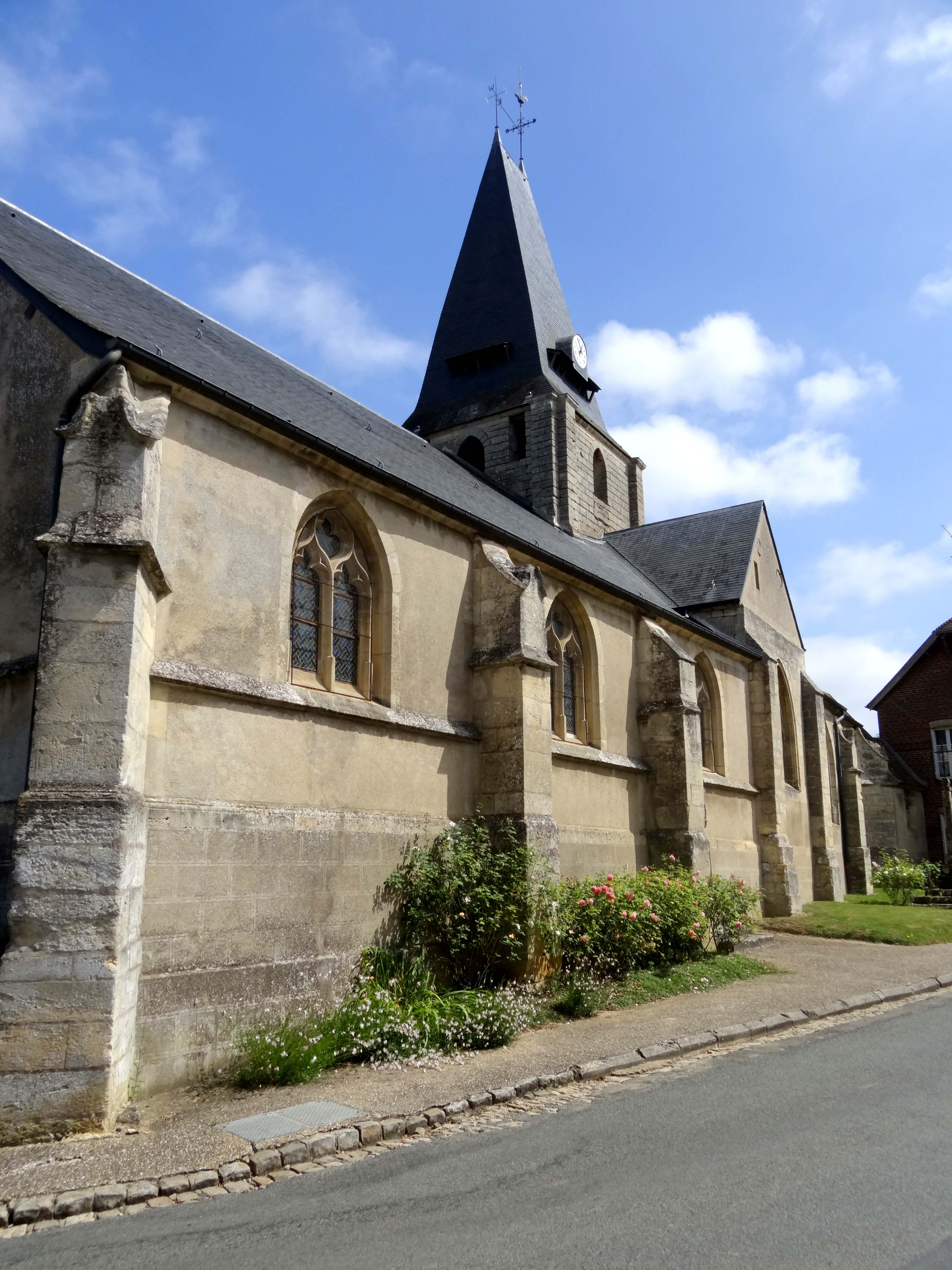
Vue depuis le sud-ouest.

La première église bâtie à partir de 1104 aurait été comprise dans l'enceinte du château de Boury. Elle se trouve néanmoins à l'emplacement actuel, soit à l'angle sud-ouest du domaine de la Grande ferme, qui conserve des éléments du château médiéval, dont notamment une grosse tour. Le contrefort plat à droite du chevet du vaisseau central, qui ne se continue plus jusqu'au sol, semble être le dernier vestige de l'église romane. Pascale Touzet est persuadée que cette première église soit de plan cruciforme, et justifie son hypothèse par le constat que les grandes arcades du chœur ont été percées dans des murs existants. Or, le chœur date du second quart du XIIIe siècle, et rien ne permet de supposer que ce ne soit pas aussi le cas de ses murs gouttereaux. Une église à vaisseau unique, comme toujours à Gadancourt, Reilly, Omerville, Trie-Château, est plus plausible. De nombreuses églises vexinoises sont issues de l'agrandissement successif d'édifices à nef unique, et les bases des clochers centraux ne sont pas toujours d'emblée des croisées de transept. En l'occurrence, la reconstruction totale du chœur roman, une bonne centaine d'années après son achèvement, est susceptible d'être motivée par l'exigüité de l'ancien sanctuaire,.
L'on ignore la date de la construction du transept et du chœurs actuels, qui ne sont pas tout à fait contemporains. L'on dispose seulement des dates de deux donations de Jehan de Boury, seigneur de Boury et arrière-petit-fils du fondateur de la paroisse, qui en 1235 et 1244 effectue des dons importants pour l'agrandissement de l'église. Il confirme ces donations par son testament rédigé avant son départ en Croisade aux côtés de saint Louis, où il meurt en 1248. Ni Pascale Touzet, ni Dany Sandron n'entreprennent donc une analyse stylistique pour dater le transept et le chœur, et se tiennent à ces deux dates, mais Pascale Touzet évoque d'importants travaux au début du XIIIe siècle,, qui doivent concerner les deux travées du chœur. Mais l'auteur ne remarque pas la différence de style entre chœur et transept. La période de construction comprise entre 1235 et 1245 ne peut s'appliquer qu'au transept, dont le style est nettement plus avancé. D'autres édifices religieux du Vexin français bâtis dans le même style que le transept de Boury sont Ableiges (chœur), Boissy-l'Aillerie (chœur et collatéraux), Courcelles-sur-Viosne (chœur), Us (supports du carré du transept), etc. L'absence de fenêtres au remplage rayonnant est commun à tous ces édifices. Ce n'est qu'à Condécourt qu'elles sont associées à ce style, qui se caractérise, entre autres, par des fûts peu nombreux, dont ceux des rouleaux inférieurs des arcades atteignent un diamètre conséquent ; des corbeilles des chapiteaux ronds sculptés de crochets terminés en fleurons épanouis ; et des tailloirs toujours carrés, de faible hauteur, avec une mouluration déjà assez angulaire. Bien que non prévu dans le plan initial, la construction du collatéral sud du chœur est entamée en même temps que celle du croisillon sud, puisqu'aucune rupture n'est visible entre ces deux parties, et les rares chapiteaux gothiques conservés dans le collatéral sud ont des homologues dans le transept. Pour cette raison, il est incompréhensible pourquoi Pascale Touzet, en se fondant sur Louis Régnier, propose pour le collatéral une datation de la fin du XIIIe siècle.
La nef romane, probablement unique comme c'est la règle dans la région, n'est apparemment jamais vraiment démolie, mais disparaît successivement au gré des remaniements. C'est aussi le cas de l'église voisine de Vaudancourt. En effet, Louis Régnier attire l'attention sur la charpente du XIIIe siècle, et signale un décor peint en faux-appareil en bas du mur occidental du clocher, et au revers du pignon. Les rectangles sont tracés à la détrempe, et parsemés de fleurettes à cinq pétales. Ces vestiges de l'ancienne nef sont visibles uniquement dans les combles. Les grandes arcades de la nef ont donc été ouvertes dans des murs existants, et ceci dans le cadre d'une vaste opération d'agrandissement et de remaniement, qui commence au premier quart du XVIe siècle. Cette datation est possible grâce aux réseaux encore typiquement flamboyants des fenêtres, avec une modénature aigüe, comme déjà au XVe siècle, et au profil des grandes arcades, dont le gros boudin de l'intrados indique clairement le XVIe siècle. En même temps que l'on bâtit les grandes arcades par une reprise en sous-œuvre, l'on construit donc le bas-côté sud, et pourvoit le croisillon sud, le collatéral sud du chœur et le chevet de fenêtres plus grandes au remplage flamboyant. Il n'est pas certain si le bas-côté nord de la nef est mis en œuvre, car hormis les grandes arcades, il ne comporte que des éléments plus tardifs.
Les travaux s'interrompent donc jusqu'à la fin du XVIe siècle, et reprennent dans le style de la Renaissance. L'on jette enfin les voûtes du collatéral sud, qui était apparemment resté inachevé lors de la précédente campagne peu avant le milieu du XIIIe siècle. La nef est voûtée d'ogives, le croisillon nord est revoûté, et le collatéral nord du chœur est totalement rebâti, s'il a déjà existé auparavant. À l'instar du collatéral sud, Pascale Touzet suggère ici une datation qui ne se fonde sur aucune observation concrète, à savoir le début du XIVe siècle. Dans sa forme actuelle, le collatéral nord comporte exclusivement des éléments de la Renaissance. Une dernière intervention d'envergure est effectuée sous cette même campagne, ou seulement au XVIIe siècle selon Dany Sandron. Elle concerne la reprise en sous-œuvre des grandes arcades du chœur. L'énorme pilier cylindrique du côté nord est bien conforme au style classique du XVIIe siècle, mais également compatible avec une architecture Renaissance tardive un peu fade, telle qu'on la trouve dans le collatéral. Qui plus est, les consoles de la voûte engagées dans le mur goutterau accusent le même profil que le tailloir du pilier. Des doutes planent également sur le bas-côté nord avec ses voûtes en berceau, puisque le voûtement d'ogives a encore la cote à la Renaissance. Vraisemblablement, les voûtes et le bas-côté tout en entier ne datent que de la période comprise entre 1768 et 1793, fourchette indiquée par Dany Sandron pour les fenêtres du collatéral nord. Le même auteur signale le remaniement du bas-côté nord de la nef à la période classique. Pascale Touzet précise que les fenêtres reçoivent de nouveaux vitrages en 1772, et que deux baies sans caractère particulier sont ouvertes dans le mur du bas-côté nord. Par ailleurs, en cette même année de 1772, en date du 16 août, une assemblée des marguilliers, des anciens marguilliers et des principaux habitants décide d'enlever les anciens vitraux polychromes du côté sud, qu'ils jugent grossièrement faits, et de les remplacer par du verre blanc afin d'améliorer l'éclairage par la lumière naturelle,.

### La restauration de l'église depuis le milieu duXIXesiècle

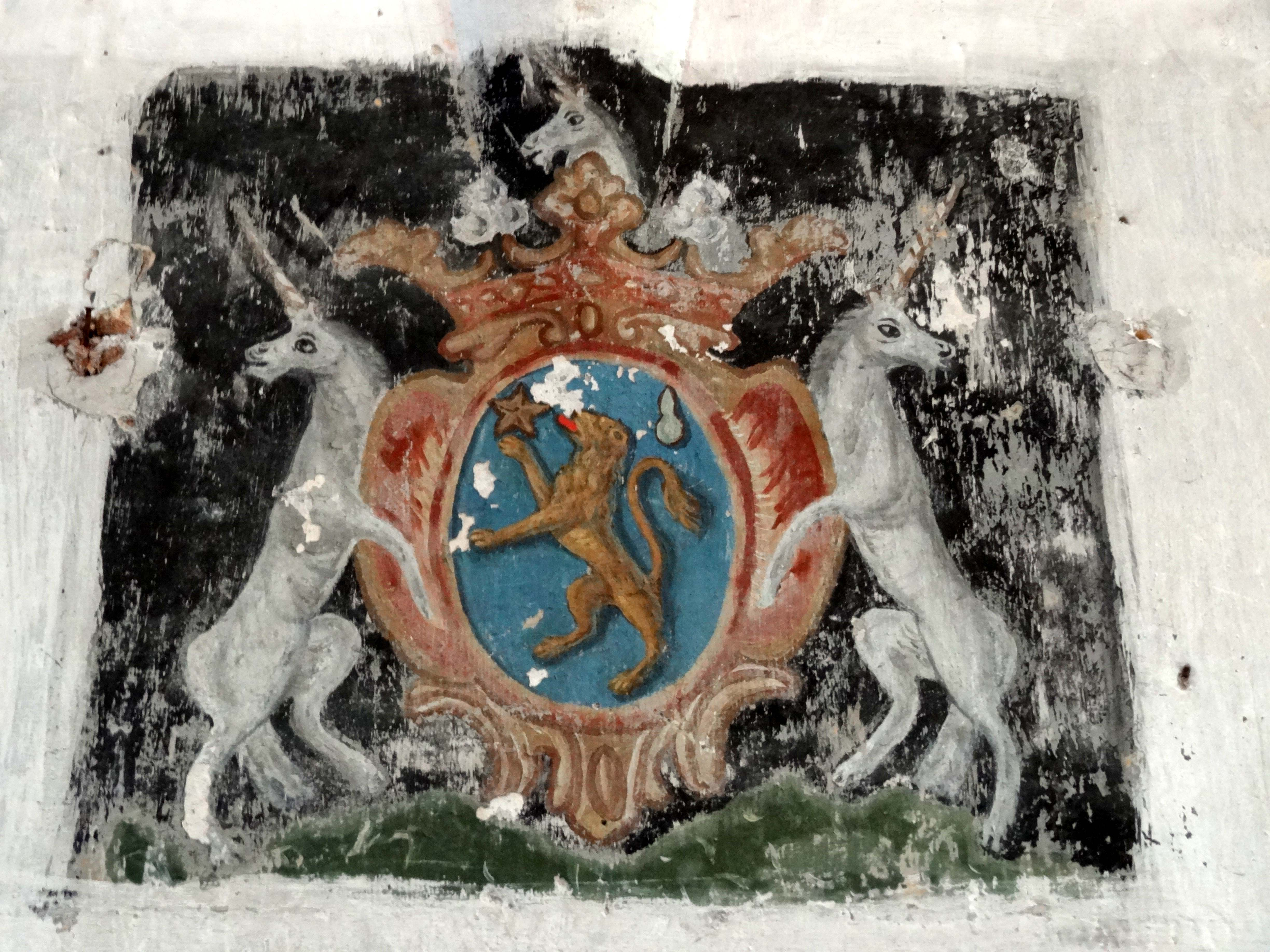
Une litre funéraire du XVIIIe siècle affiche les armes de la famille Aubourg, seigneurs de Boury de 1681 à la Révolution.

À partir de la Révolution française, l'église reste sans entretien et se dégrade de plus en plus. Selon Dany Sandron, la situation ne change qu'avec le retour de la famille de Boury au château, que l'auteur situe par erreur vers 1850. La bonne date est 1875, quand Hubert Édouard Zentz d'Alnois épouse Charlotte Noémie de Boury, rachète le château, et en fait la résidence principale de la famille. Les premiers travaux de réparation sont en tout cas effectués en 1850. La façade est percée d'un oculus au-dessus du portail et la toiture du clocher est remplacée. Fait non signalé par Dany Sandron, la nef est mise au goût néo-gothique, et ses quatre piliers isolés sont munis de chapiteaux tous identiques à la retombée des arcs-doubleaux. Ils se substituent probablement à des chapiteaux doriques tels qu'on en trouve au revers de la façade. En 1869, la couverture en tuiles est remplacée par de l'ardoise, excepté la sacristie. Entre 1955 et 1962, des vitraux polychromes abstraits viennent remplacer les losanges de verre blanc de 1772 dans les baies du collatéral sud, tandis que du verre cathédrale est jugé suffisant pour le collatéral nord. En 1900, l'église est repavée, et le crépi de la façade occidentale et de l'élévation méridionale est renouvelé. En 1997, l'angle sud-ouest de l'église doit être repris. Pour ces travaux, la Sauvegarde de l'art français accorde une subvention de 60 000 francs. En cette fin du XXe siècle, l'église n'est toujours pas protégée au titre des monuments historiques. Dans son rapport de 1999, Pascale Touzet, recenseur des monuments historiques, énumère les raisons de la protéger : « Elle présente des éléments fort intéressants, et notamment : le chœur et les ogives des voûtes gothiques aux lignes pures, les chapiteaux de la croisée du transept et leurs motifs floraux à crochets et feuillage de chêne du XIIIe siècle, le bas-côté sud qui développe une harmonie sur toute sa façade, et la tour du clocher de bel appareil. Cette église est située sur un territoire géographiquement homogène, le Vexin, où l'on trouve une certaine unité architecturale pour la période médiévale. Les caractéristiques principales des églises du Vexin se trouvent dans l'église de Boury : petites dimensions, construction primitive à nef unique et tour quadrangulaire massive, s'agrandissant les siècles suivants pour s'épanouir surtout à l'époque gothique (voûtes d'ogives, baies flamboyantes, chapiteaux à décor floral, etc.). Malgré les nombreux remaniements, elle conserve une harmonie et un équilibre entre ses différentes parties »,. Consécutivement à ce rapport, l'église est inscrite (et non classée) aux monuments historiques par arrêté du 17 juillet 2000.

## Description

### Aperçu général

Plan de l'église.

Régulièrement orientée, avec une légère déviation de l'axe vers le sud-est du côté du chevet, l'église répond à un plan approximativement rectangulaire à trois vaisseaux terminés en chevet plat. Elle est issue de la transformation successive d'une église à plan cruciforme, et sa symétrie toute relative n'est qu'apparente, car le bas-côté nord de la nef est incomplet et moins large que le reste, et sur toute la longueur de l'édifice, les époques des deux collatéraux ne sont pas les mêmes. Concrètement, l'église se compose d'une nef aveugle de trois travées, accompagnée de deux bas-côtés voûtés à la même hauteur ; d'un transept qui ne déborde qu'au nord, dont la croisée du transept est la base du clocher ; d'un chœur aveugle de deux travées, initialement éclairé latéralement et par le chevet ; et de deux chapelles latérales de dimensions presque analogues. La chapelle latérale nord est l'ancienne chapelle seigneuriale dédiée à Notre-Dame-de-Pitié, et avait accès direct à la cour du château. La chapelle de la Vierge Marie se situe toutefois actuellement au sud. La première travée du bas-côté nord accueille une cage d'escalier, et une sacristie a été ajoutée devant le chevet du collatéral sud. La longueur est de 29 m dans l'œuvre, et la largeur intérieure est de 14 m au niveau du transept. La hauteur sous le sommet des voûtes avoisine les 7 m dans la nef, le transept et le chœur. L'ensemble de l'église est voûté d'ogives, sauf le bas-côté nord de la nef, dont chaque travée est recouverte indépendamment d'une voûte en berceau perpendiculaire à l'axe de l'édifice. L'on accède à l'église par le portail latéral sud dans la troisième travée, ou par le portail occidental de la nef. La structure des toitures est assez simple. La nef et ses bas-côtés, ainsi que le chœur avec ses deux collatéraux, sont munis de larges toitures uniques à deux rampants, avec un pignon en façade et un autre au chevet, tandis que les deux croisillons sont pourvus de toits en bâtière perpendiculaires à l'axe de l'édifice. Ce sont les uniques signes distinctifs permettant d'identifier encore le transept en tant que tel. Le clocher est coiffé d'un toit à la hache. L'ensemble des toitures est réalisé en ardoise.

### Intérieur

#### Nef

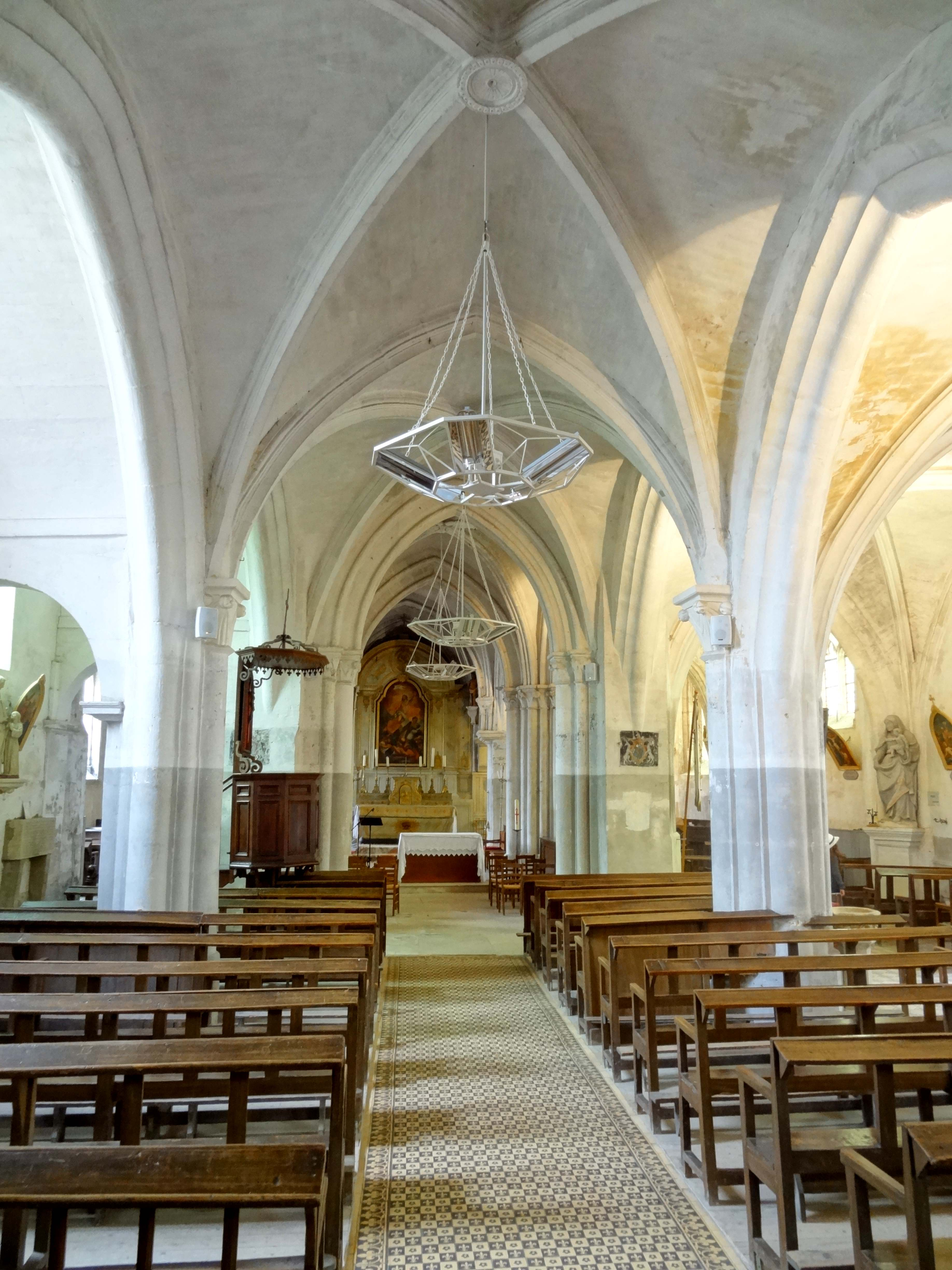
Nef, vue vers l'est.

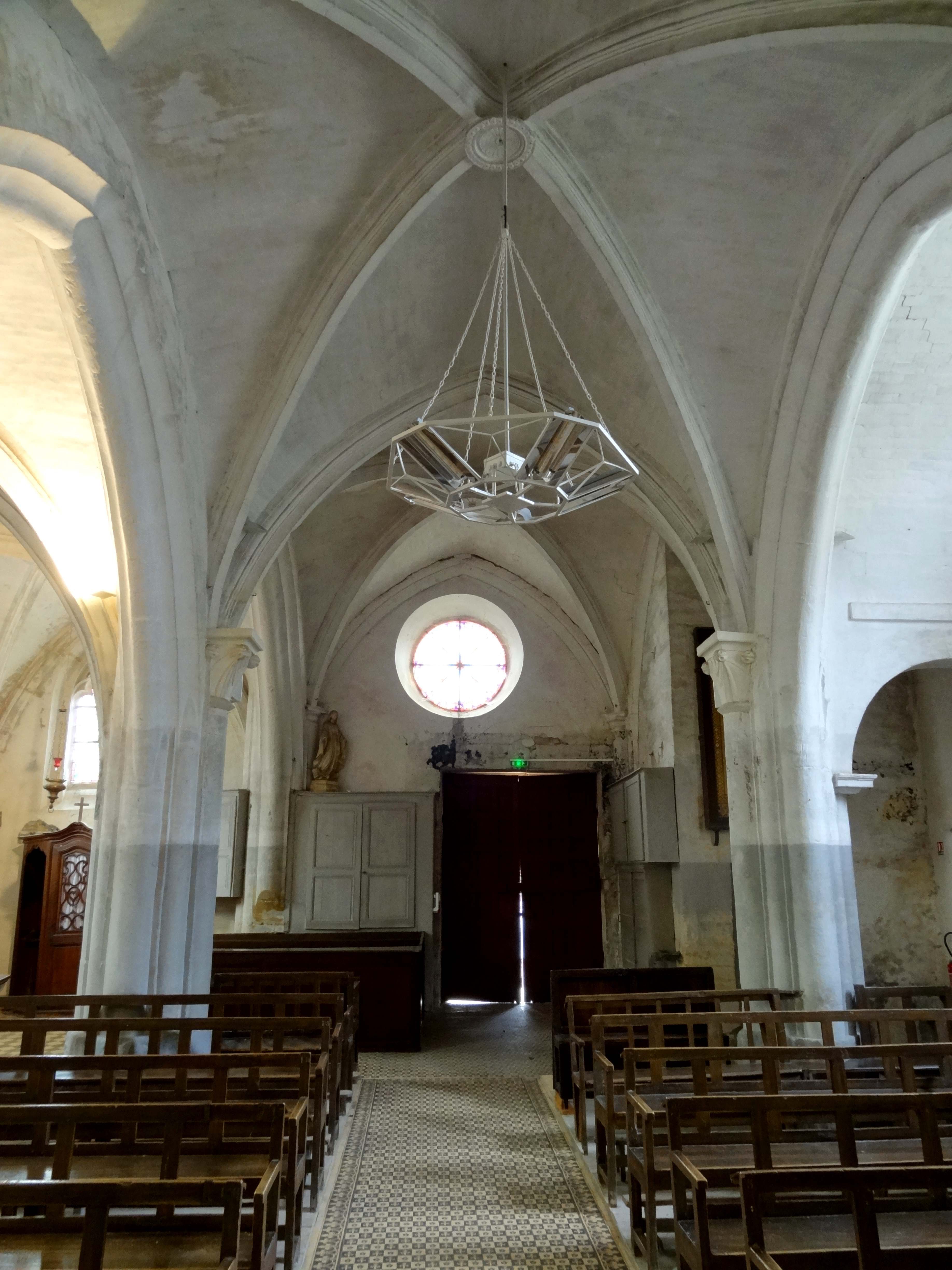
Nef, vue vers l'ouest.

Si des églises de physionomie trapue et sans fenêtres hautes peuvent cacher une nef élancée, comme à Hérouville, Montgeroult, Nucourt et Saint-Gervais, ce n'est pas le cas à Boury. À peine plus large que le collatéral sud, la nef de Boury ne dépasse pas en hauteur les bas-côtés et les parties orientales du XIIIe siècle. Dany Sandron qualifie ainsi l'église Saint-Germain d'église-halle, ce qui traduit toutefois un certain parti architectural, qui en l'occurrence ne semble avoir été obtenu que fortuitement, parce que la nef romane était plus étroite et moins élevée qu'à l'accoutumée. En effet, Louis Régnier a étudié plus soigneusement les structures, et est parvenu à la conclusion que le projet initial était de donner à la nef une hauteur supérieure à celle des bas-côtés, mais que la nef resta longtemps inachevée, et fut voûtée à la fin du XVIe siècle à la même hauteur que le bas-côté sud. Le cas de Boury n'a rien d'exceptionnel. Monique Richard-Rivoire écrit à ce propos : « Eugène Lefèvre-Pontalis pensait que, dans l'Île-de-France, les nefs flamboyantes sans éclairage direct étaient toujours ainsi plus élevées que les bas-côtés. En fait, nous trouvons en Vexin français des exemples plus nombreux encore d'édifices dont les collatéraux ont la même hauteur que le vaisseau central. Ce sont les nefs de Montjavoult, de Parnes du côté sud ; de Jambville, d'Oinville-sur-Montcient, de Vaudancourt, de Boury, de Limay, de Fontenay-Saint-Père, de Villers-en-Arthies ». Il n'est pas sans intérêt d'observer qu'à Arthies, Jambville, Oinville-sur-Montcient, Lierville, Pressagny-l'Orgueilleux et Vaudancourt, l'on ajouta également un unique bas-côté flamboyant à côté d'une nef ancienne, dont on prévoyait le voûtement en même temps.
La charpente est toujours celle du XIIIe siècle, et le décor en faux-appareil en place avant le voûtement demeure visible dans les combles, mais à l'intérieur de la nef, plus rien n'évoque la période antérieure à la construction des grandes arcades. On peut, bien sûr, citer les deux contreforts occidentaux du clocher, contre lesquels viennent buter les grandes arcades de la nef, et l'arc triomphal ouvrant sur la croisée du transept et le chœur liturgique, mais cette élévation fait partie de la campagne de construction du transept, au second quart du XIIIe siècle, et non de celle de la nef. À l'ouest, l'oculus est de 1850, et le portail en anse de panier, non décoré à l'intérieur, est de la première moitié du XVIe siècle. Les composantes qui déterminent aujourd'hui la nef sont les grandes arcades et leur pilier, d'une part, et les voûtes, d'autre part. Les premières, identiques au nord et au sud bien que le bas-côté nord ne conserve aucun élément antérieur à la seconde moitié du XVIIIe siècle, sont de style gothique flamboyant, et datent de la première moitié, probablement du second quart, du XVIe siècle. Les dernières sont d'un style Renaissance un peu fade et rustique, qui se trouve également dans le croisillon nord et la chapelle latérale nord du chœur.
Les grandes arcades, au nombre de trois tant au nord qu'au sud, sont moulurées d'un boudin en forme de double doucine entre deux larges gorges, ce qui est une variante de l'un des profils les plus répandus à la première moitié du XVIe siècle, où des étroites moulures concaves prennent le plus souvent la place des gorges. Ces arcades pénètrent directement dans les piliers, sauf à l'est, où elles se fondent dans les contreforts occidentaux du clocher. Les piliers affectent un plan que Monique Richard-Rivoire n'a recensé nulle part ailleurs dans le Vexin. Ce sont des piliers cruciformes cantonnés de quatre demi-colonnes ; quatre quarts-de-colonnes étant logées dans les angles rentrants. Il s'agit d'une variante simplifiée du pilier ondulé à huit renflements, qui diffère par le profil en double doucine des fûts. Ces piliers harmonisent parfaitement avec les grandes arcades, mais l'originalité réside dans l'aspect que les gorges des arcades deviennent des quarts-de-rond (soit la forme inverse) à la retombée. Les nervures des voûtes devaient se fondre dans les demi-colonnes côté nef, mais l'interruption du chantier pendant deux générations ou plus, et le changement des goûts, a entraîné un changement de parti. Ainsi, l'on a placé de petits chapiteaux doriques dans les angles nord-ouest et sud-ouest, au revers de la façade. L'on trouve des chapiteaux analogues, avec des frises aniconiques et des tailloirs carrés largement débordants, sur les piliers intermédiaires du chœur repris en sous-œuvre. Les chapiteaux de crochets néo-gothiques sur les quatre piliers isolés des grandes arcades remplacent donc vraisemblablement des chapiteaux du même type. Quant aux voûtes, dépourvues de formerets sauf au revers de la façade, elles affichent clairement leur appartenance à la Renaissance par le profil méplat des ogives et doubleaux. Un bandeau de section carrée est flanquée de deux fines baguettes et d'un quart-de-rond de chaque côté, comme, de manière assez semblable, à Commeny, Magny-en-Vexin (en partie), Attainville, Mareil-en-France, Roissy-en-France et Théméricourt. Les clés de voûte sont garnies de disques, dont les deux premiers sont sculptés d'une rosace, et dont le troisième a été bûché à la Revolution. Malgré l'époque avancé, les voûtes sont toujours en arc brisé.

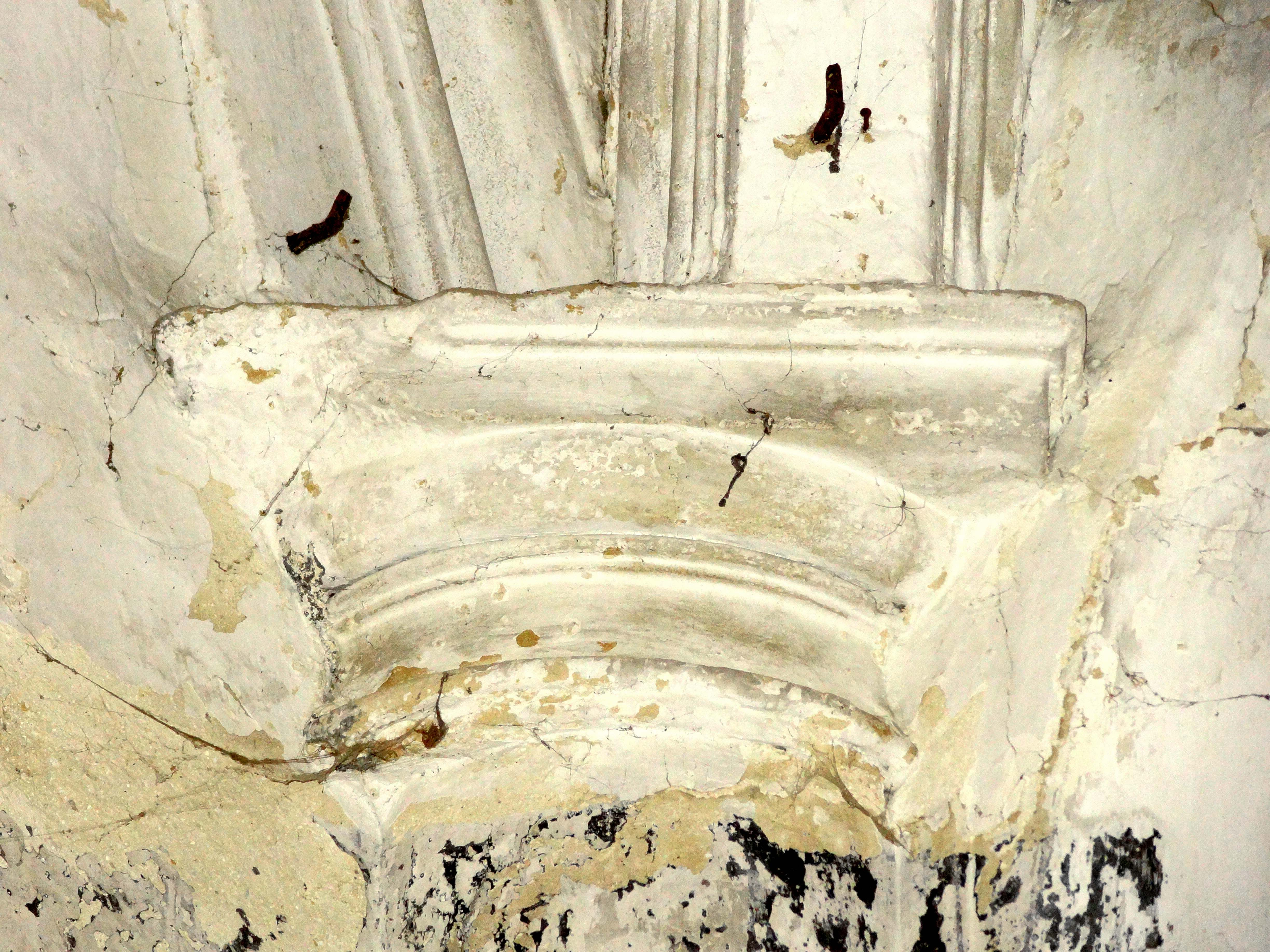
Chapiteau dorique.
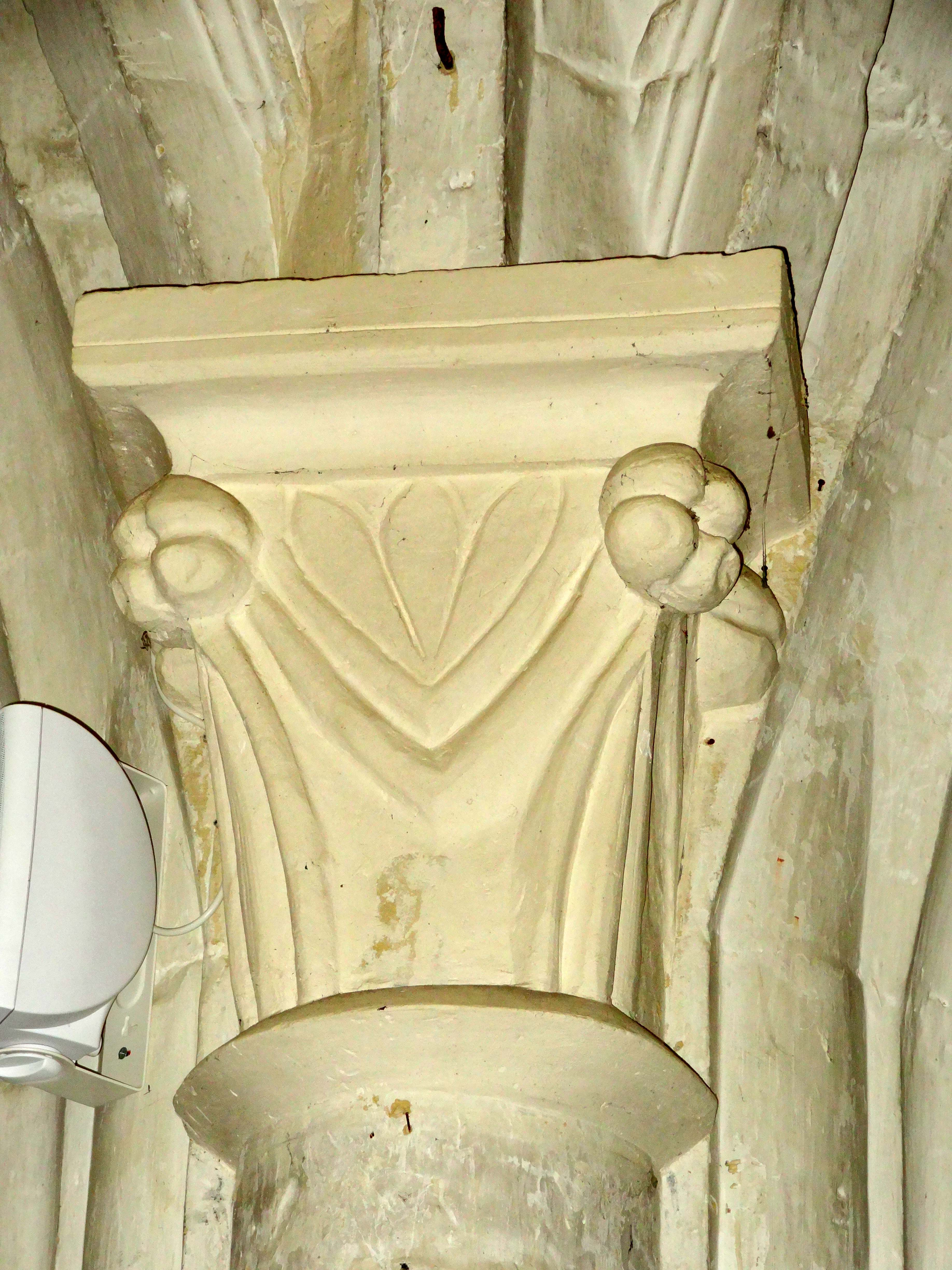
Chapiteau néo-gothique.
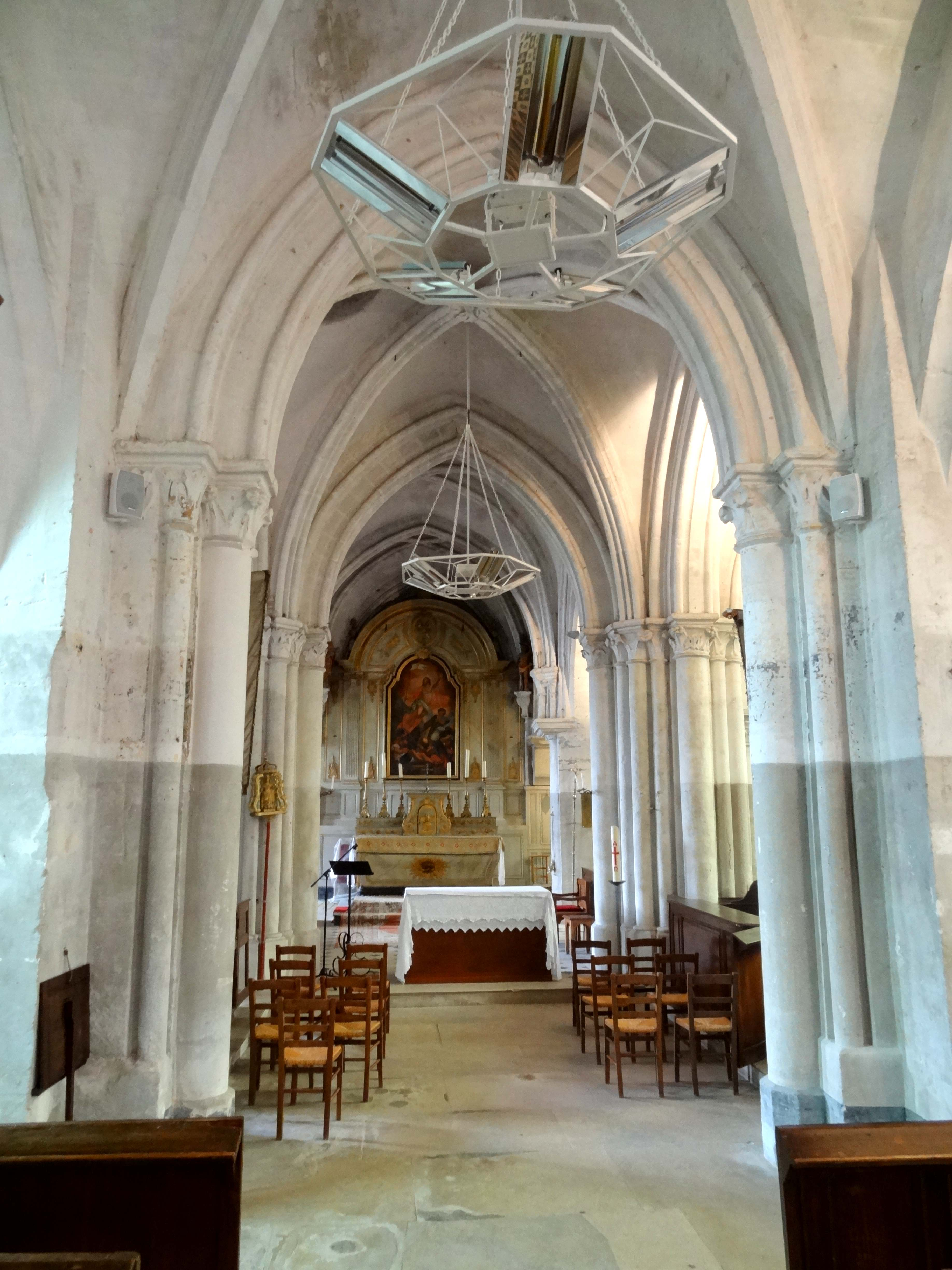
Vue sur l'arc triomphal.
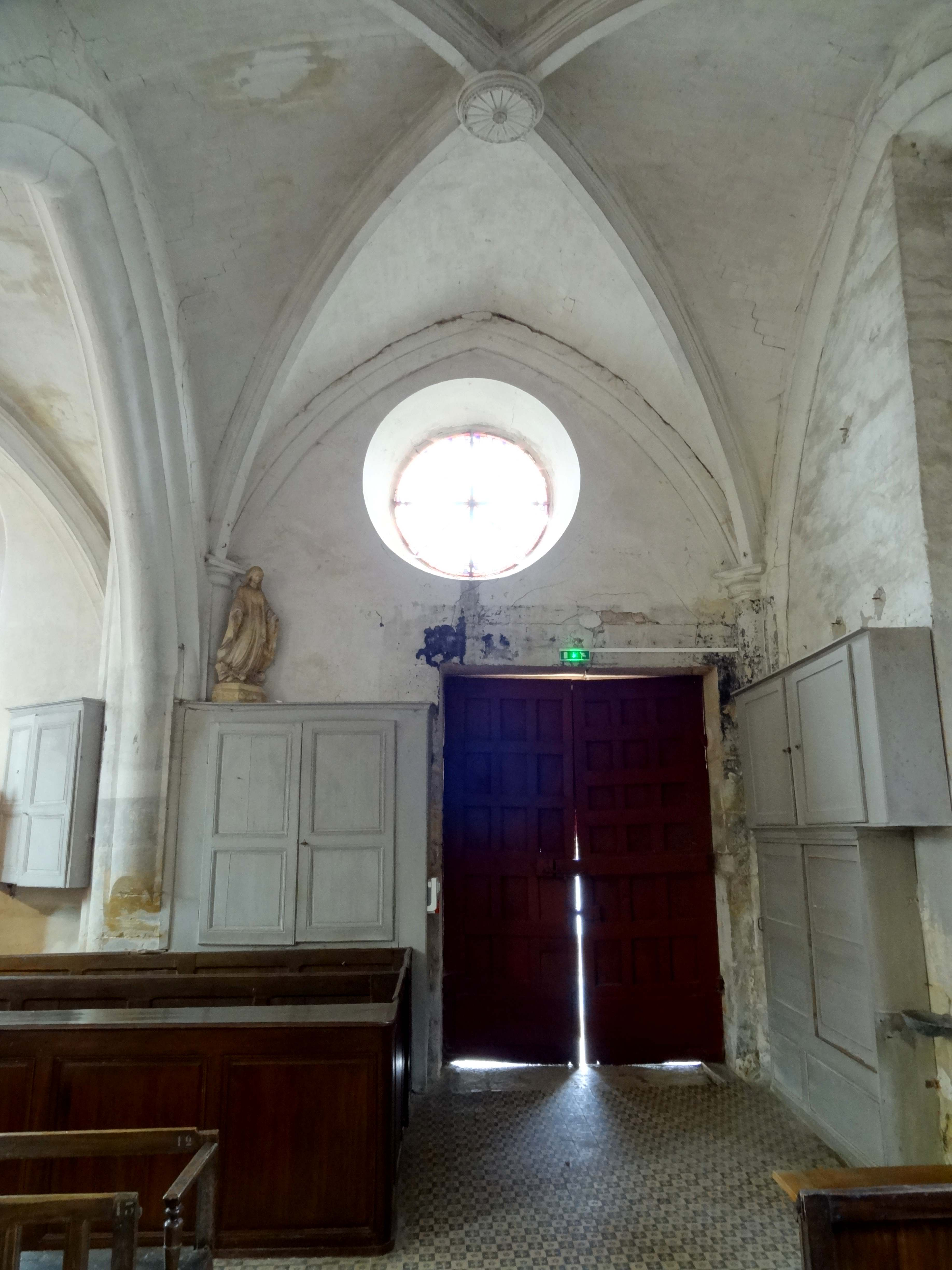
Revers de la façade.
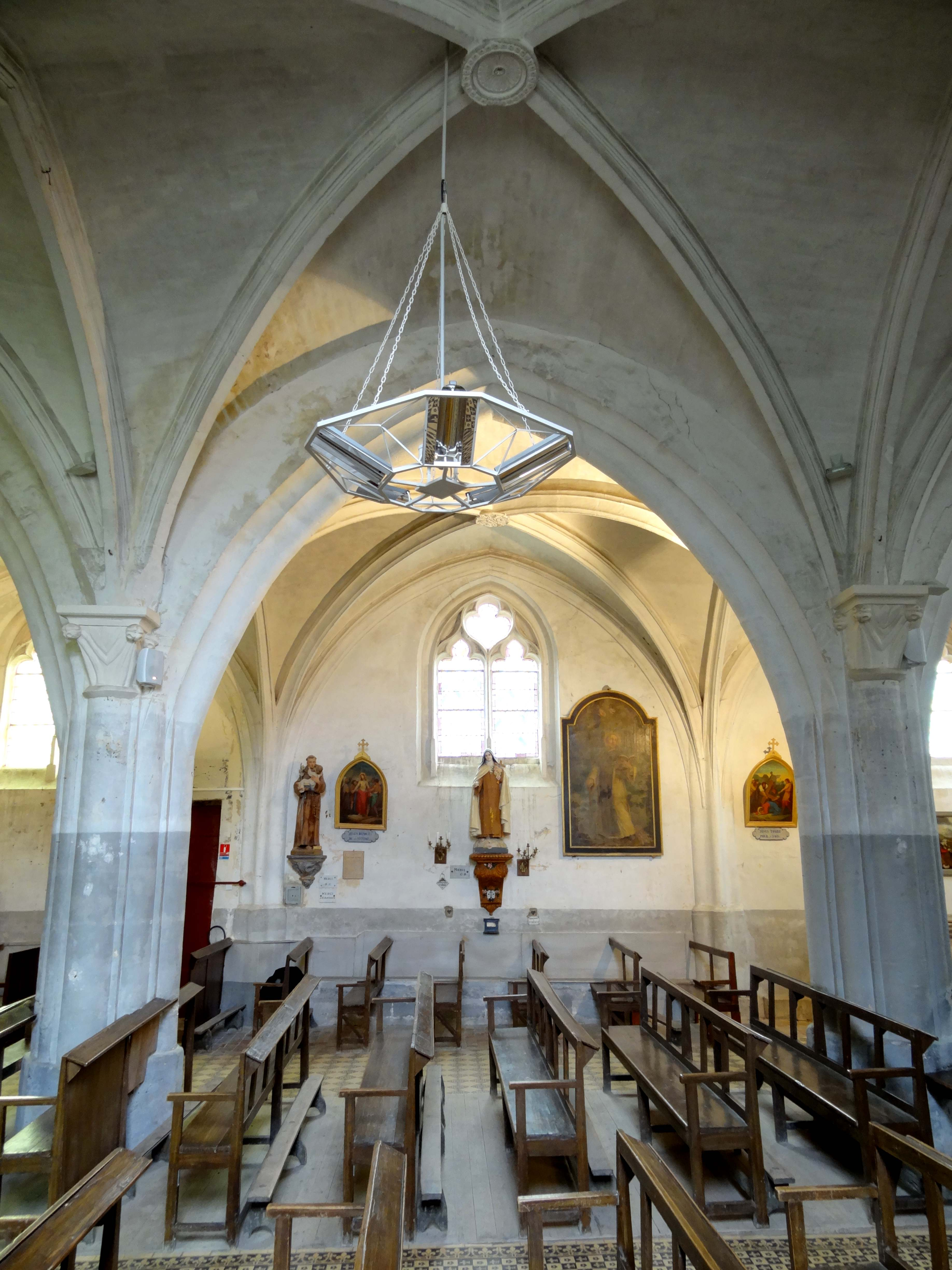
2e travée, élévation sud.
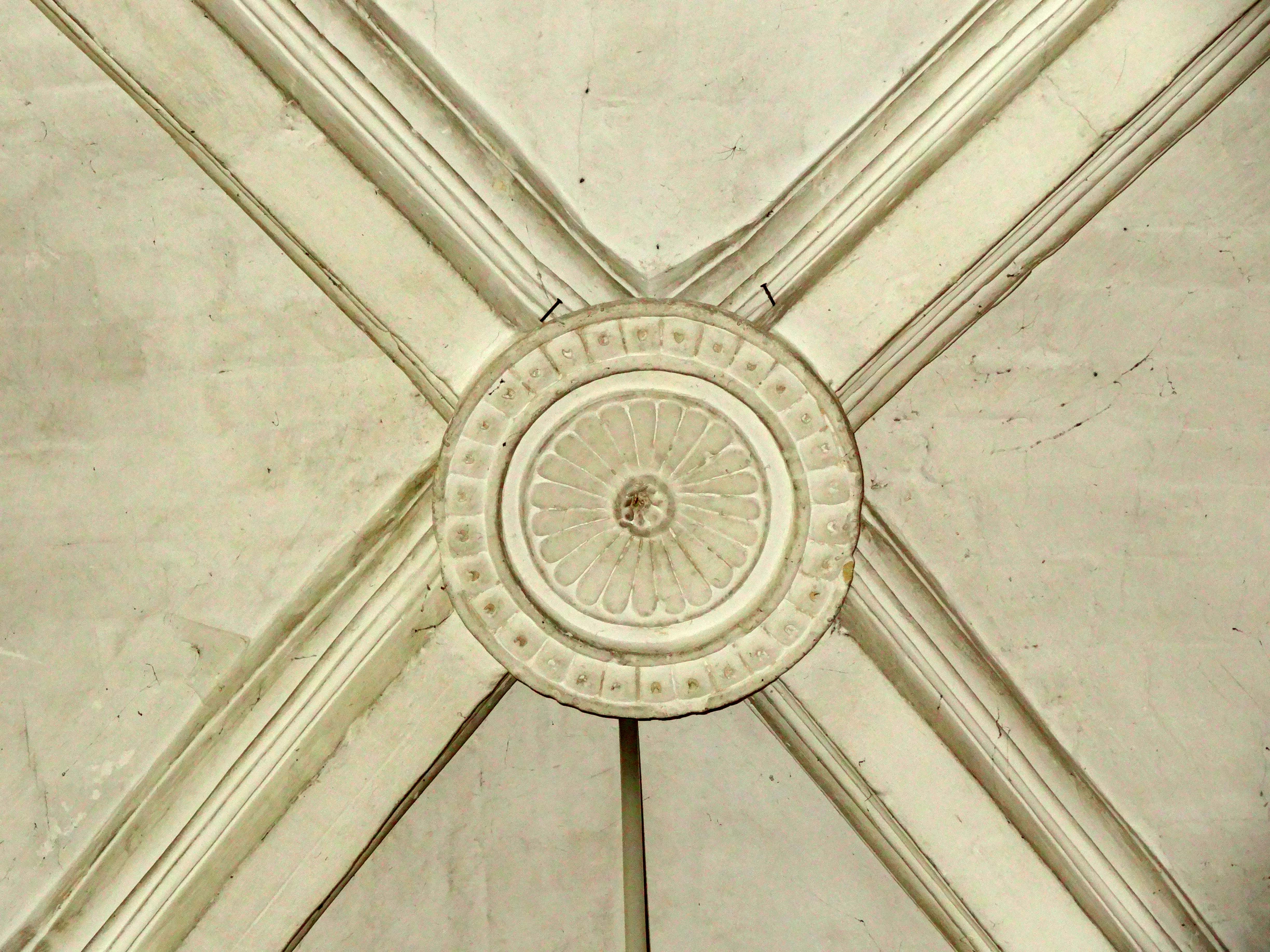
2e travée, clé de voûte.

#### Bas-côtés

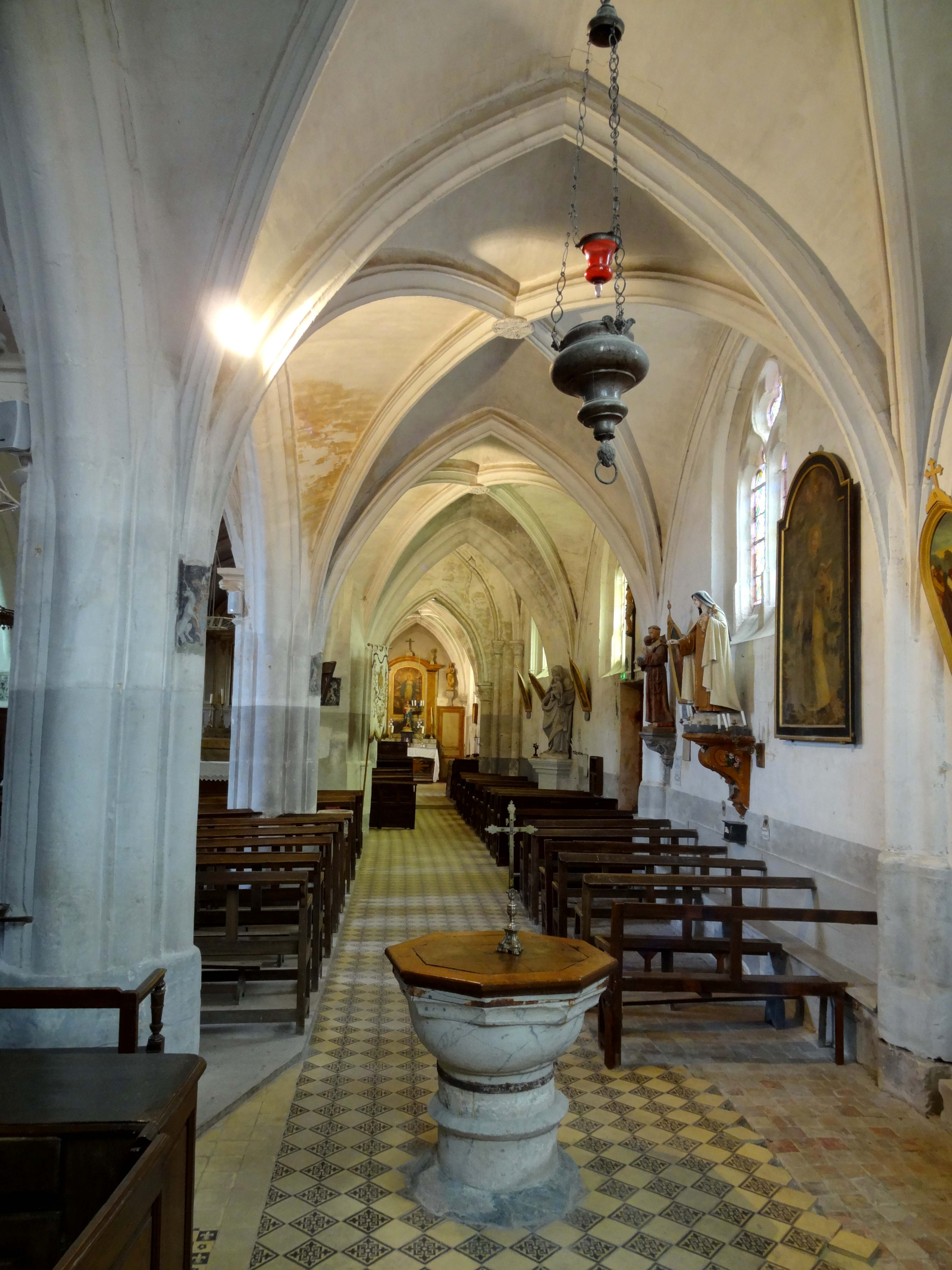
Bas-côté sud, 1re travée, vue vers l'est.

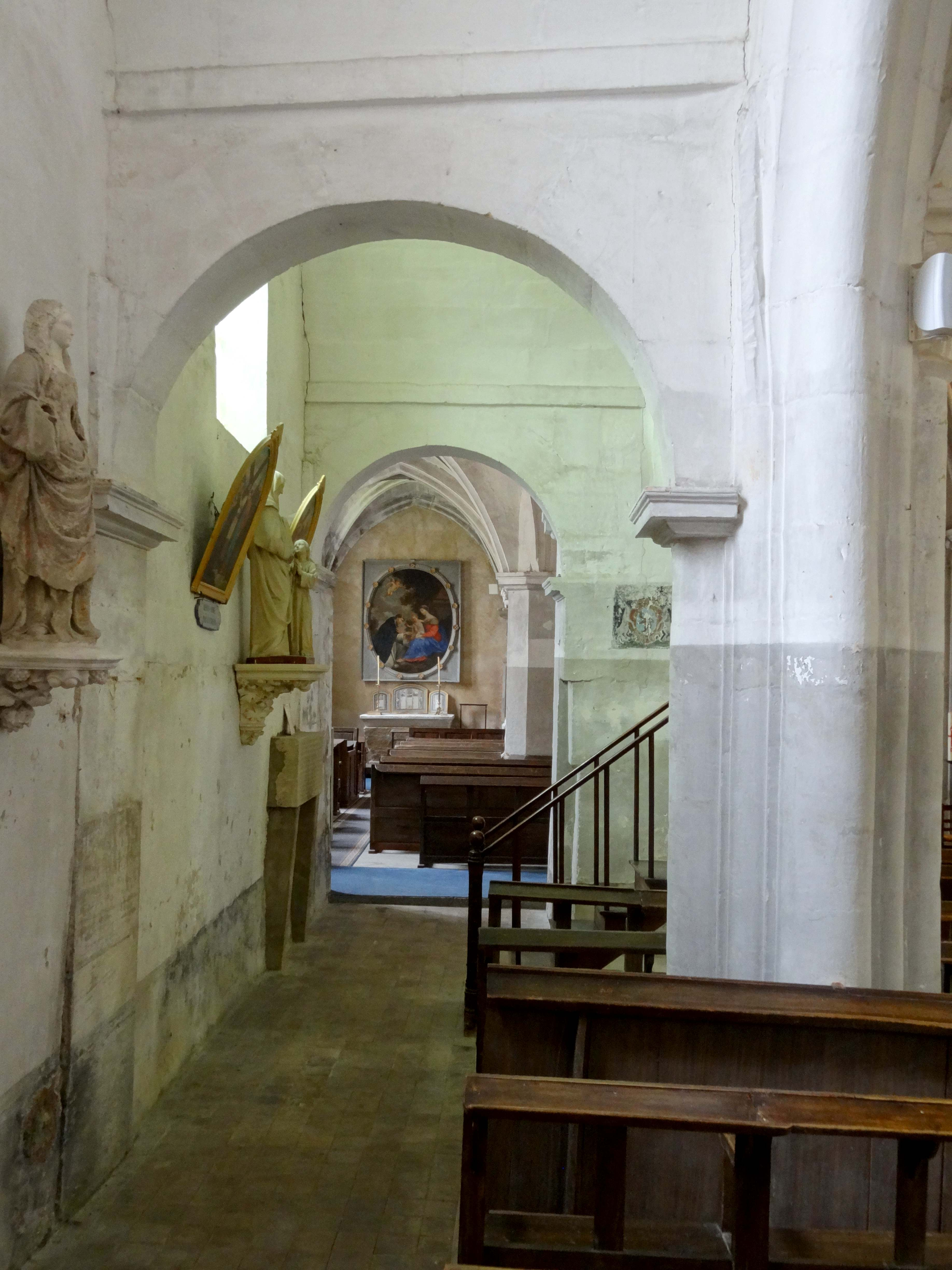
Bas-côté nord, 2e travée, vue vers l'est.

Le bas-côté sud est, en tous ses points, représentatif du style flamboyant dans le Vexin, et de dimensions assez généreuses pour un bas-côté, ce qui donne, avec les dimensions modestes de la nef, l'impression d'une église-halle avec trois vaisseaux de même importance. C'est le bas-côté sud qui marque le plus l'apparence extérieure de l'église, de concert avec les fenêtres flamboyantes du croisillon sud et de la chapelle latérale sud du chœur, qui ont certainement été aménagées à l'occasion de la construction du bas-côté. Les proportions sont celles adoptées pour la plupart des vaisseaux flamboyants en milieu rural : la hauteur des piliers est équivalente à la largeur, en tenant compte de l'exhaussement probable du sol. Grâce à des arcs-doubleaux aigus, la hauteur sous le sommet des voûtes est néanmoins beaucoup plus considérable. Les fenêtres ont de hauts soubassements, et le portail latéral de la troisième travée n'entame ainsi pas la fenêtre. Les fenêtres s'inscrivent ainsi presque totalement sous la lunette de la voûte. Leur pourtour est mouluré d'une moulure concave et d'une gorge. Le remplage, identique pour la baie occidentale et les trois baies latérales, est constitué de deux lancettes à têtes tréflées, surmontées d'un soufflet entre deux étroites mouchettes. Les meneaux affectent un profil aigu, et sont garnis d'un listel. Comme marques d'économie, les bases des meneaux n'ont pas été exécutées (il y a de simples blocs de pierre) ; la limite des allèges n'est pas soulignée par un larmier (ce qui est cependant le cas à l'extérieur) ; et les piliers n'ont pas de bases. Ils reposent directement sur les socles, comme à Jambville, Oinville et Vaudancourt.
Contrairement à l'attente, les piliers engagés dans le mur gouttereau ne sont pas du même type que dans la nef, avec laquelle le bas-côté partage les grandes arcades, mais ce sont des piliers ondulés à trois renflements tout à fait conventionnels, et employés presque systématiquement dans le Vexin à la première moitié du XVIe siècle. Dans tous les cas, les nervures des voûtes pénètrent directement dans les piliers. Selon la règle dans la région, ogives et doubleaux adoptent le même profil, qui se compose ici d'un filet entre deux fines moulures concaves, deux gorges et deux autres fines moulures concaves. C'est une déclinaison simplifié du profil qui règne sur toutes les voûtes flamboyantes du Vexin, alors que de nombreux autres profils existent ailleurs. Il y a des formerets, qui correspondent à la moitié des ogives. Les clés de voûte s'inspirent du vocabulaire ornemental de la Renaissance italienne, sans faire la moindre allusion à l'architecture antique, et sont délicatement sculptées. Elles prennent la forme de disques, dont le premier et le troisième sont découpés à jour, et représentent des volutes entre quatre balustres ; quatre têtes de chérubin joufflues disposées autour d'une petite rose, des fougères occupant les intervalles ; et des volutes plus complexes formant des arabesques disposées autour d'une rose plus grande. Ces clés de voûte justifient une datation du bas-côté du second plutôt du premier quart du XVIe siècle. Il est enfin à noter que l'arcade vers le croisillon sud, percée dans un mur préexistant, diffère des autres doubleaux et se rapproche du profil en boudin des grandes arcades.
Le bas-côté nord n'est pas visible en façade, où il est dissimulé par un bâtiment mitoyen de la Grande ferme. Plus étroit que les autres vaisseaux, il est en outre incomplet, car la moitié antérieure de la première travée est occupée par une cage d'escalier. Le restant de la première travée abrite les fonts baptismaux. Cette travée est dépourvue de fenêtres. Les fenêtres des deux autres travée sont datables de 1772 par les délibérations du conseil de fabrique. En plein cintre, elles sont sans style particulier. Rien dans le bas-côté n'évoque, en effet, l'architecture flamboyante ou gothique, si ce ne sont les piliers des grandes arcades également visibles depuis la nef. Les demi-colonnes engagées du côté nord se terminent ici par des tailloirs, formées par une tablette au profil d'une baguette, d'un listel et d'une plate-bande ; un quart-de-rond accompagnée d'un listel se profilant dans l'échine. Des tailloirs identiques sont engagés dans le mur gouttereau. Il convient d'observer qu'il n'y a pas d'analogie avec les chapiteaux doriques au début de la nef, ni avec les tailloirs du croisillon et du collatéral nord. La vocation des tailloirs est de supporter des arcs-doubleaux, qui se présentent comme des arcades en plein cintre à arêtes vives, sans aucune mouluration. Une arcade du même type établit la communication avec le croisillon nord. Ces arcades servent à leur tour de supports aux lourdes voûtes en berceau qui recouvrent la deuxième et la troisième travée. Des bandeaux plats marquent la limite entre les voûtes et les murs des arcades. L'on note l'analogie partielle avec le bas-côté nord de Vaudancourt, encore plus étroit, qui est également voûté en berceau perpendiculairement à l'axe, mais dont les voûtes reposent sur des linteaux horizontaux, et non sur des arcs-doubleaux.

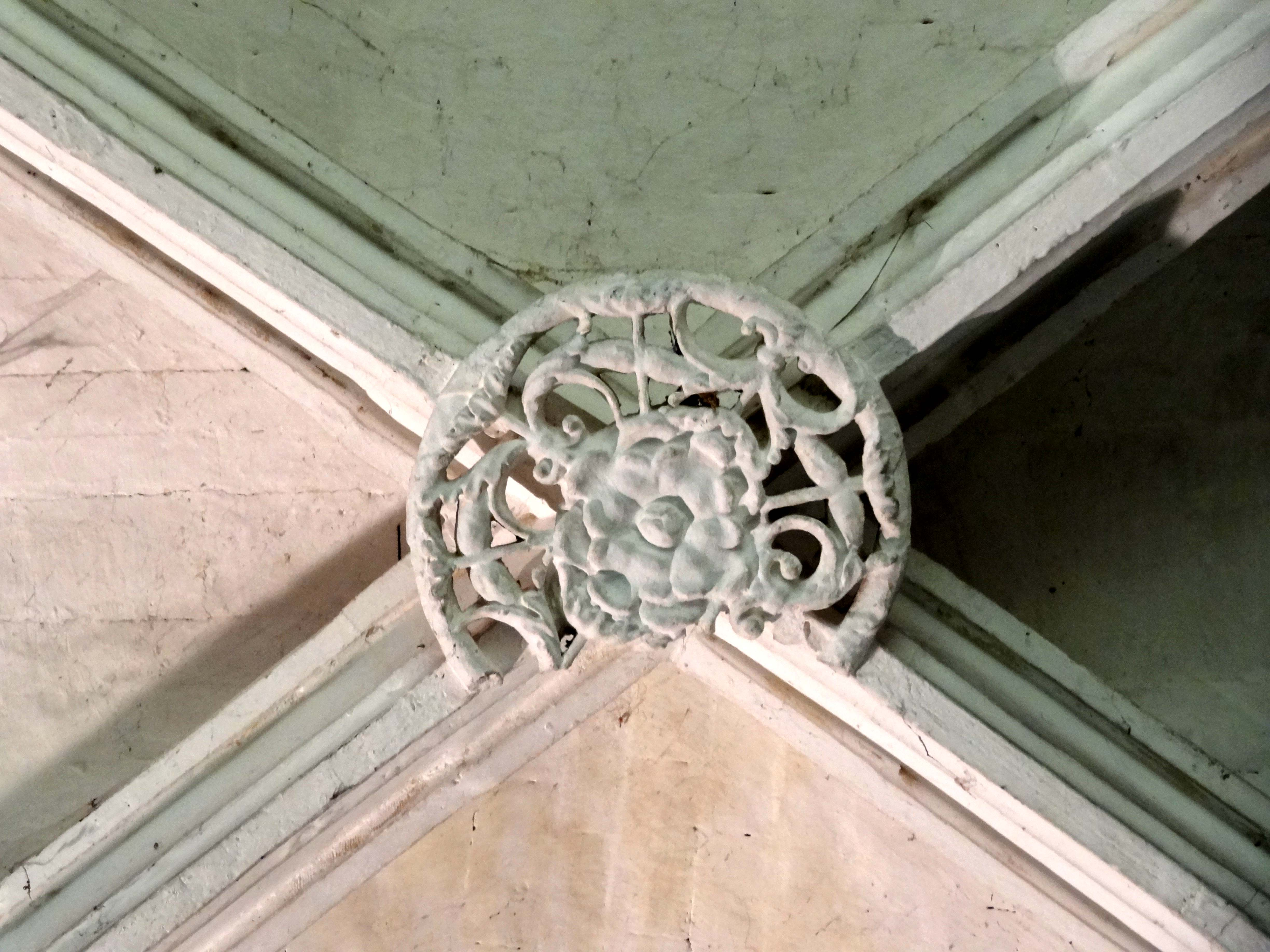
Bas-côté sud, clé de voûte de la 3e travée.
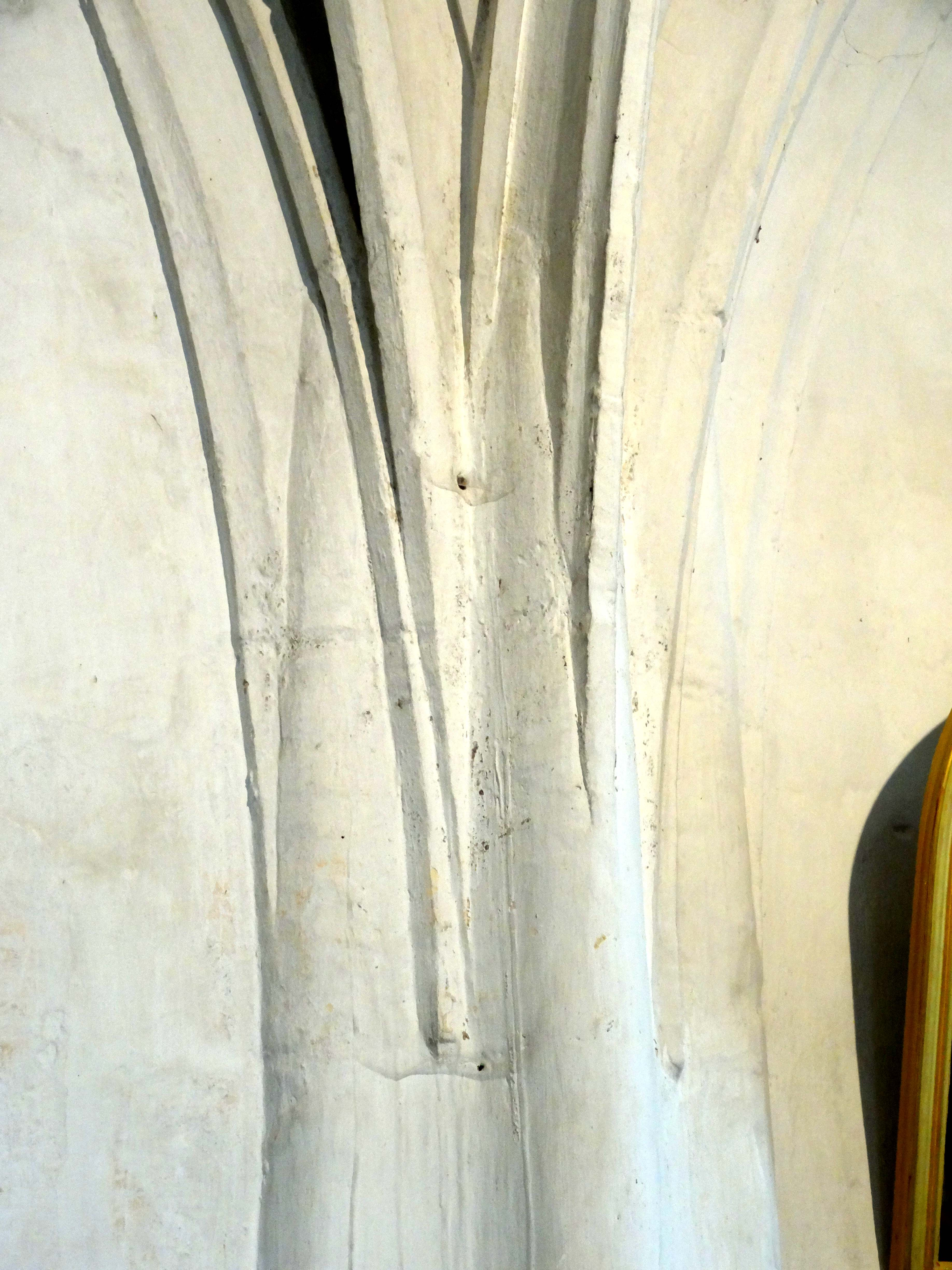
Bas-côté sud, pilier engagé, détail.
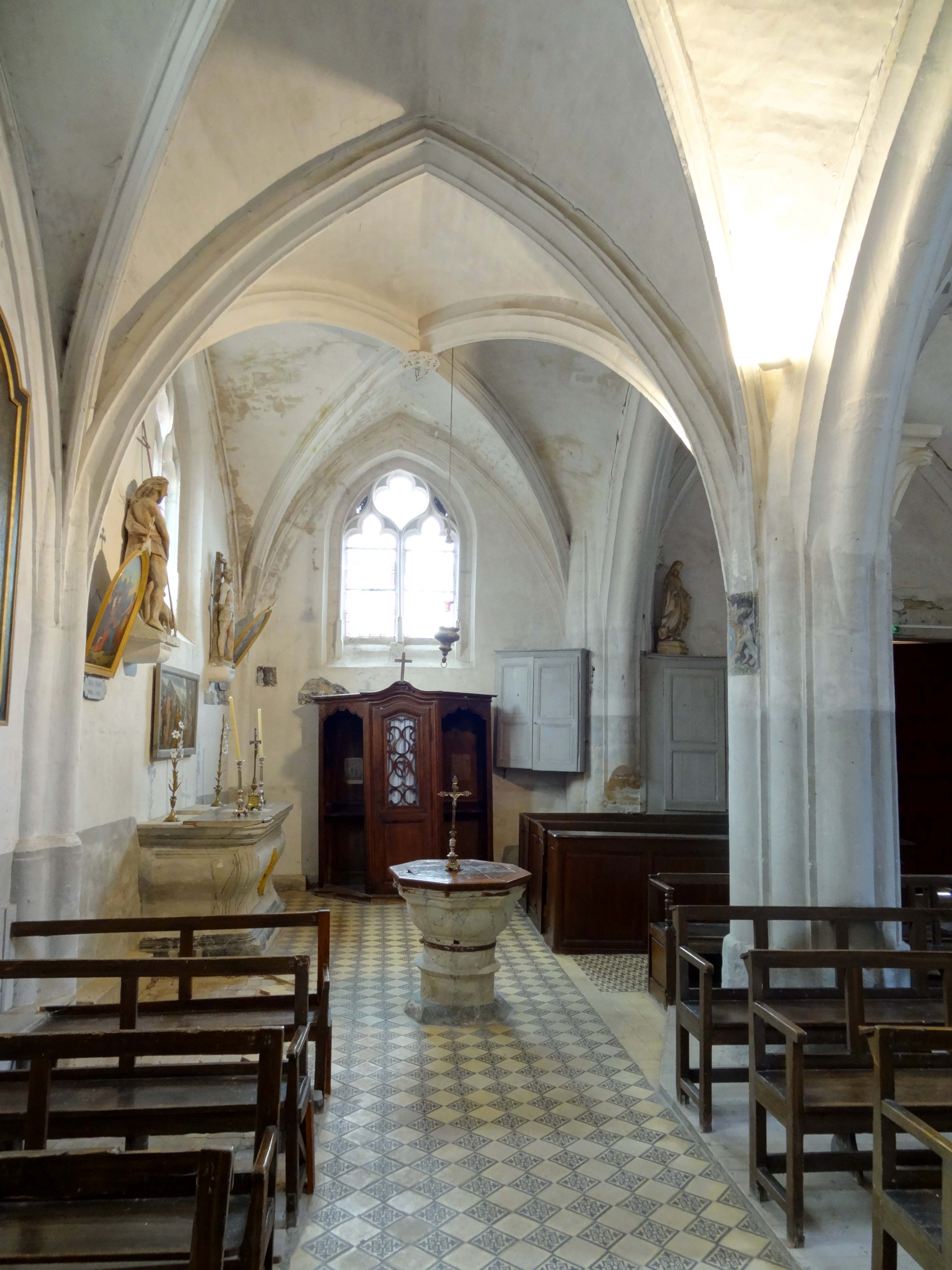
Bas-côté sud, 2e travée, vue vers l'ouest.
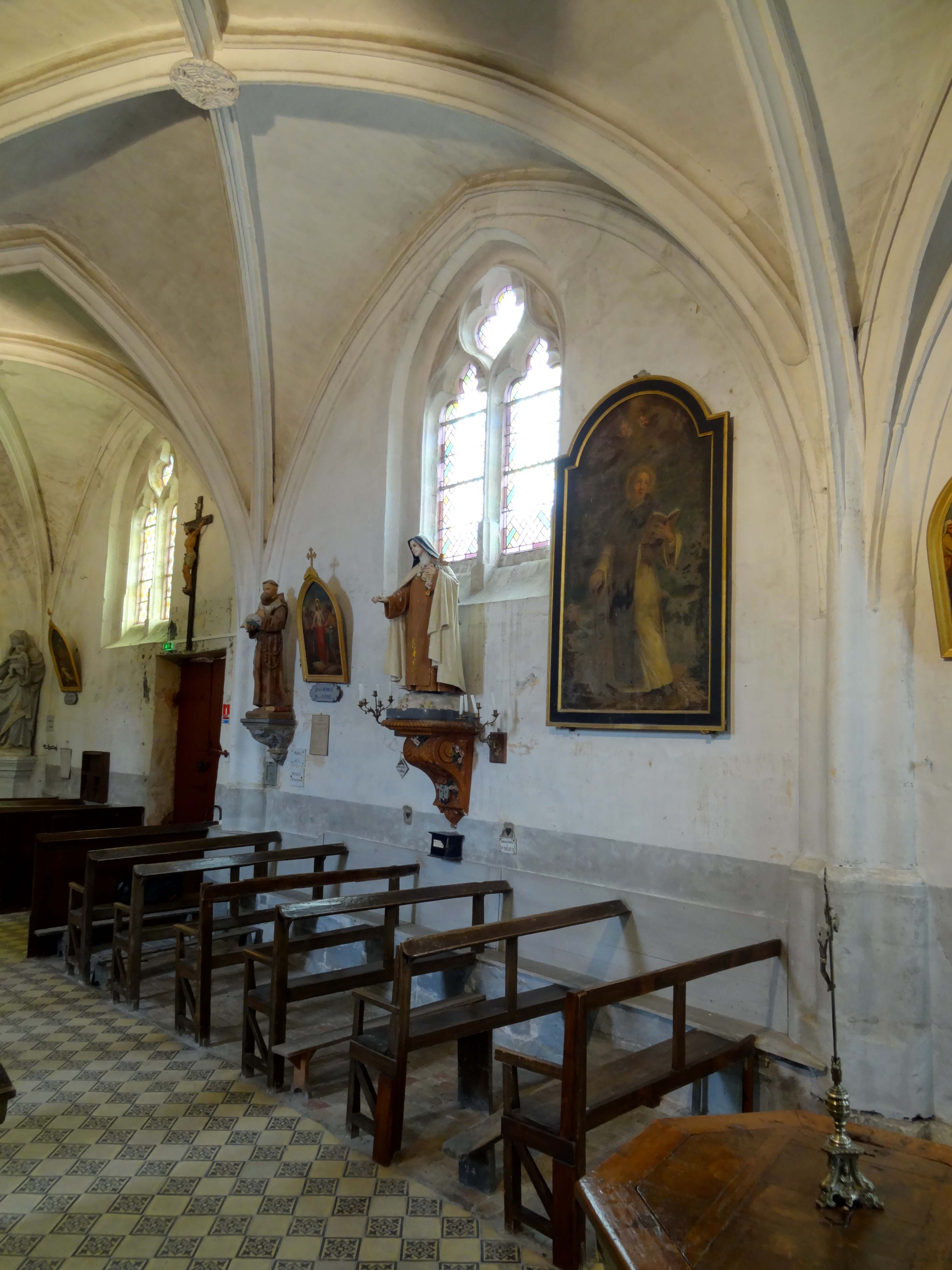
Bas-côté sud, 2e travée, vue vers le sud-est.
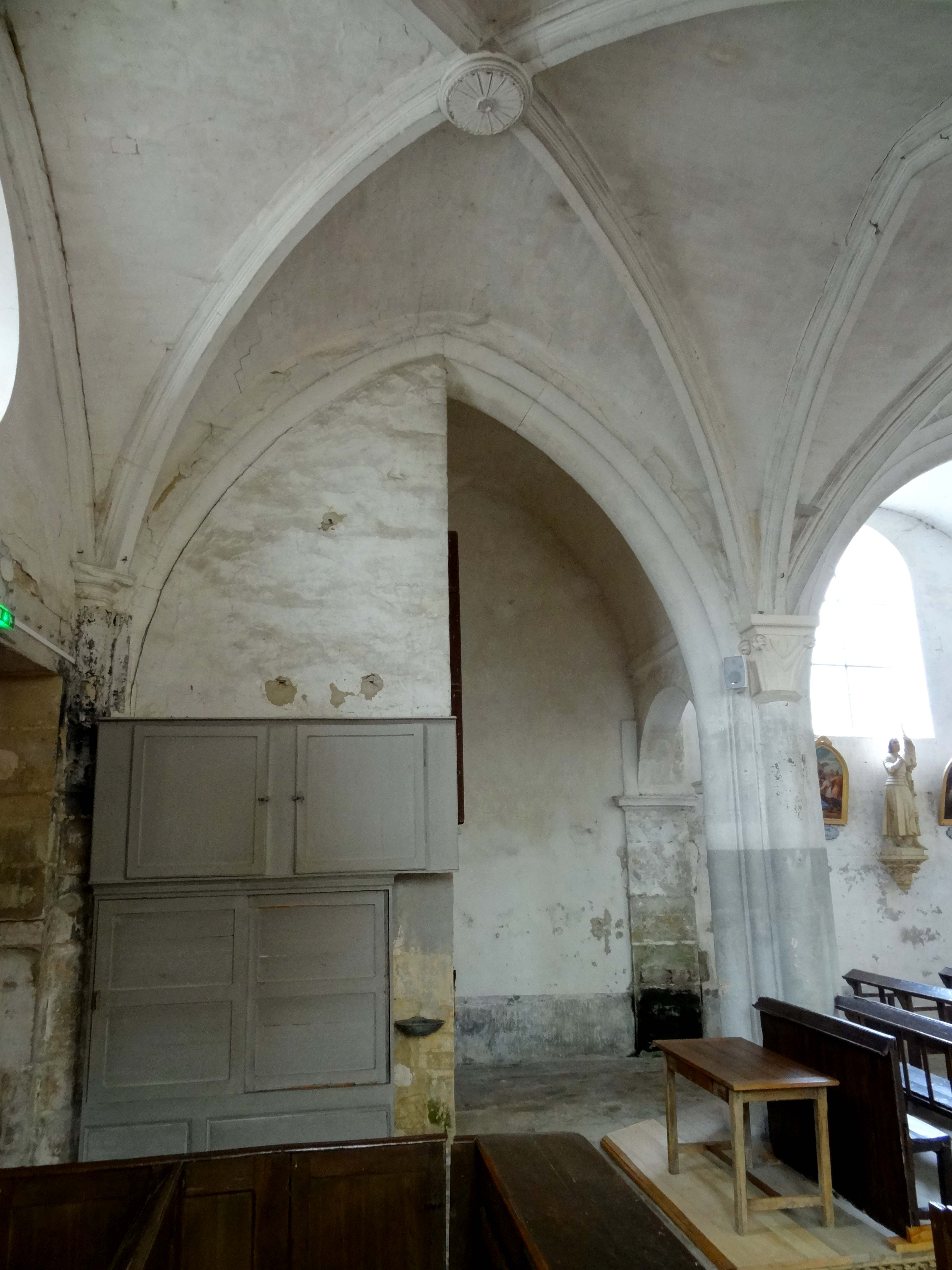
Nef, vue sur la 1re travée du bas-côté nord.
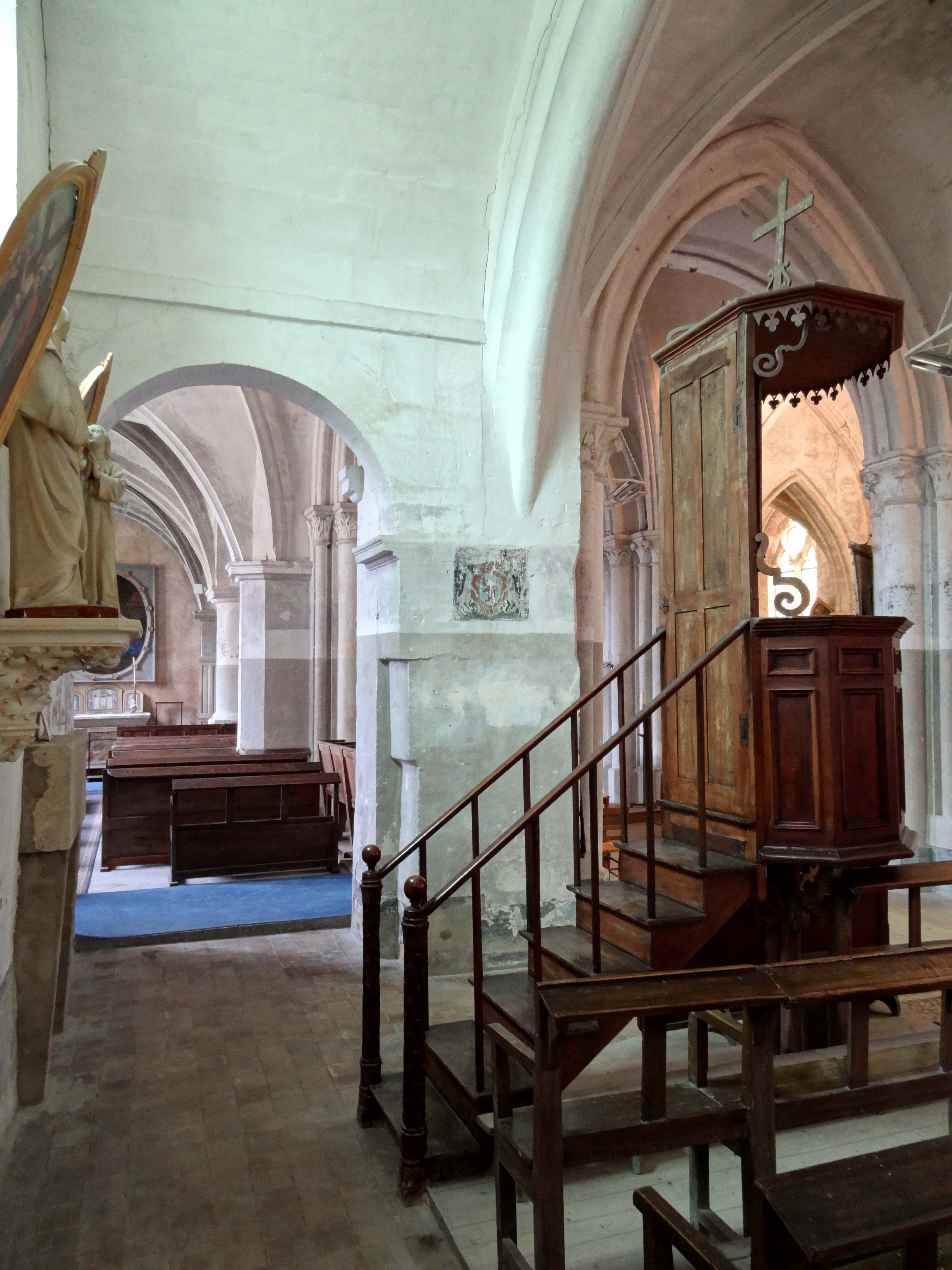
Bas-côté nord, 3e travée, vue vers l'est.

#### Croisée du transept et croisillon sud

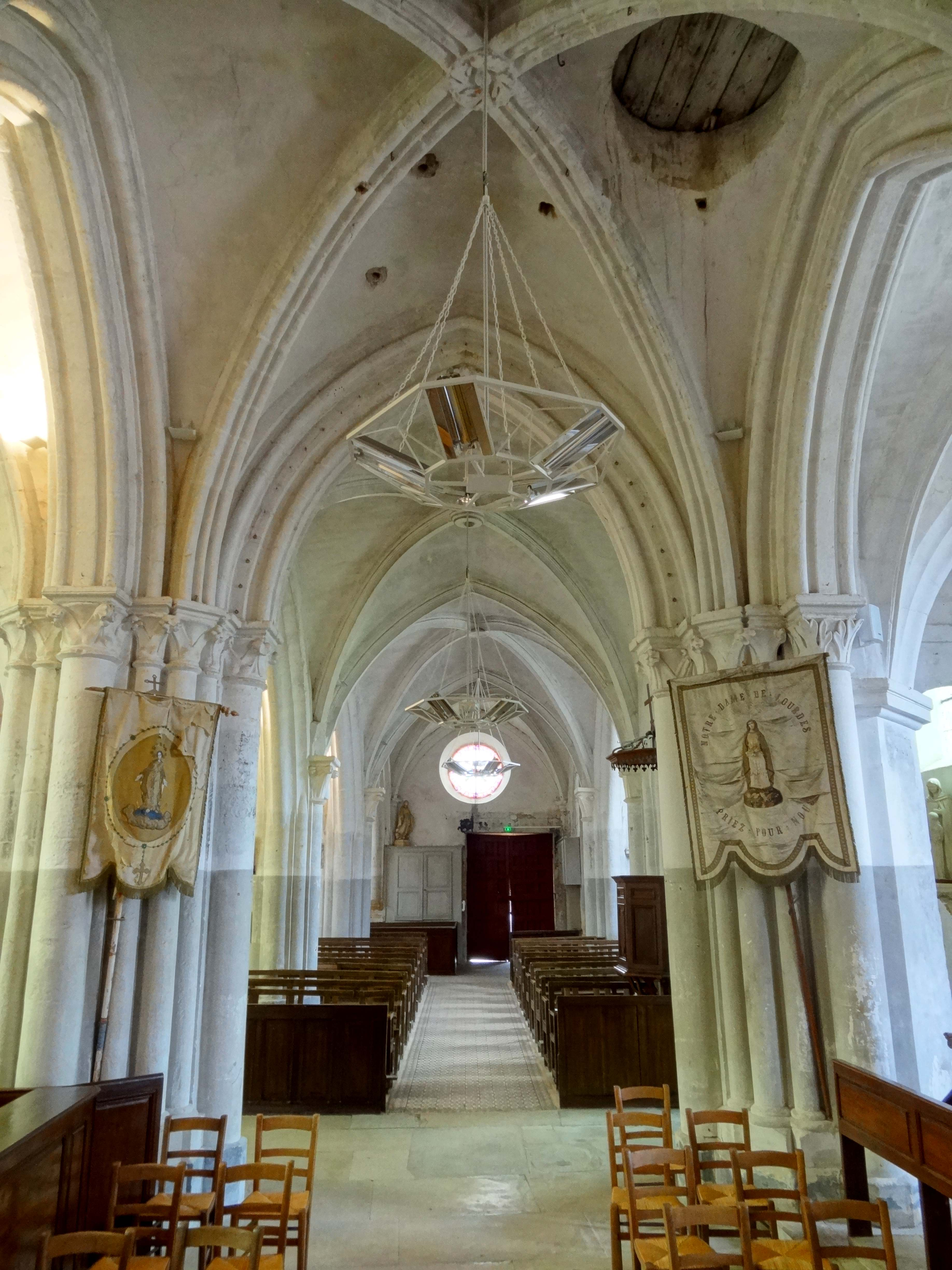
Base du clocher, vue vers l'ouest dans la nef.

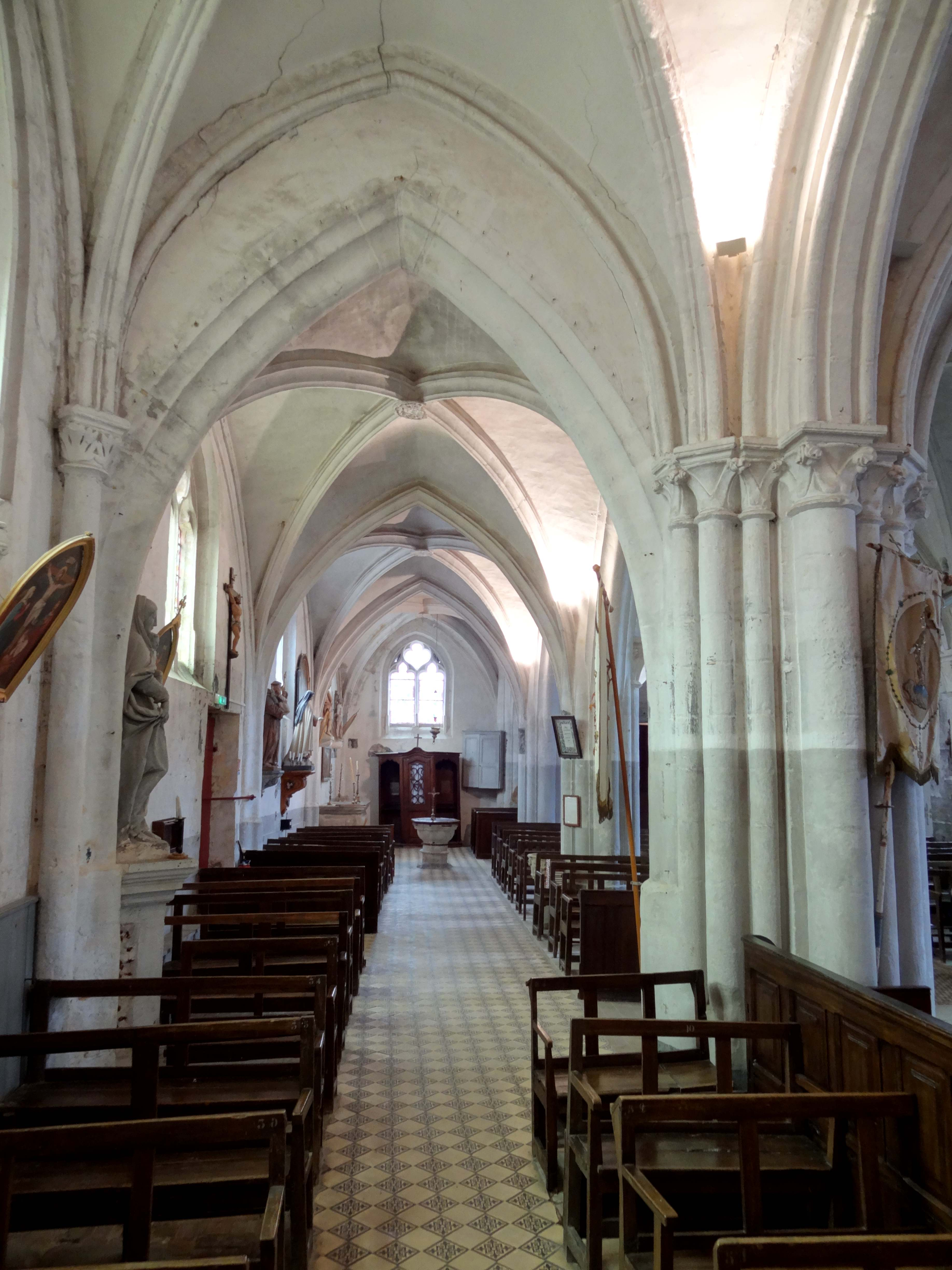
Croisillon sud, vue vers l'ouest dans le bas-côté.

Plus récents que les deux travées du chœur, la croisée du transept et le croisillon sud restent également plus proches de leur état d'origine. Les seules modifications d'envergure concernent la réfection de la fenêtre du croisillon sud dans le style flamboyant, et l'ouverture d'une arcade vers le bas-côté sud, le tout au second quart du XVIe siècle. Le trou de cloches dans le voûtain nord de la base du clocher est également postérieur à la construction. Quant à l'arcade vers le collatéral sud du chœur, elle a de toute évidence été réalisée en même temps que le croisillon, ainsi que les supports des ogives et formerets du collatéral au revers. La croisée du transept est légèrement moins large que la nef, et l'ouverture de ses doubleaux est réduite par les nombreuses colonnettes, ce qui lui confèrent des proportions plus élancées : les piliers sont en effet une fois et demi plus hauts que l'ouverture des arcades. Par rapport à la nef, et à plus forte raison par rapport au chœur, la croisée du transept est désaxée vers le sud, ce qui souligne encore que ces parties ne sont pas contemporaines. Leur ordonnancement n'a rien d'inhabituel, et l'architecture, de bon niveau, reflète bien les deux dernières de la première période gothique avant l'éclosion de l'art rayonnant.
Les quatre doubleaux qui délimitent le carré du transept sont à double rouleau. Le rouleau inférieur est mouluré d'une plate-bande entre deux tores dégagés, et retombe sur les tailloirs carrés de deux colonnes à chapiteaux engagées. Le rang de claveaux supérieur est mouluré d'un tore de chaque côté, et retombe sur les tailloirs également carrés de deux colonnettes à chapiteaux logées dans les angles rentrants des piliers. Avec les colonnettes à chapiteaux des ogives, placées à 45° face à celles-ci, ces dernières colonnettes forment des faisceaux de trois fûts dans les quatre angles de la travée. Les ogives accusent un onglet entre deux tores. Tous ces profils correspondent à l'usage général depuis le milieu du XIIe siècle. Plus emblématiques pour la période après 1220 sont la clé de voûte, qui affiche quatre feuilles polylobées disposées autour d'un bourgeon au milieu, de sorte à suggérer un mouvement de rotation (« clé tournante »), et les tailloirs et chapiteaux. Les tailloirs, de faible hauteur, mais toujours carrés (et non à angles abattus), se composent, du haut vers le bas, d'un filet, d'une baguette, d'une gorge et d'un listel. Les corbeilles des chapiteaux sont rondes, ce qui se remarque, à leur partie supérieure, par un anneau, en partie dissimulée par les feuilles. Elles sont invariablement sculptées de crochets, ou de feuilles polylobées de deux types différents (Pascale Touzet reconnaît du chêne). Au sud-ouest et au nord-ouest, ne figurent qu'un seul des deux principaux motifs. Dans le cas où des chapiteaux de crochets se jouxtent, leurs crochets sont partagés entre deux chapiteaux voisines. Les astragales sont doublement chanfreinés. Les bases se composent d'un petit et d'un grand tore, non séparés par une scotie, et reposent sur des socles cubiques. Les bases des petits fûts ont des socles plus élevées que les autres,.
Du côté nord, le croisillon sud est en tous points identiques à la croisée du transept. En lieu et place des rangs de claveaux supérieurs des doubleaux vers les travées qui font suite à l'ouest et à l'est, l'on trouve ici des formerets toriques, qui se présentent strictement de la même manière. Le transept est en effet un peu plus élevé que le bas-côté sud de la nef, et la différence de hauteur est encore plus marquée avec le collatéral sud du chœur. Dans les angles sud-est et sud-ouest, l'on relève des irrégularités. Dans ce dernier cas, le maître d'œuvre s'est contenté d'une colonnette unique implantée à 45°, qui reçoit à la fois l'ogive et deux formerets. Ce parti est fréquent dans les croisillons. Dans le premier cas, il y a néanmoins une colonnette dédiée pour le formeret oriental, mais un pan de mur la sépare de la colonnette d'angle. Elle accompagne la colonne engagée au sud de l'arcade vers la chapelle latérale du chœur. De cette manière, le formeret oriental n'épouse pas la forme de la voûte. La raison de cette irrégularité est la largeur réduite de la chapelle, qui exigeait de l'architecte un arbitrage. Il se fit en faveur de la symétrie de l'arcade, plutôt que de la voûte et ses supports. L'arcade vers le collatéral du chœur dispose aussi d'une colonne engagée de l'autre côté, au nord. Elle fait partie intégrante du pilier fasciculé sud-est du clocher, et montre bien que cette arcade n'a pas été percée après coup, contrairement à l'arcade flamboyante en face à l'ouest. Le collatéral sud du chœur a donc été entamé en même temps que le transept, ce que confirme aussi l'examen des supports au revers de l'arcade. Depuis l'extérieur, l'ensemble paraît dater de la période flamboyante, car les fenêtres du collatéral du chœur sont analogues à celles du bas-côté de la nef, et pour le croisillon, s'y ajoutent simplement une troisième lancette, et deux soufflets supplémentaires. Les trois lancettes sont donc surmontées de deux soufflets placés au-dessus des intervalles, et ces deux soufflets sont dominés par un troisième identique.

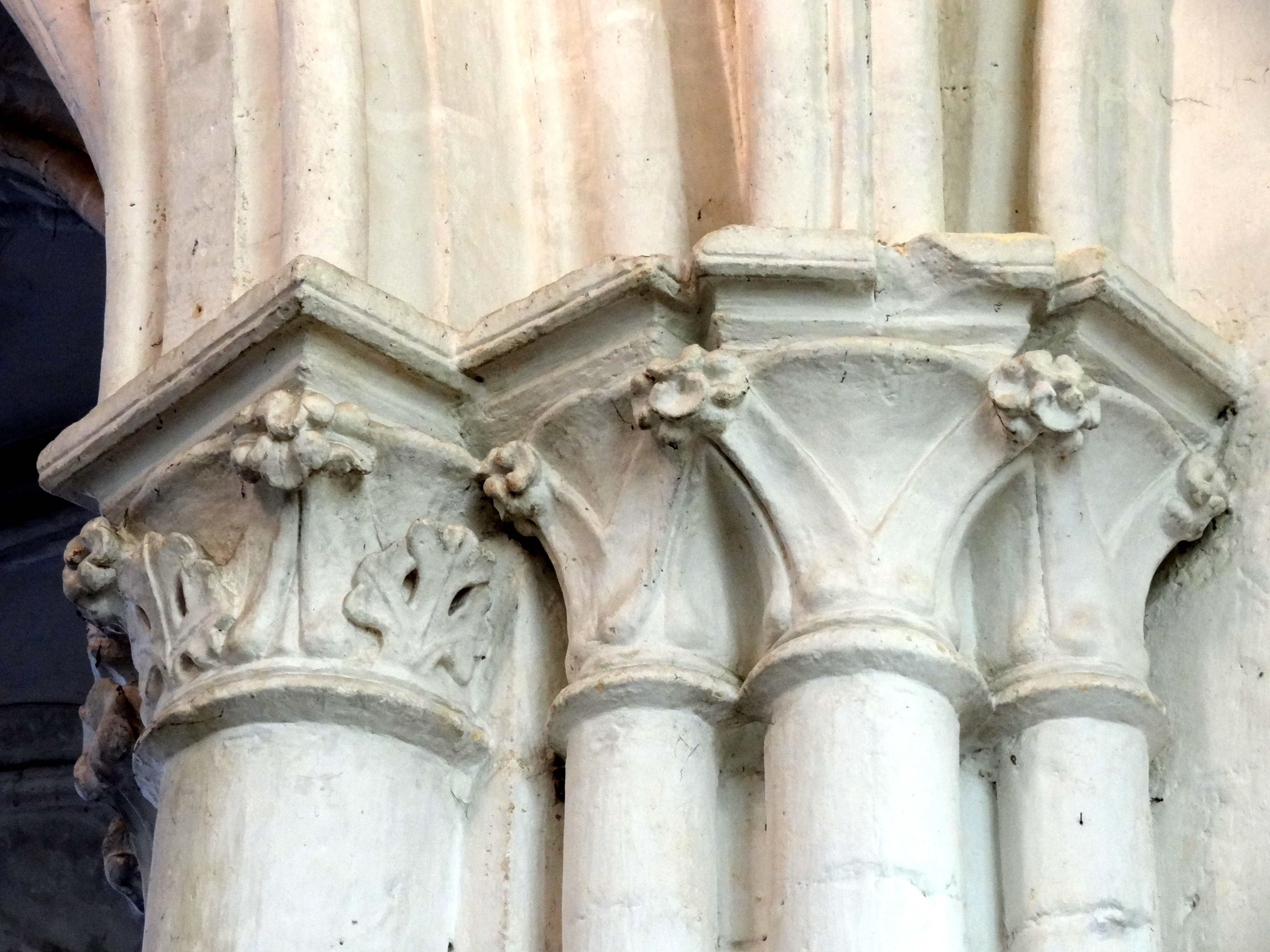
Croisillon sud, chapiteaux au nord-est.
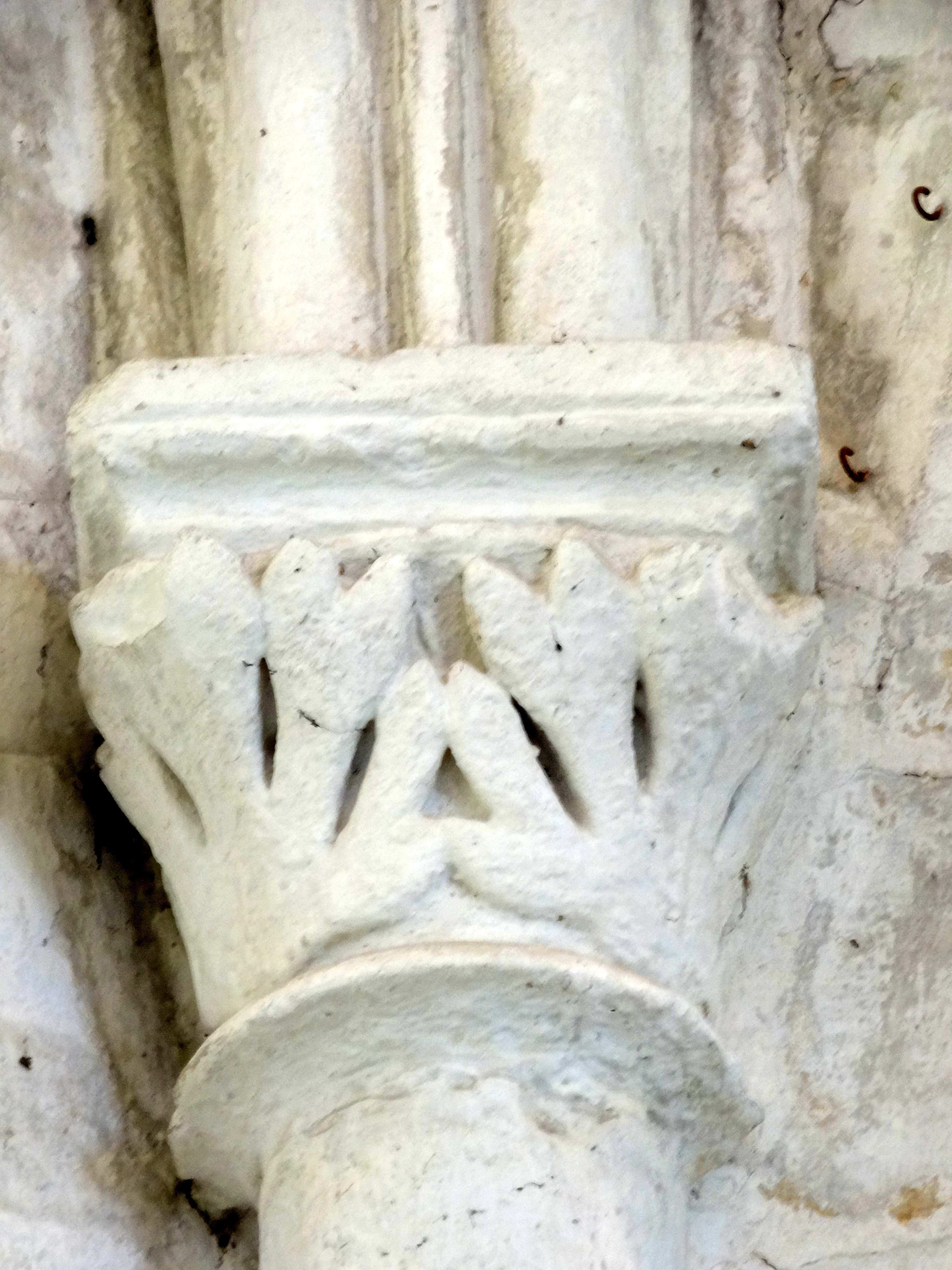
Croisillon sud, chapiteau dans l'angle sud-est.
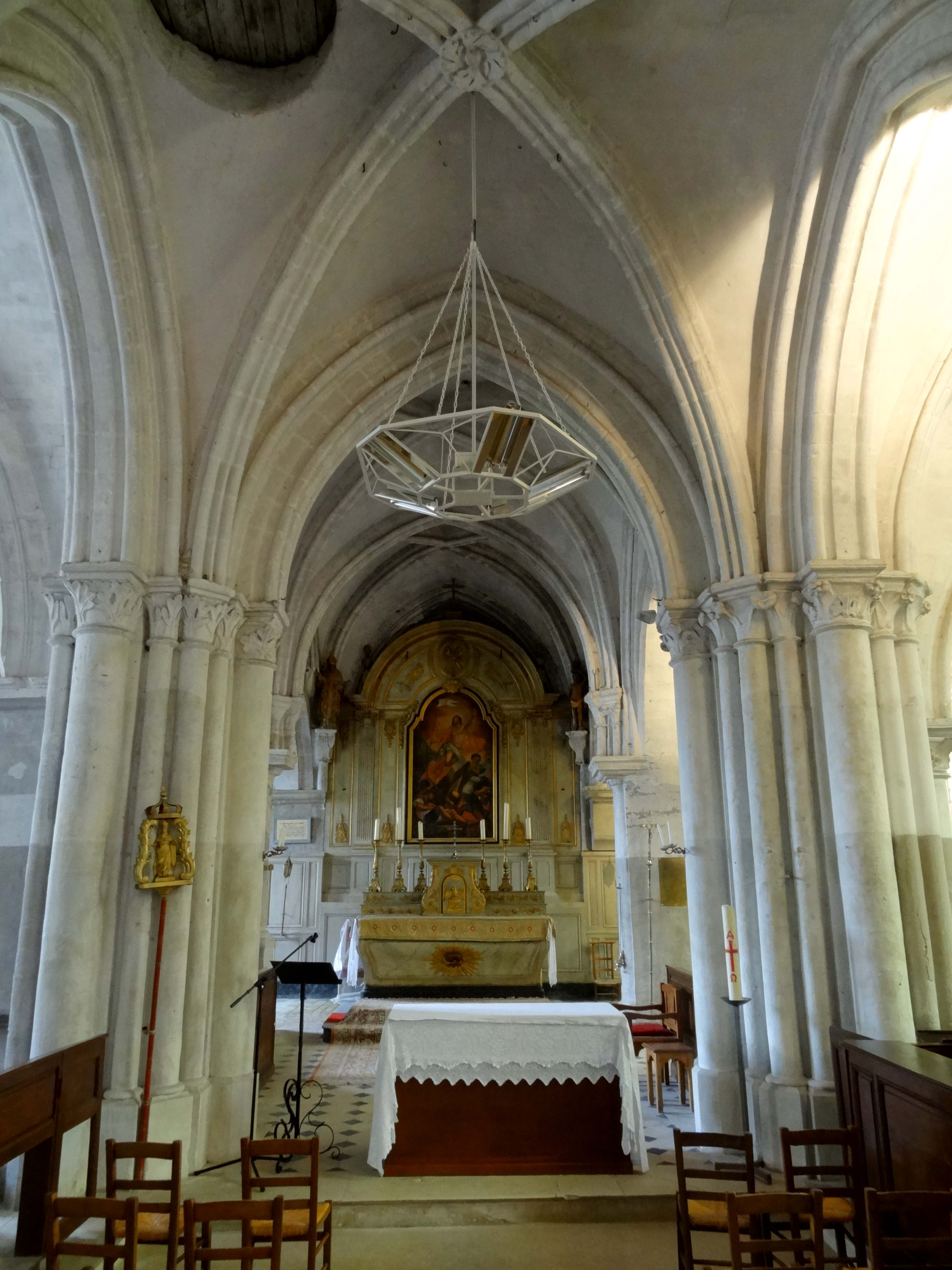
Croisée, vue vers l'est.
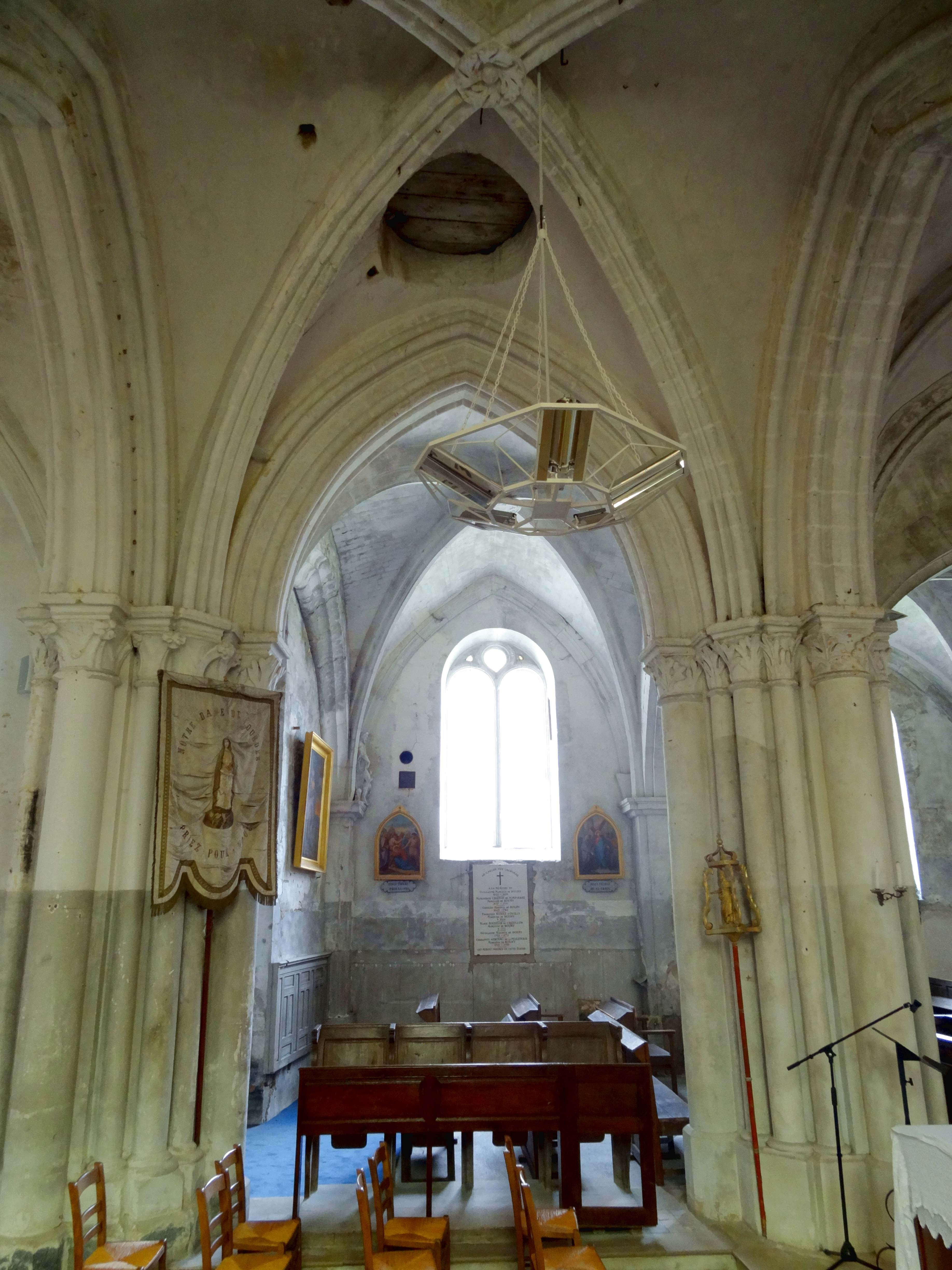
Croisée, vue vers le nord.
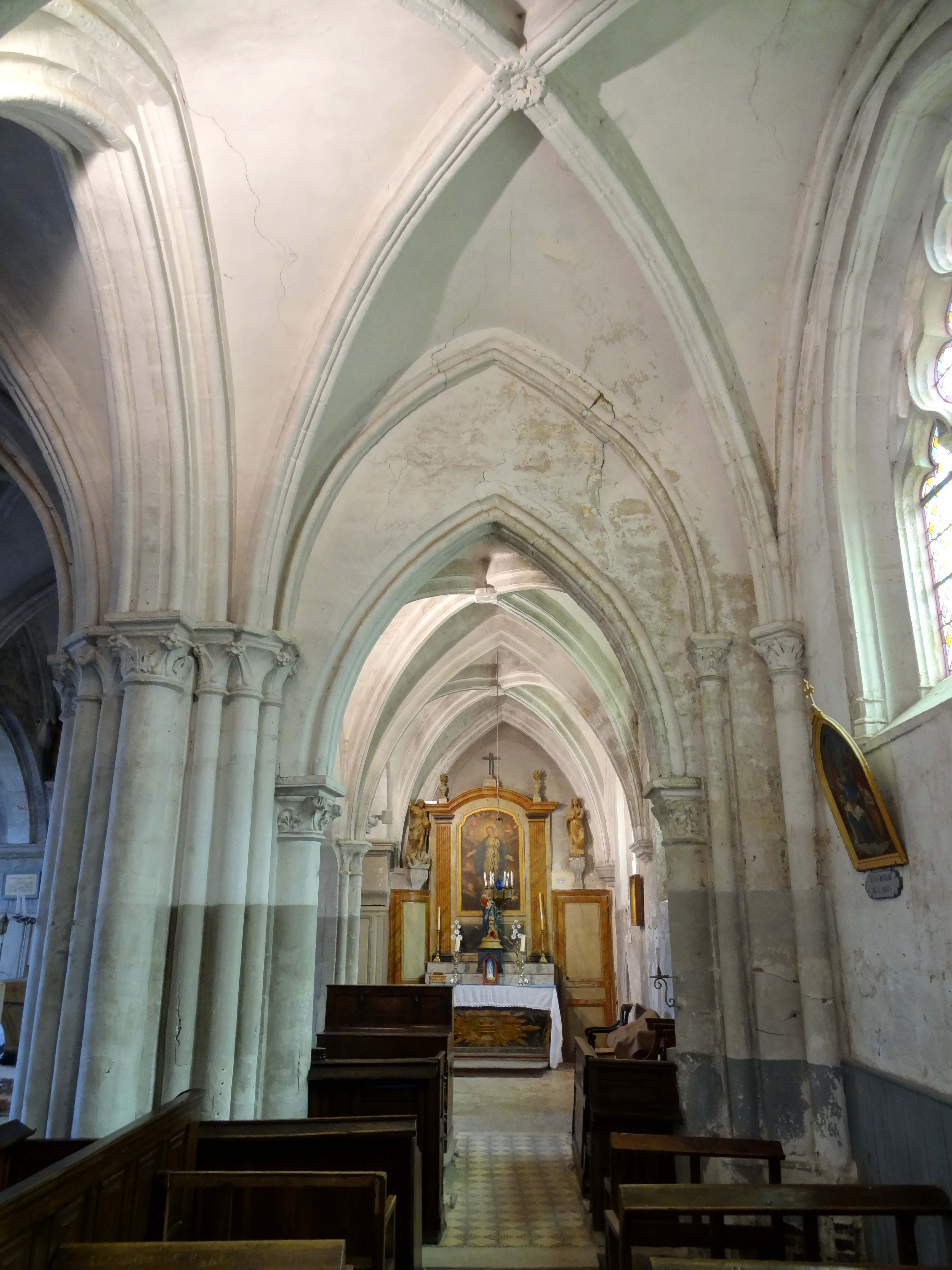
Croisillon sud, vue vers l'est.
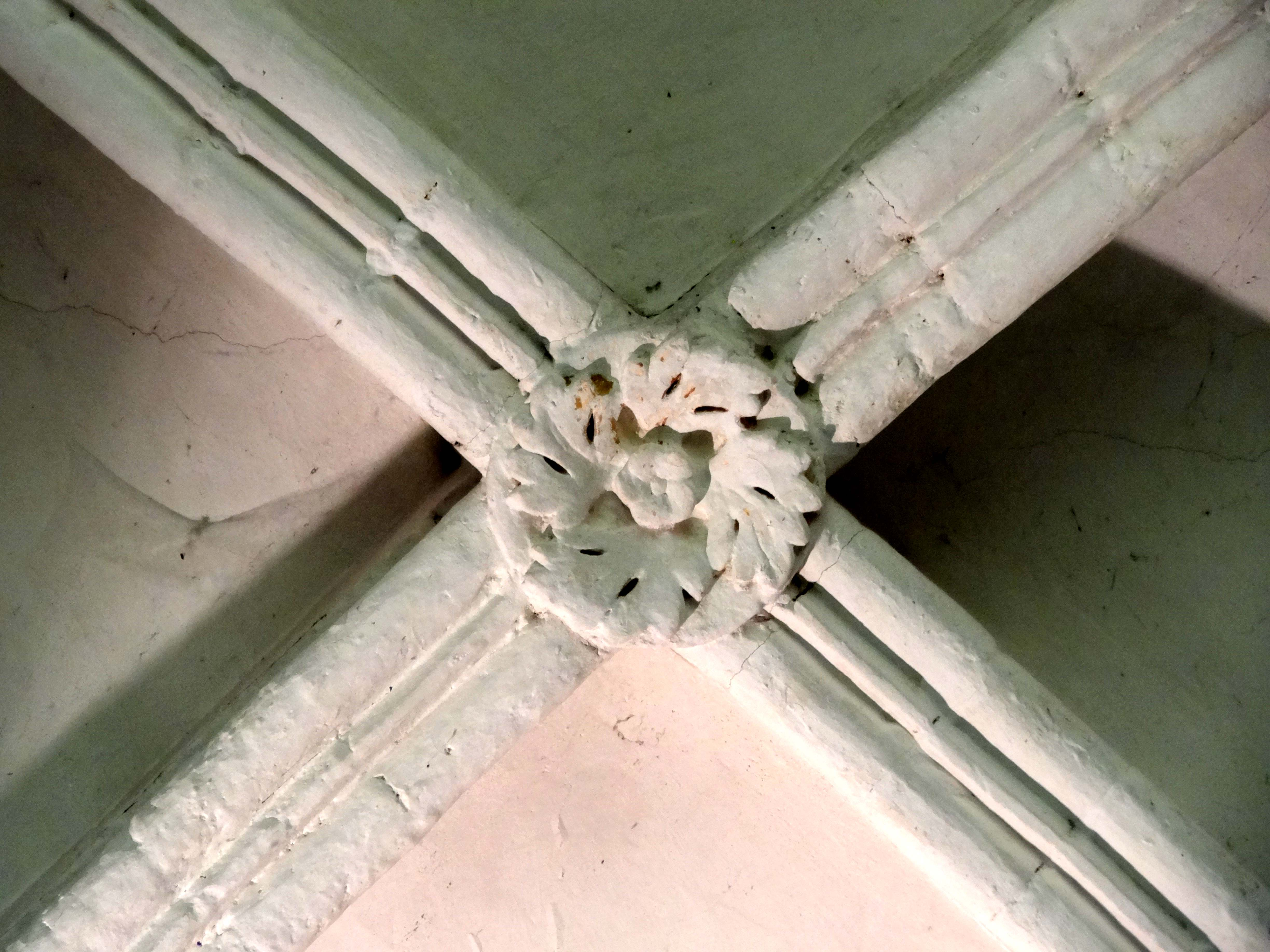
Croisillon sud, clé de voûte.

#### Chœur

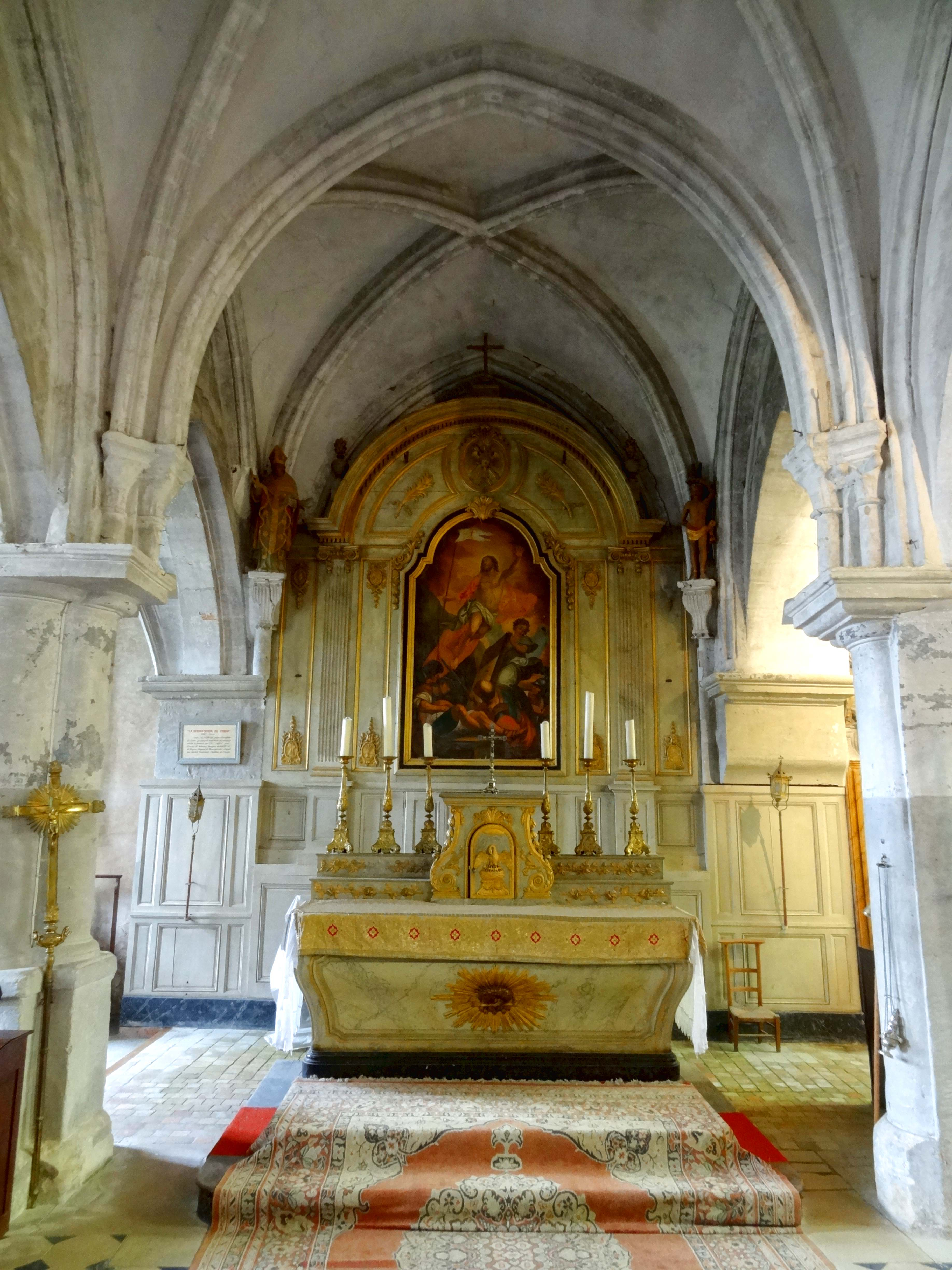
Chœur, vue vers l'est.

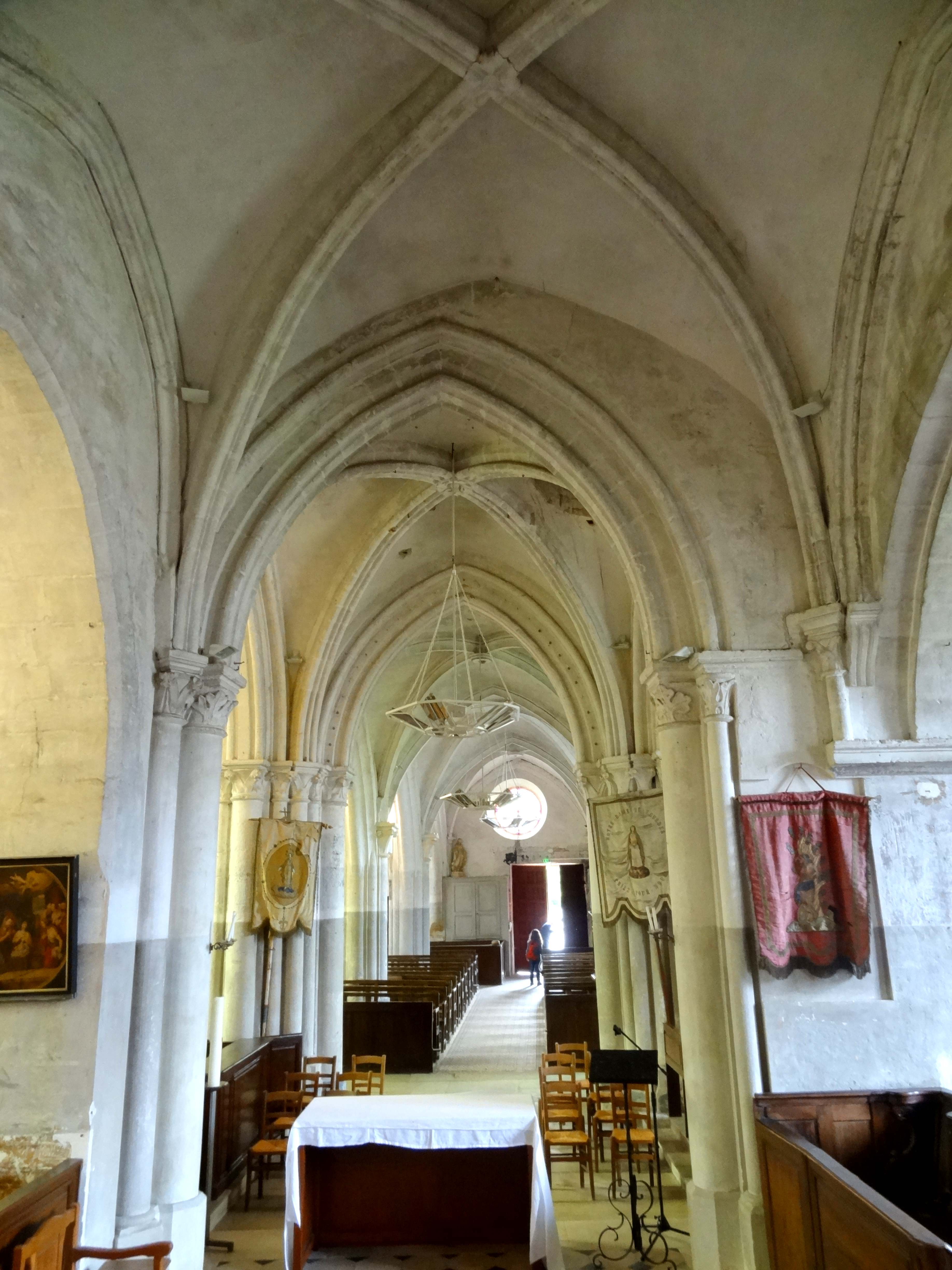
Chœur, vue vers l'ouest.

Avant de regarder le croisillon nord, qui ne conserve plus aucun élément du XIIIe siècle hormis le doubleau vers la base du clocher, il convient d'examiner le chœur. Il est « de la bonne époque », comme le dit Bernard Duhamel, qui fait siennes les réserves à l'égard de l'architecture flamboyante ressenties par la plupart des auteurs du XIXe siècle. En l'occurrence, le chœur est toutefois loin d'atteindre le bel effet du bas-côté sud de la nef, et des parties du transept précédemment étudiées. La faute revient à la reprise en sous-œuvre des grandes arcades et des retombées des voûtes au droit du chevet, sans égards pour la cohérence stylistique, à la Renaissance, et au bouchage de la baie au remplage flamboyant fortement ramifié, que les auteurs situent au moment de l'installation du retable du maître-autel actuel, réalisé par Dardel, menuisier à Magny-en-Vexin au XVIIIe siècle, avec un tableau sur le thème de la Résurrection de Jésus, peint par Duchesne, artiste-peintre à Gisors, en 1786 / 1787,.
Le chœur commence à l'ouest par le doubleau oriental de la base du clocher, dont le chapiteau du rouleau supérieur du côté sud est implanté à 45° afin de recevoir en même temps une ogive et un formeret du chœur. Leurs supports d'origine ont donc été sacrifiés quelques années après la construction seulement, et ceci en raison du fort désaxement du carré du transept vers le sud (qu'on aurait pourtant pu éviter en rapportant l'irrégularité vers la nef), qui ne laisse pas de place pour plus d'un fût dans l'angle sud-ouest du chœur. En face au nord, la disposition est régulière, et le doubleau et l'ogive disposent de supports dédiés, ce qui permet de bien distinguer les deux campagnes de construction de la première moitié du XIIIe siècle. Les tailloirs de la première campagne, celle du chœur, accusent une plate-bande, une gorge en forme de doucine et un tore, ce qui n'est guère éloigné du profil utilisé dans le transept, mais l'acuité de la modénature est encore réduite, et elle privilégie les formes émoussées. Les crochets des chapiteaux de la première campagne sont des jeunes pousses de fougère, aux extrémités enroulées, et des feuilles simples s'insèrent entre ces crochets. Ce n'est pas le cas dans le transept, où les crochets sont des fleurons épanouis. Toujours dans l'angle nord-ouest, une console de la Renaissance jouxte les deux chapiteaux gothiques. La reprise en sous-œuvre des voûtes ne s'est donc pas limitée aux deux piliers intermédiaires des arcades latérales. La console supporte le formeret latéral nord de la première travée (qui par ailleurs n'a pas de formeret du côté ouest), et se compose d'un tailloir et d'une corbeille en forme de doucine, qui est gravée d'un diglyphe. De la même inspiration sont les chapiteaux des ogives au droit du chevet, qui servent en même temps de consoles aux statues de saint Germain et de saint Sébastien.
Les deux voûtes du chœur, dont les ogives affichent le profil conventionnel déjà rencontré dans le transept, ont perdu leurs clés sculptées. Elles étaient de petit diamètre, ce qui indique leur plus grande ancienneté. Assez inhabituels sont les formerets, tant pour le profil, qui se composent d'un tore, d'une gorge et d'un bandeau, que pour l'absence de supports à l'origine, quand les formerets devaient descendre jusqu'au sol. C'est au moins l'impression que donnent les supports des voûtes à l'intersection des travées. Le doubleau et les ogives y sont reçus sur les hauts tailloirs carrés de trois fines colonnettes à chapiteaux, dont celles correspondant aux ogives sont implantés de biais, comme dans le transept. Depuis la reprise en sous-œuvre à la Renaissance, les formerets et les fûts de colonnette retombent rapidement sur des tailloirs carrés plats fortement débordants, qui accuse une plate-bande garnie en son milieu d'une baguette, et une plate-bande en retrait, ainsi qu'un quart-de-rond placé en retrait et un filet pour le tailloir du côté sud. En guise de chapiteaux, l'on ne trouve qu'un quart-de-rond dans l'échine. Les tailloirs reposent sur un fût engagé dans une grosse colonne cylindrique au nord, et dans un pilier rectangulaire au sud, qui n'est autre que la portion de mur préservée lors du percement des deux arcades vers le collatéral. Au nord, le fût engagé et la colonne ont des bases, et reposent sur de hauts stylobates. Au sud, le pilier semble bâclé. Pour venir au chevet, l'on y trouve des tailloirs analogues de la Renaissance, engagés dans des pilastres, dont celui de droite, particulièrement large, est tronqué sur sa partie inférieure. À gauche, le tailloir reçoit à la fois l'arcade et l'ogive, le formeret butant sur un culot rudimentaire avant d'atteindre le tailloir, et à droite, le tailloir reçoit à la fois le formeret et l'arcade, la colonnette de l'ogive descendant encore plus bas. Puis, au même niveau que le pilastre, elle a été arasée afin de faciliter la pose des boiseries. Comme déjà évoqué, les chapiteaux des ogives au droit du chevet ne sont plus ceux d'origine. Quant à la baie orientale, non visible actuellement depuis l'intérieur de l'église, elle est pourvue du même réseau flamboyant à trois lancettes et trois soufflets que la baie du croisillon sud.

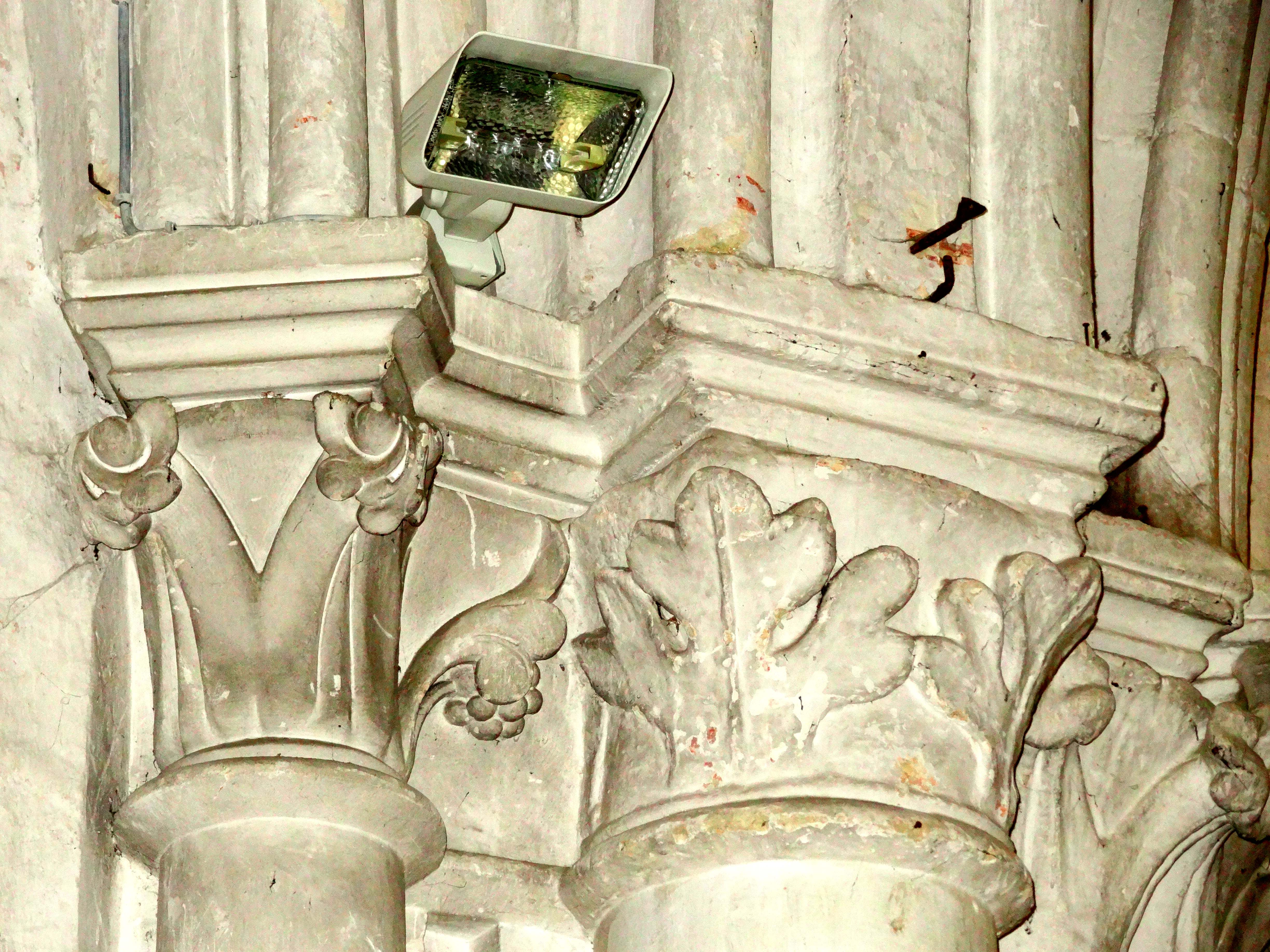
Chapiteaux dans l'angle sud-ouest.
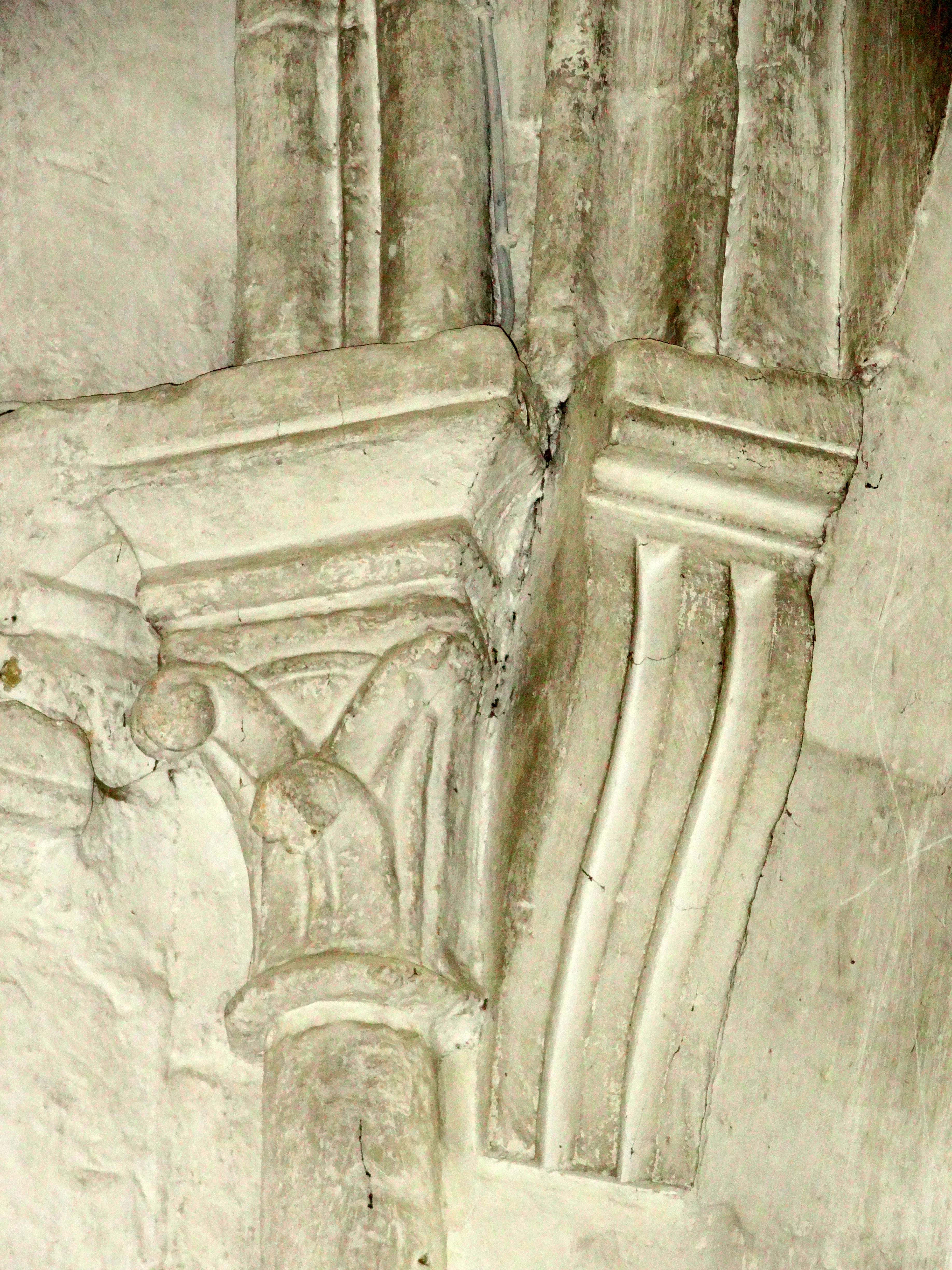
Chapiteau et console dans l'angle nord-ouest.
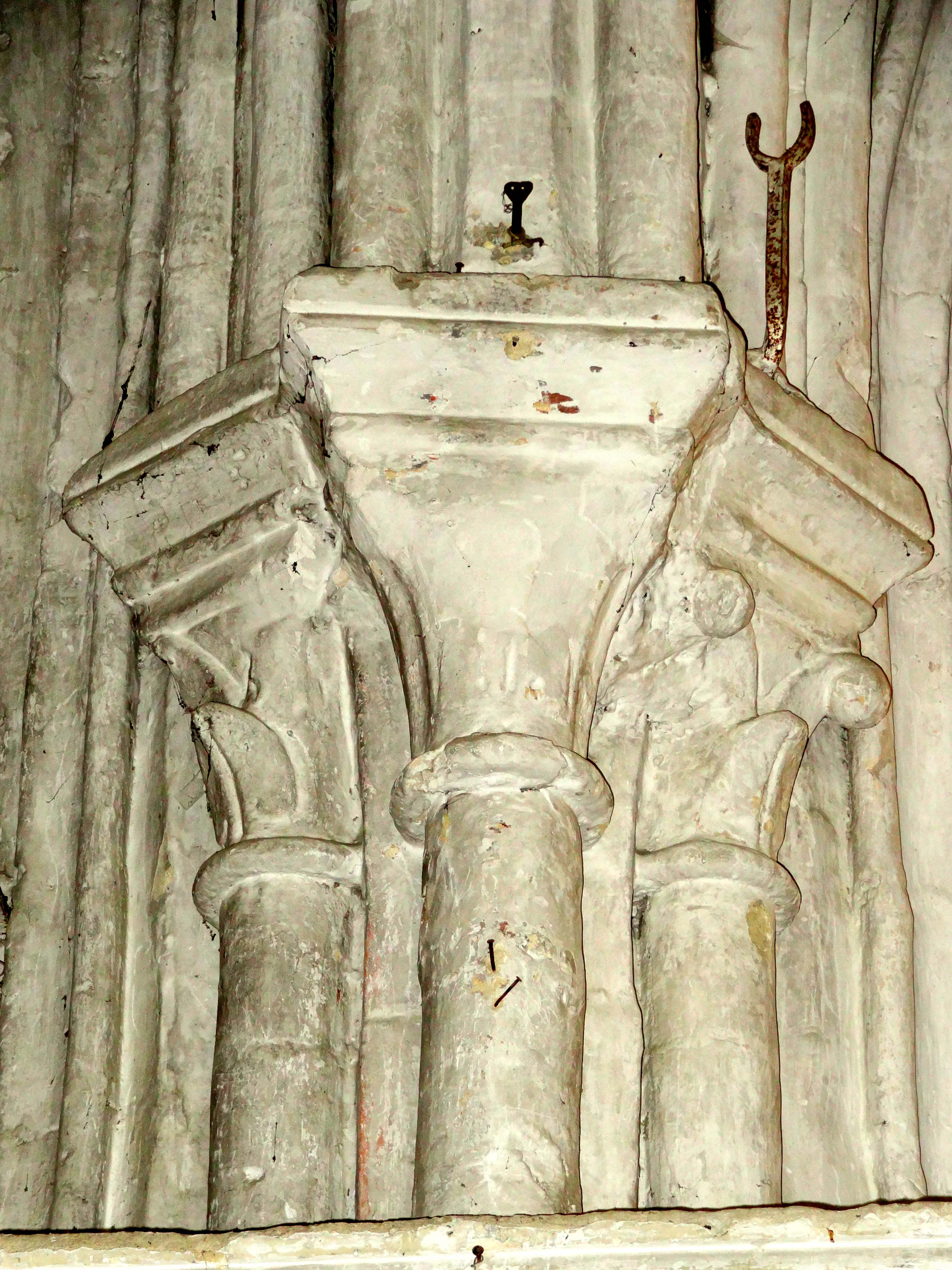
Chapiteaux du doubleau intermédiaire, côté nord.
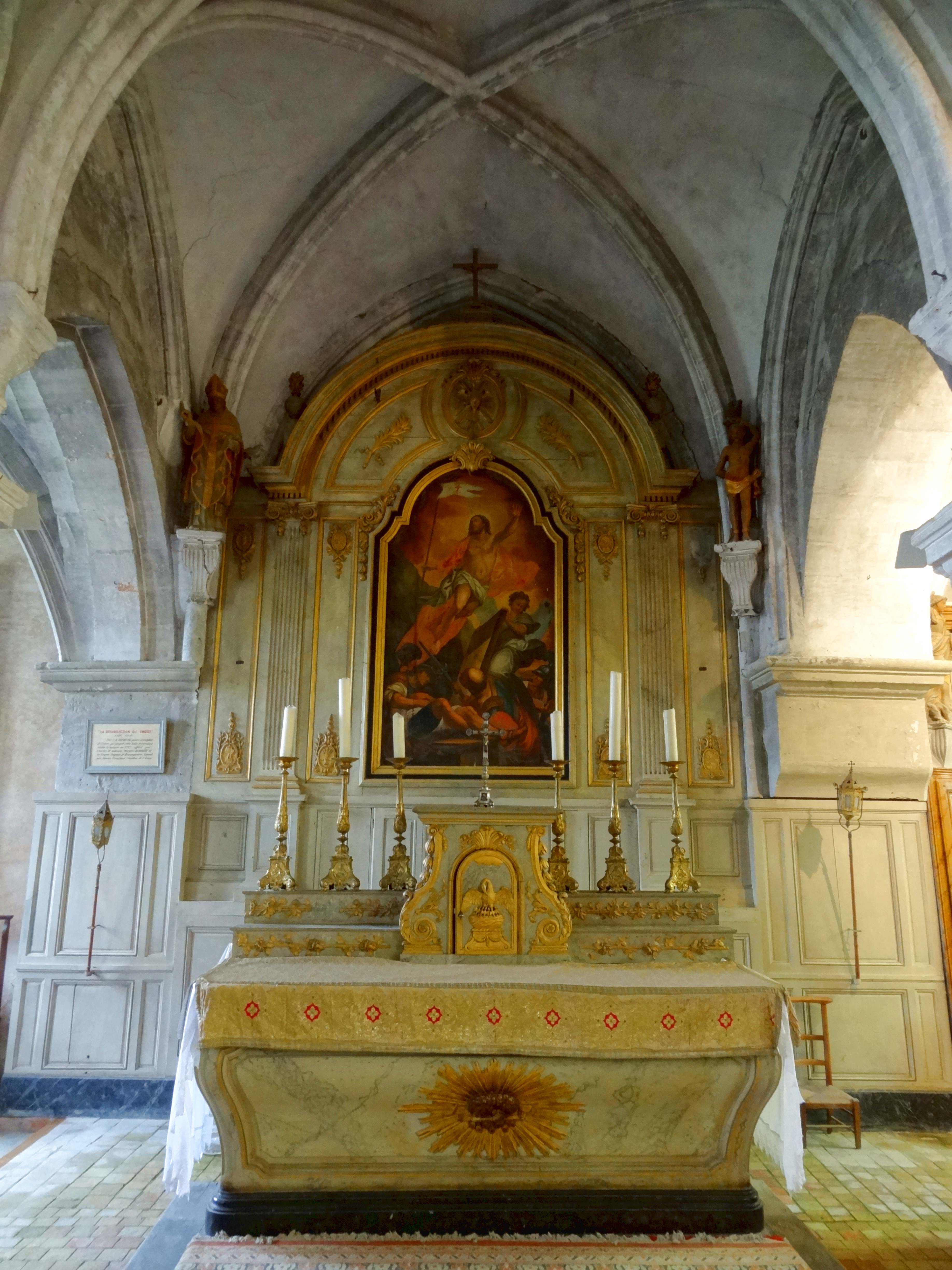
2e travée, vue vers l'est sur le maître-autel.
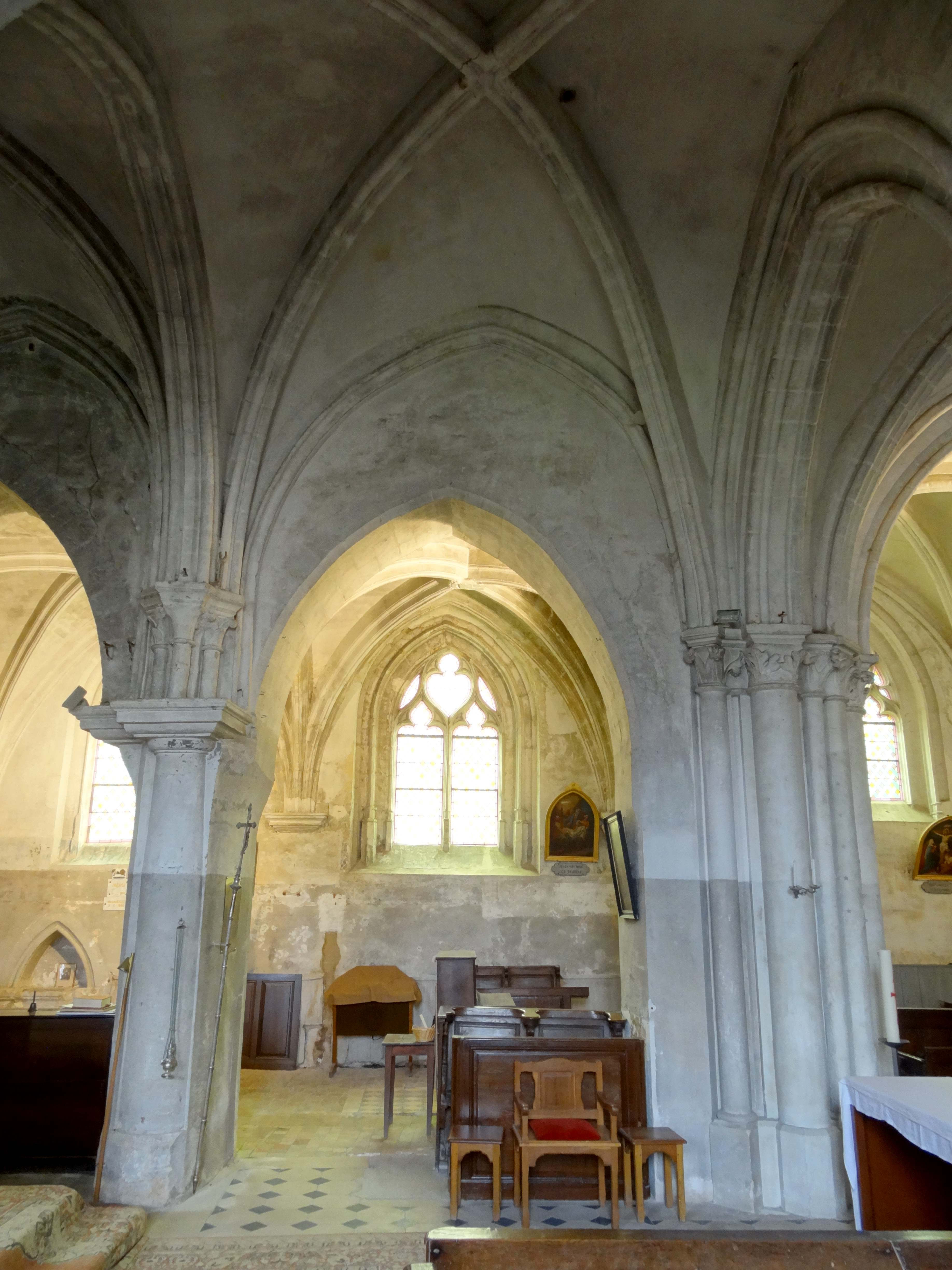
1re travée, vue vers le sud.
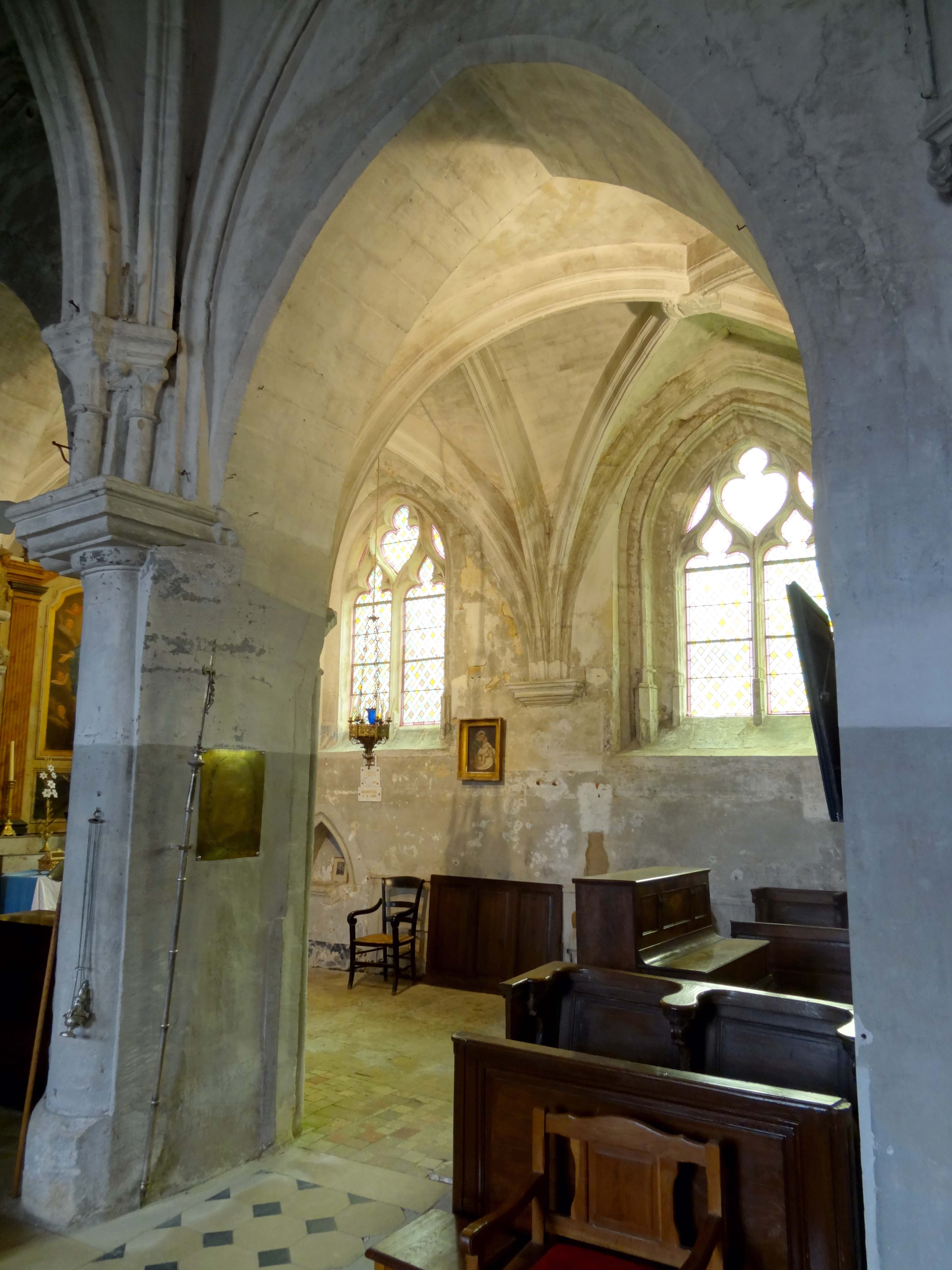
1re travée, vue vers le sud-est.

#### Chapelle latérale sud

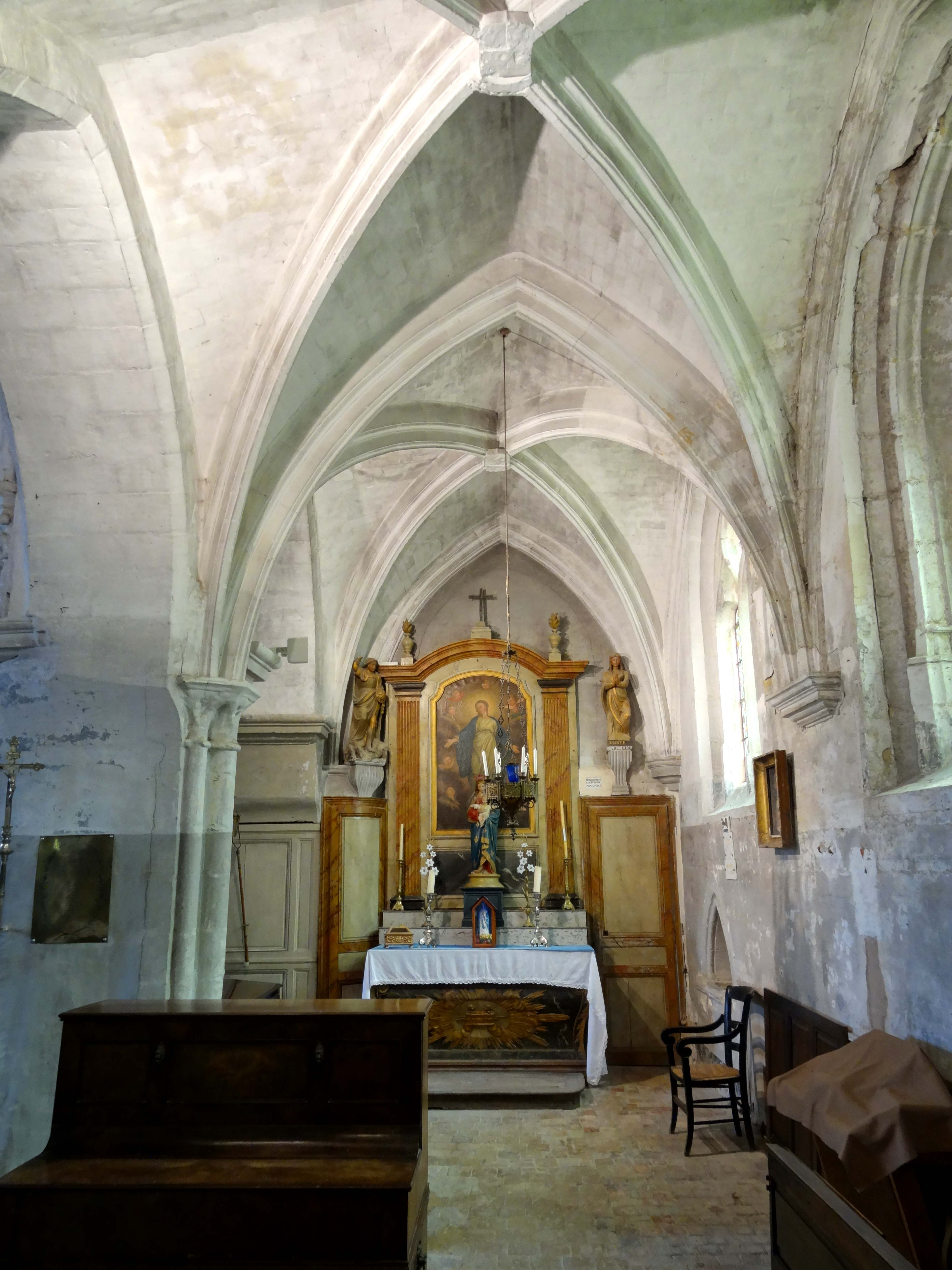
Collatéral sud, 1re travée, vue vers l'est.

Les chapelles latérales sont un peu plus basses que le chœur et le reste de l'église. La chapelle méridionale, aujourd'hui chapelle de la Vierge Marie, conserve quelques supports du second quart du XIIIe siècle : ce sont les colonnettes à chapiteaux près de l'arcade vers le croisillon sud, bâti en même temps, et au nord du doubleau intermédiaire. Dans l'angle sud-ouest, les chapiteaux de la colonnette et de la colonne engagée de l'arcade se jouxtent (alors que ce n'est pas le cas de l'autre côté de l'arcade, dans le croisillon), mais le fût de la colonnette manque. Dans l'angle nord-ouest, c'est un massif de maçonnerie qui prend la place de la colonnette du formeret latéral. Cela a toujours été ainsi, parce que le chapiteau et son tailloir se présentent par le même angle saillant que le massif. La sculpture des deux autres chapiteaux dans le même angle est empâtée d'une couche de plâtre, et le gros chapiteau de l'arcade est néo-gothique. On ne peut pas se prononcer sur l'âge des deux grandes arcades vers le chœur, qui ont les caractéristiques des arcades ouvertes dans un mur existant. Dépourvues de colonnettes à chapiteaux, elles ne sont pas moulurées, et ont simplement les arêtes chanfreinées. Excepté peut-être la piscine liturgique au sud de la dernière travée, près du chevet, tout le reste de la chapelle n'est pas antérieur au XVIe siècle, au point de se demander si elle a réellement été achevée au XIIIe siècle. Surtout les fenêtres et le décor à l'extérieur sont indéniablement flamboyants. Les fenêtres ont le même remplage que leurs homologues du bas-côté sud de la nef, mais sont un peu plus élevées. La mouluration du pourtour à l'extérieur est plus complexe, et fait intervenir des arêtes saillantes supplémentaires, et tant les meneaux que les arêtes sont pourvues de bases sculptées. Les voûtes sont de la Renaissance, mais leurs nervures n'affectent pas le même profil que dans la nef et le bas-côté nord. Elles sont larges et fortement saillantes. De face, elles présentent un filet entre deux quarts-de-rond, et comportent sur leurs deux flancs un ressaut amorti par un quart-de-rond. Les clés de voûte arborent des écussons surmontées de couronnes fleurdelisées, qui, jusqu'à la Révolution, affichaient les armes de la famille de Pellevé, seigneurs de Boury de 1584 à 1681. Au sud du doubleau intermédiaire et au chevet, là où il n'y a pas de colonnettes à chapiteaux du XIIIe siècle, les voûtes retombent sur des tailloirs du même profil que dans le chœur, et c'est aussi le cas de la deuxième grande arcade. Cette similitude avec le chœur donne à penser que la reprise en sous-œuvre de ses voûtes fut exécutée dans le contexte du voûtement du collatéral sud, ou de la construction du collatéral nord, dont les voûtes sont du même genre.

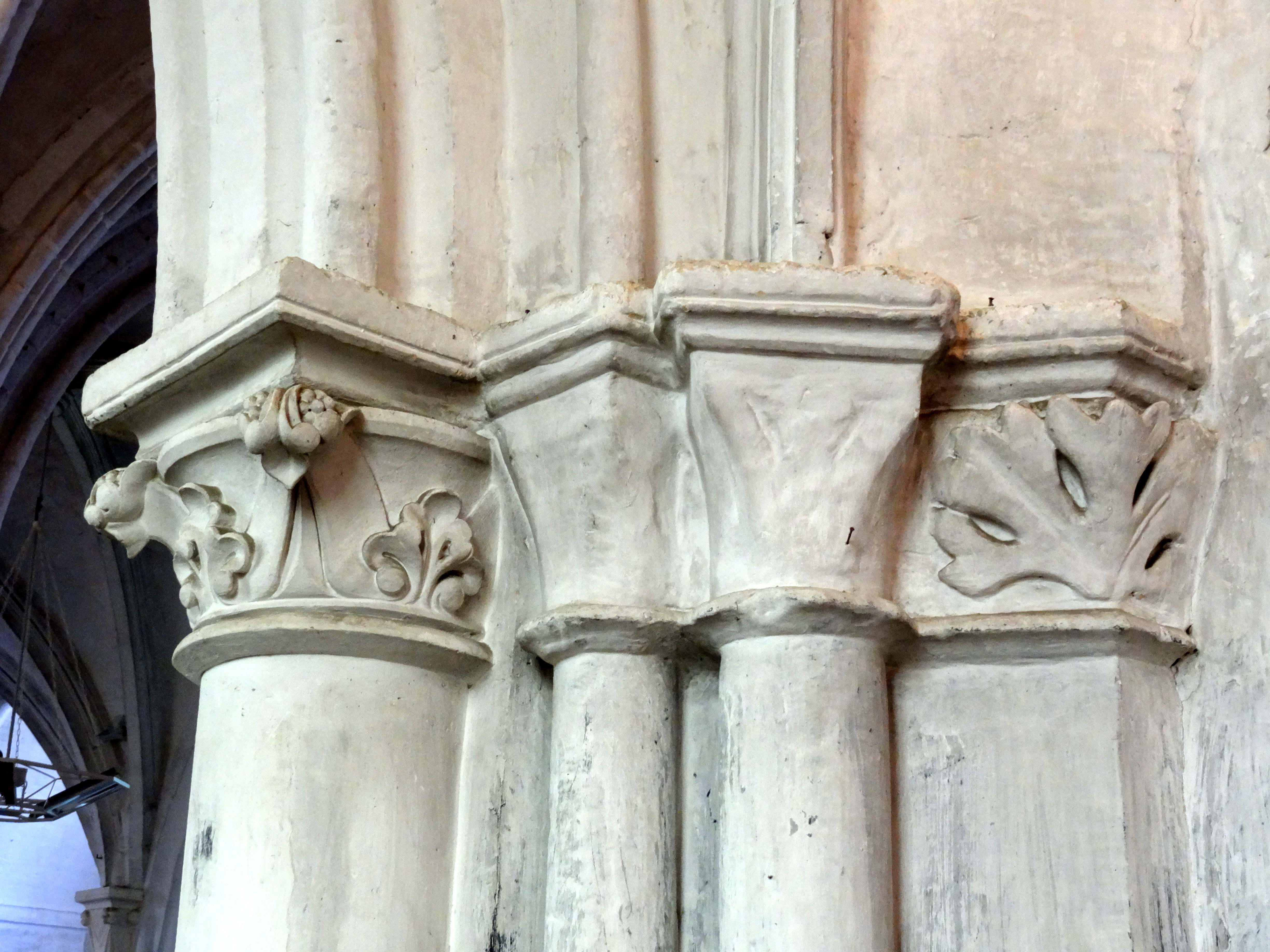
Chapiteaux dans l'angle nord-est.
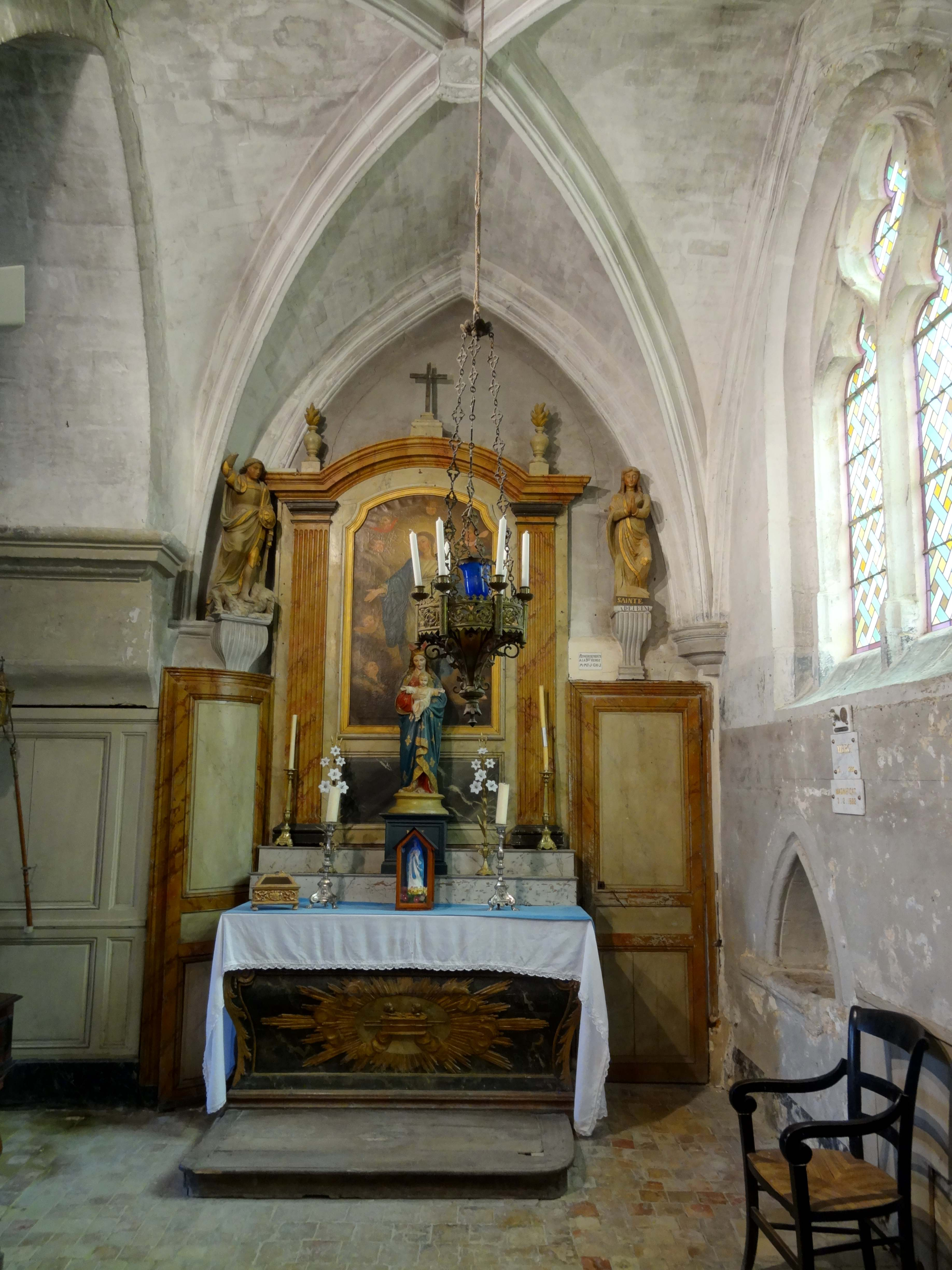
2e travée, vue vers l'est.
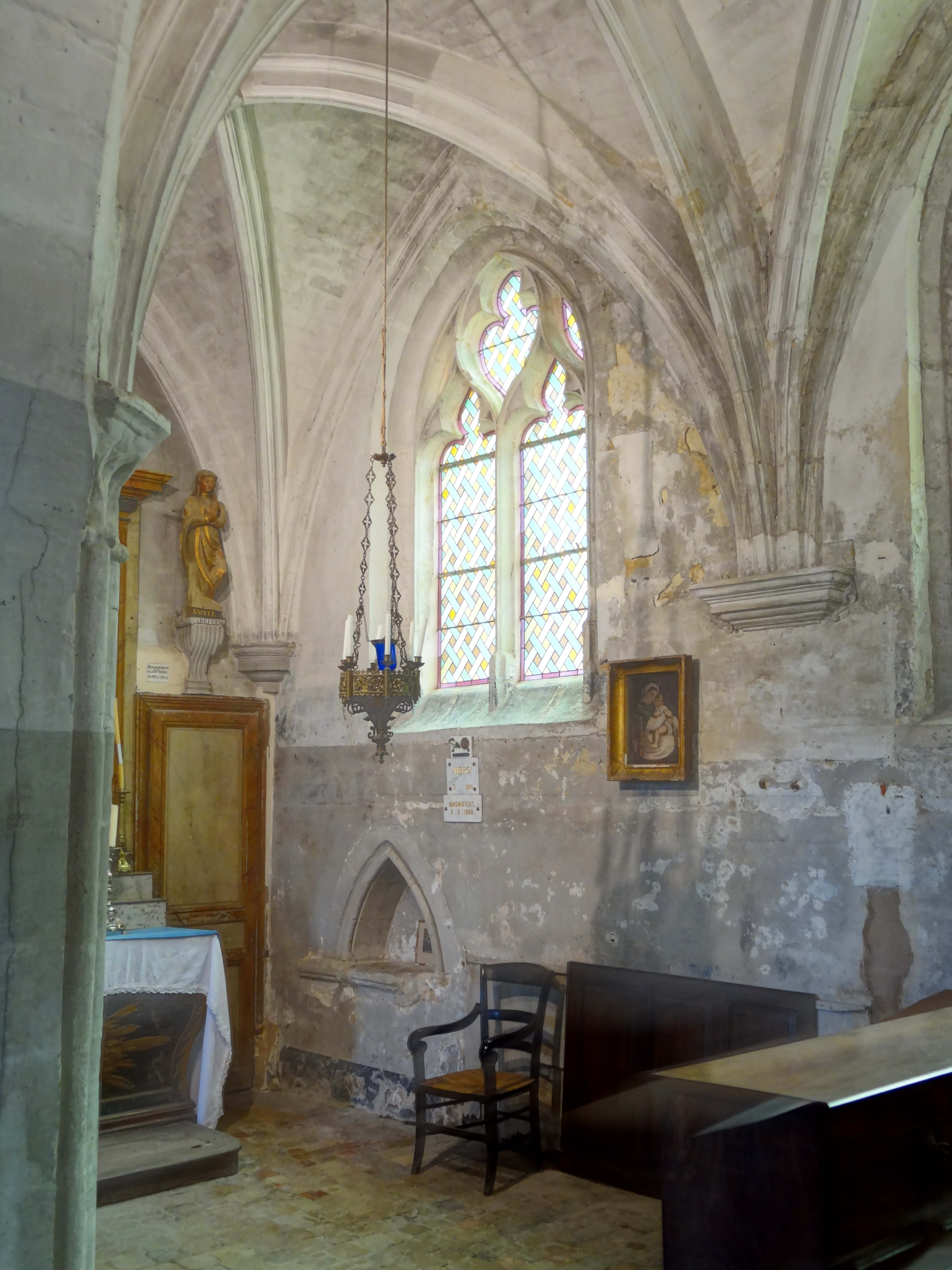
2e travée, vue vers le sud-est.
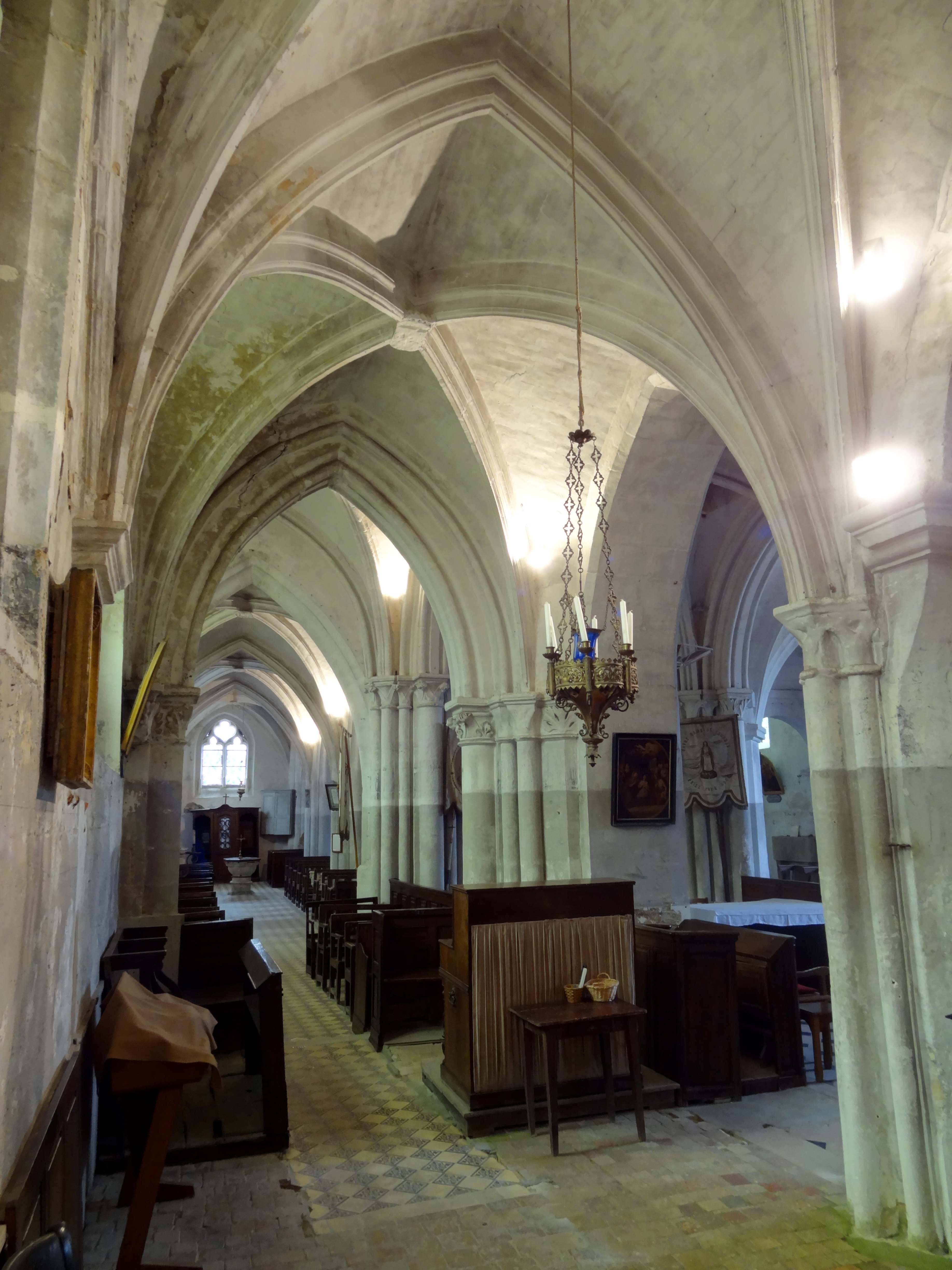
2e travée, vue vers le nord-ouest.
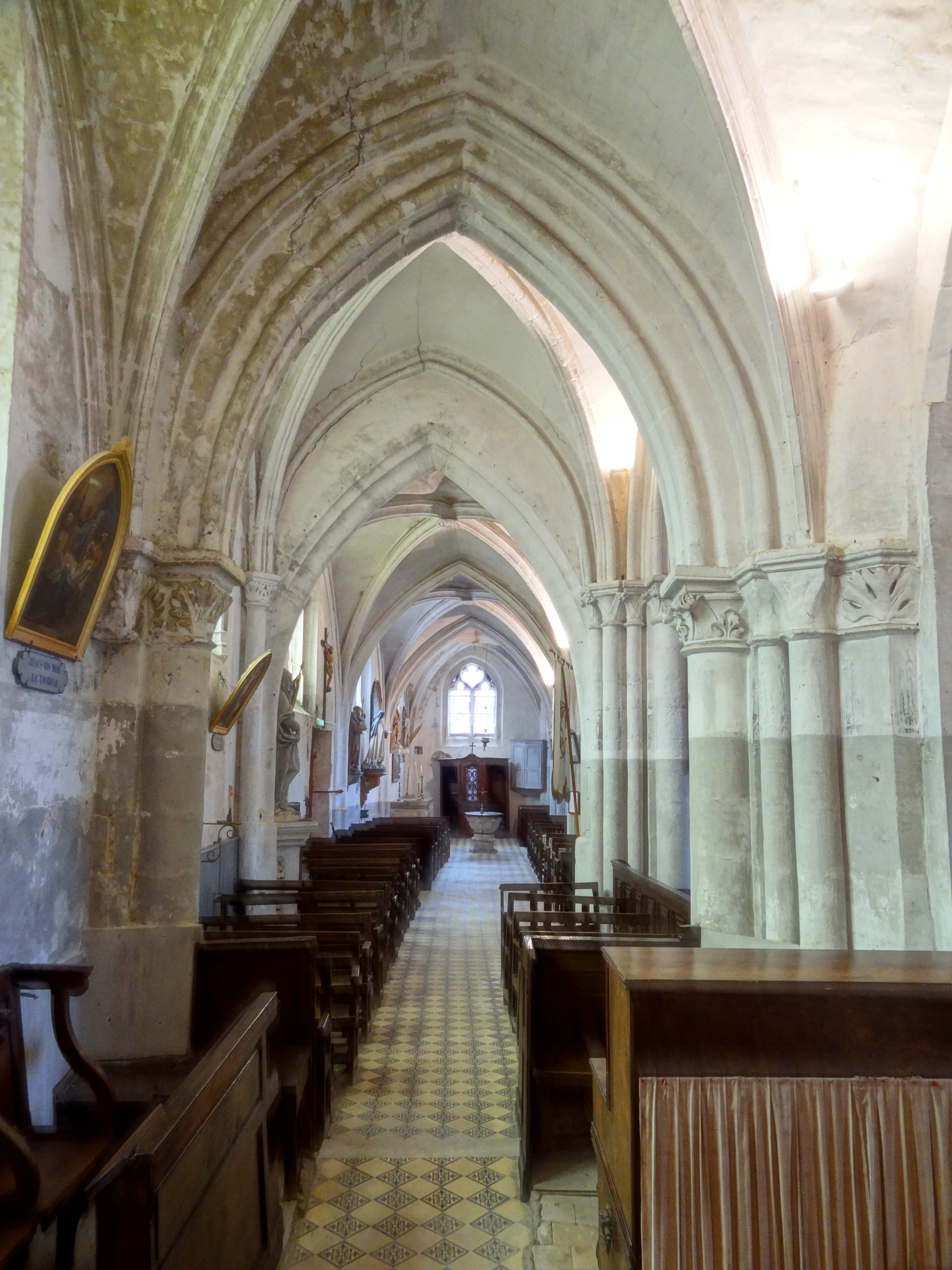
1re travée, vue vers l'ouest.
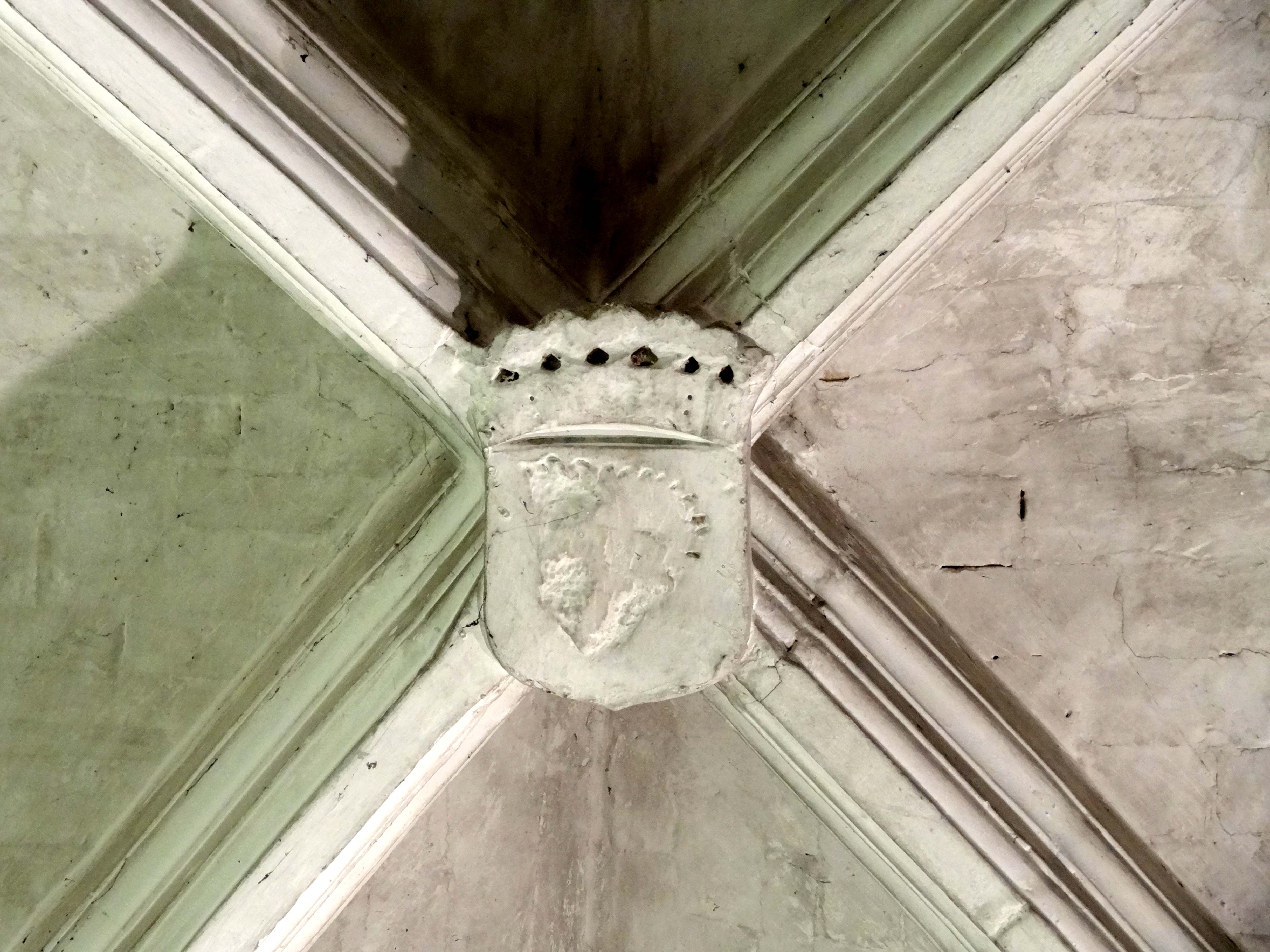
Clé de voûte de la 2e travée.

#### Croisillon nord et chapelle latérale nord

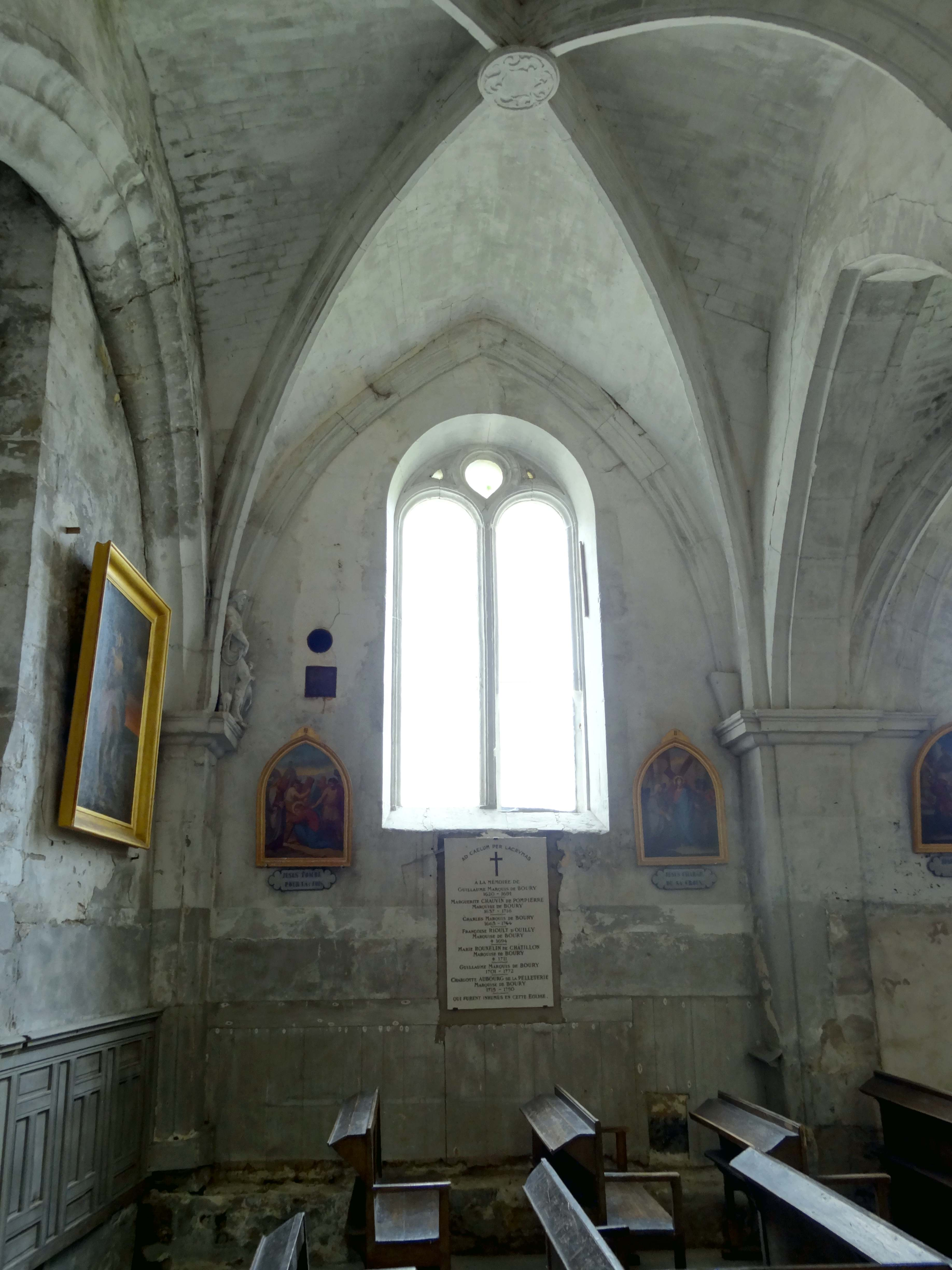
Croisillon nord, vue vers le nord.

Le croisillon nord a bien existé avant la Renaissance, comme l'indique le doubleau vers le bas-côté nord de la nef, du même profil que les grandes arcades de la nef et des mêmes dimensions que son homologue du croisillon sud, bien que le bas-côté nord soit beaucoup plus étroit. À l'instar de la première grande arcade du nord de la nef, la moitié de l'arcade ouvre donc sur un mur. En plus, la voûte est plus élevée que celles de la chapelle latérale, et le doubleau qui sépare le croisillon de la chapelle n'épouse pas la forme des voûtains, ce qui traduit une rupture de charge et l'ouverture du doubleau dans un mur préexistant. Au sud, le croisillon est délimité par le doubleau septentrional de la base du clocher, dont la colonnette du rouleau supérieur manque du côté ouest. Les autres éléments datent de la Renaissance. La voûte est analogue à celles de la chapelle latérale sud. Elle n'est munie d'un formeret que du côté nord. Au sud, le rouleau supérieur du doubleau du carré du transept assume toutefois la fonction d'un formeret. La clé de voûte est un disque sculpté de quatre volutes en faible relief, et semble restée à l'état d'ébauche. Le résultat escompté devait se rapprocher de la clé de la première travée du bas-côté sud. La retombée des nervures s'effectue sur des tailloirs carrés, ou carrés à angles abattus au sud, qui affichent le profil déjà observé dans le chœur. Les tailloirs sont supportés par des piliers carrés aux angles abattus dans l'angle nord-ouest et au sud, et par un pilastre au nord de l'arcade vers la chapelle. Cette arcade est à double rouleau et à arêtes vives, mais le rang de claveaux inférieur est peu prononcé, et s'apparente à un large méplat. L'arcade est en arc brisé, et non en plein cintre, comme le voudrait l'époque, mais le recours exclusif à l'arc brisé a déjà été constaté sur les voûtes plus ou moins contemporaines de la nef. Seule la fenêtre est en plein cintre. Son remplage correspond à l'usage général à la Renaissance, et se compose de deux formes en plein cintre surmontées d'un oculus entre deux écoinçons ajourés. La modénature se rapproche de celle des ogives.
Contrairement à la nef et au croisillon nord, le collatéral nord du chœur, ancienne chapelle seigneuriale, a été bâtie de toutes pièces à la Renaissance. En effet, les deux grandes arcades vers le chœur et le doubleau intermédiaire sont du même profil que l'arcade vers le croisillon, et les contreforts, visibles depuis la cour de la Grande ferme, sont couronnés de chaperons aux frontons en arc de cercle, coiffés à leur tour de consoles renversées. L'on comprend d'autant moins bien la facture rustique de l'architecture. La retombée des ogives s'effectue de manière maladroite dans les angles sud-ouest et sud-est, et on n'a même pas prévu de piliers ou pilastres au nord du doubleau intermédiaire et dans l'angle nord-est. L'on y trouve respectivement un tailloir, dont le profil est le même que dans le croisillon et au nord du chœur, et un cul-de-lampe à angle abattu. Les clés de voûte sont des écussons mutilés, non pourvus d'un quelconque décor. Des formerets sont présents de tous les côtés où il n'y a pas d'arcades, mais les fenêtres en arc brisé témoignent, une fois de plus, d'une exécution peu soignée. Leurs deux formes en plein cintre sont surmontées d'un simple meneau, et non d'un oculus, et le pourtour n'est pas mouluré. Au chevet, les traces d'une fenêtre en arc brisé demeurent visibles à l'extérieur, mais rien ne subsiste de son remplage. Dans son ensemble, l'architecture laisse une impression de lourdeur et de froideur, qui n'est pas sans rappeler l'église Notre-Dame de Pontoise, bâtie entre 1598 et 1600 par Nicolas Le Mercier. Reste à signaler l'existence ancienne de deux portes vers la cour de la ferme, dont l'une a remplacé l'autre, condamnée à son tour à la Révolution.

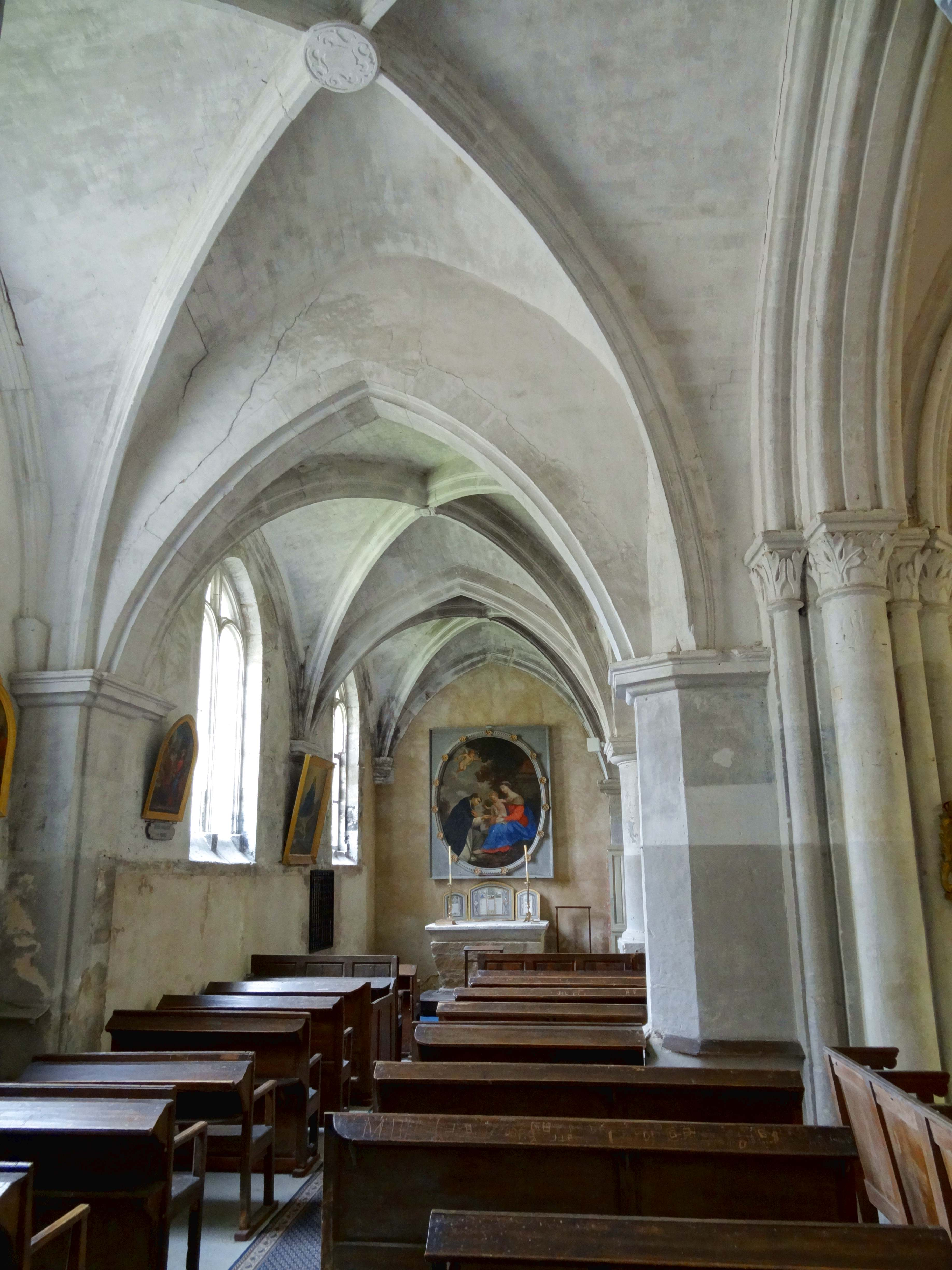
Croisillon nord, vue vers l'est.
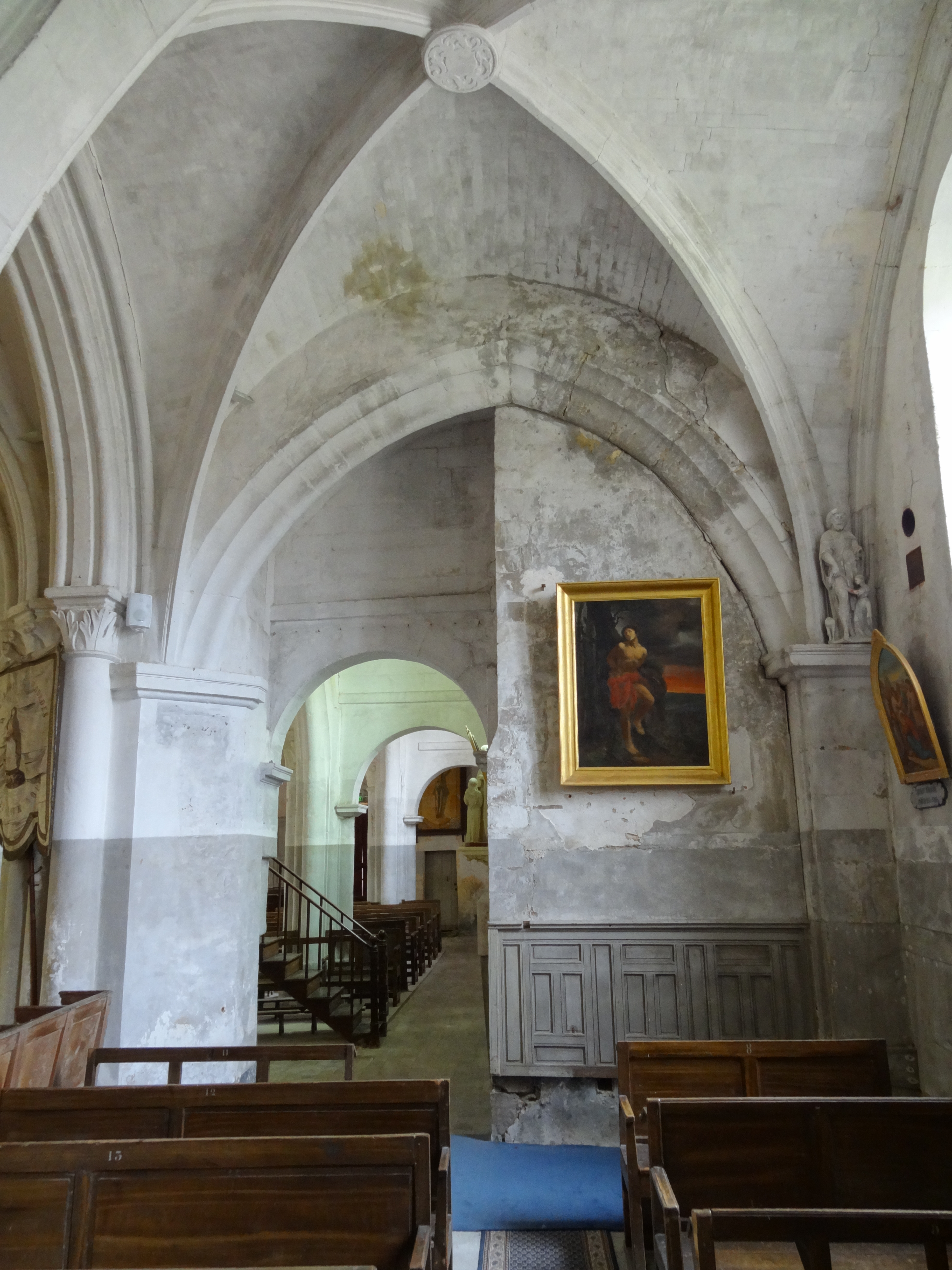
Croisillon nord, vue vers l'ouest.
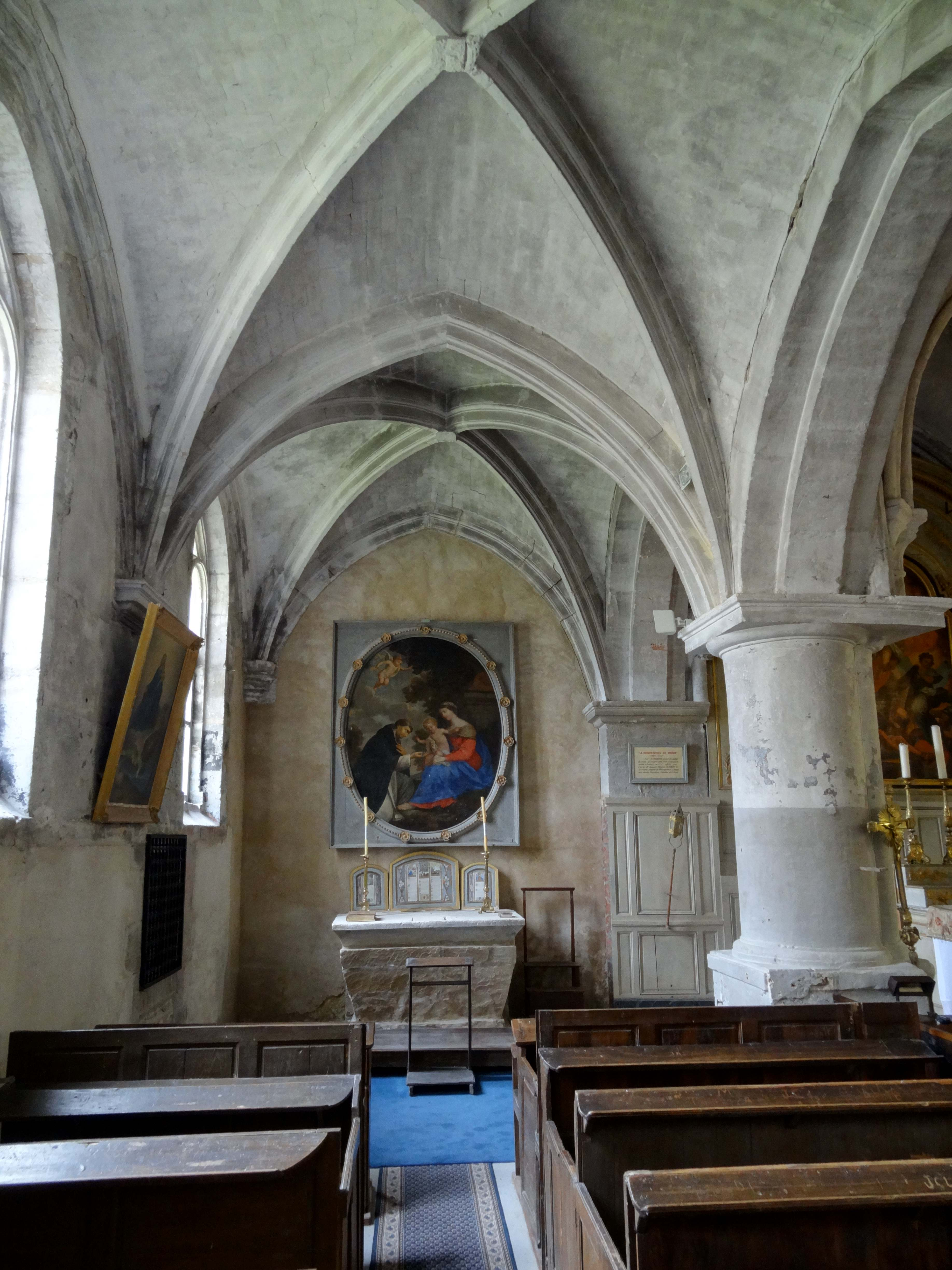
Collatéral nord, 1re travée, vue vers l'est.
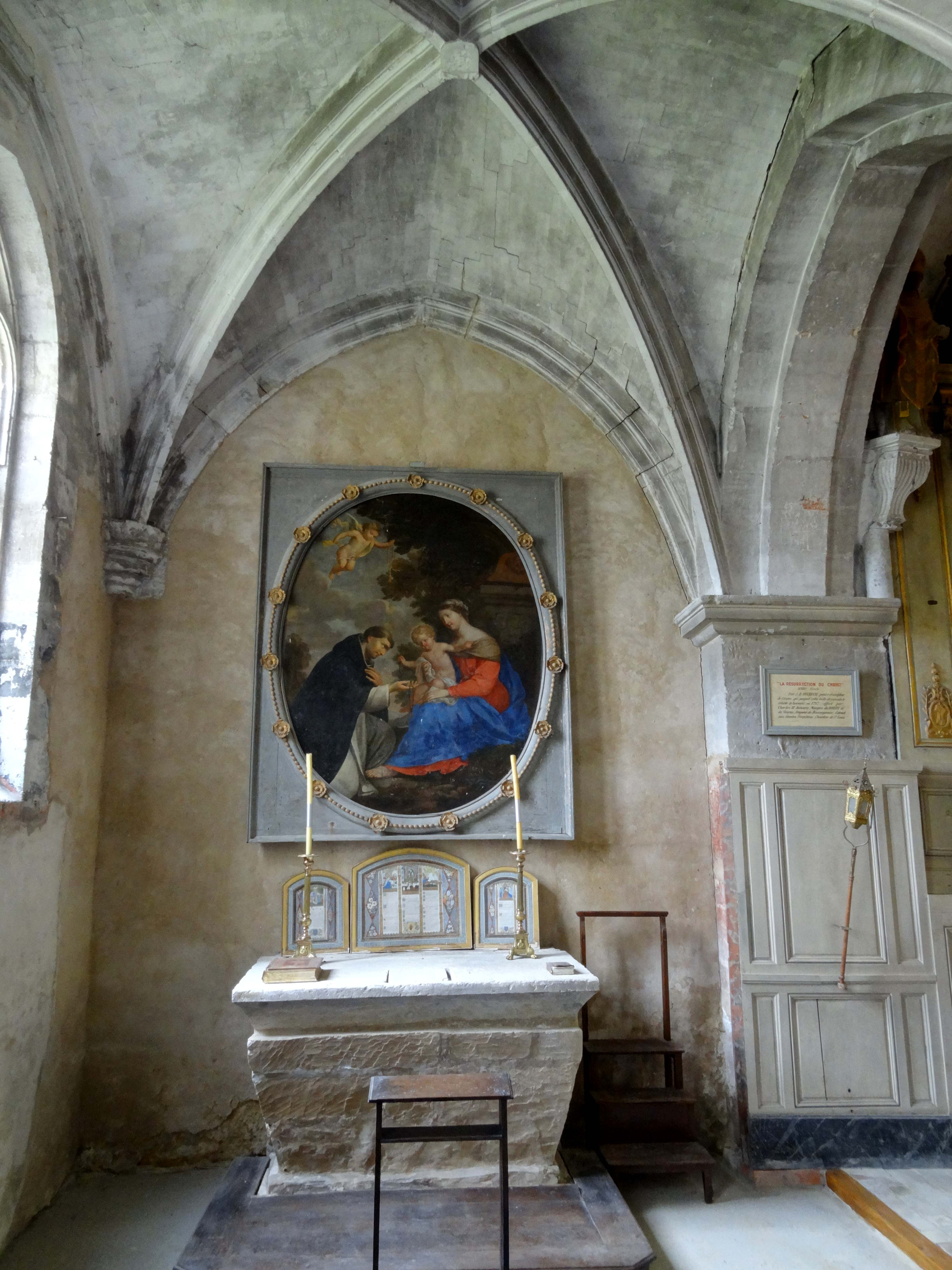
Collatéral nord, chevet.
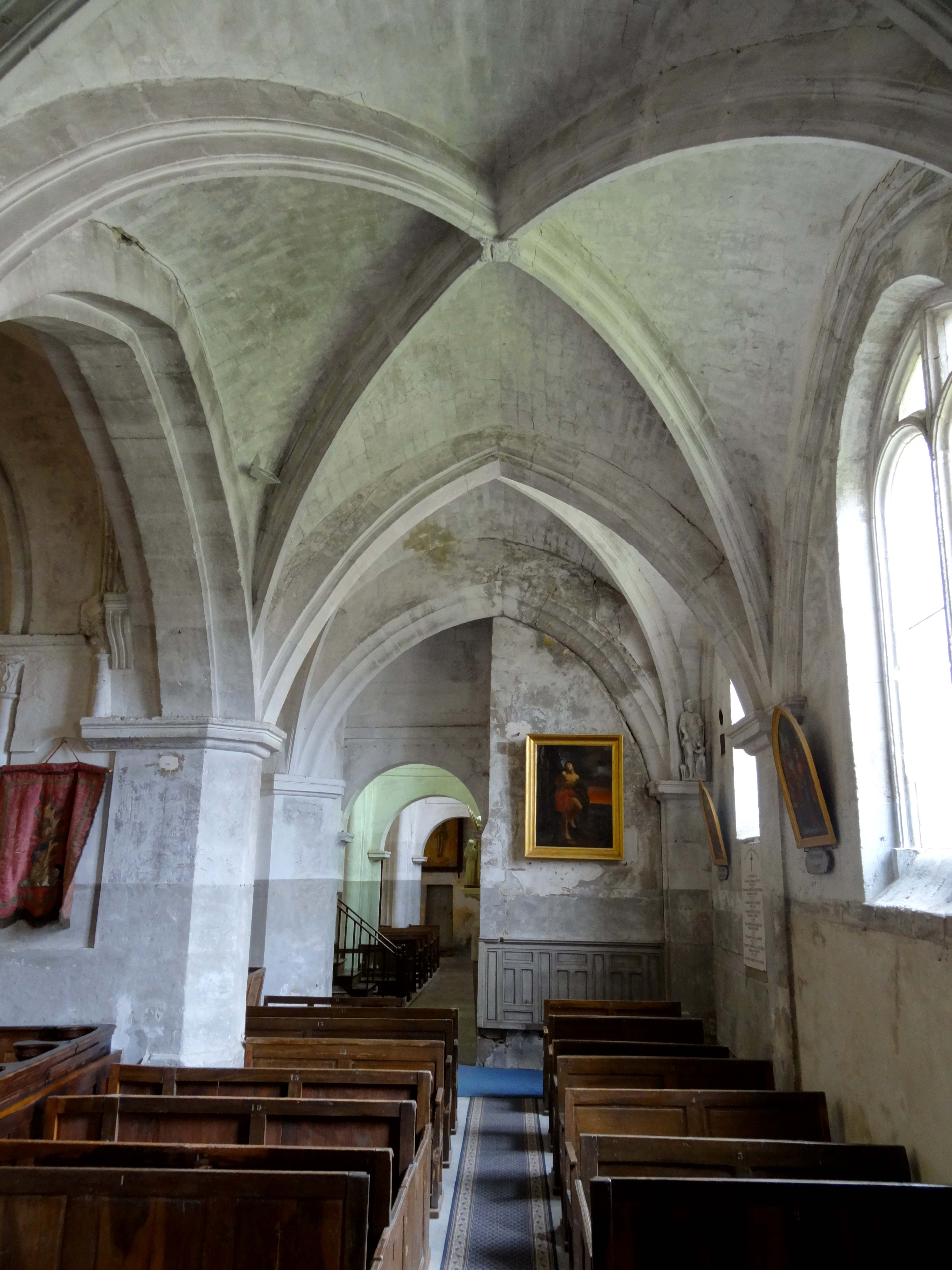
Collatéral nord, 2e travée, vue vers l'ouest.
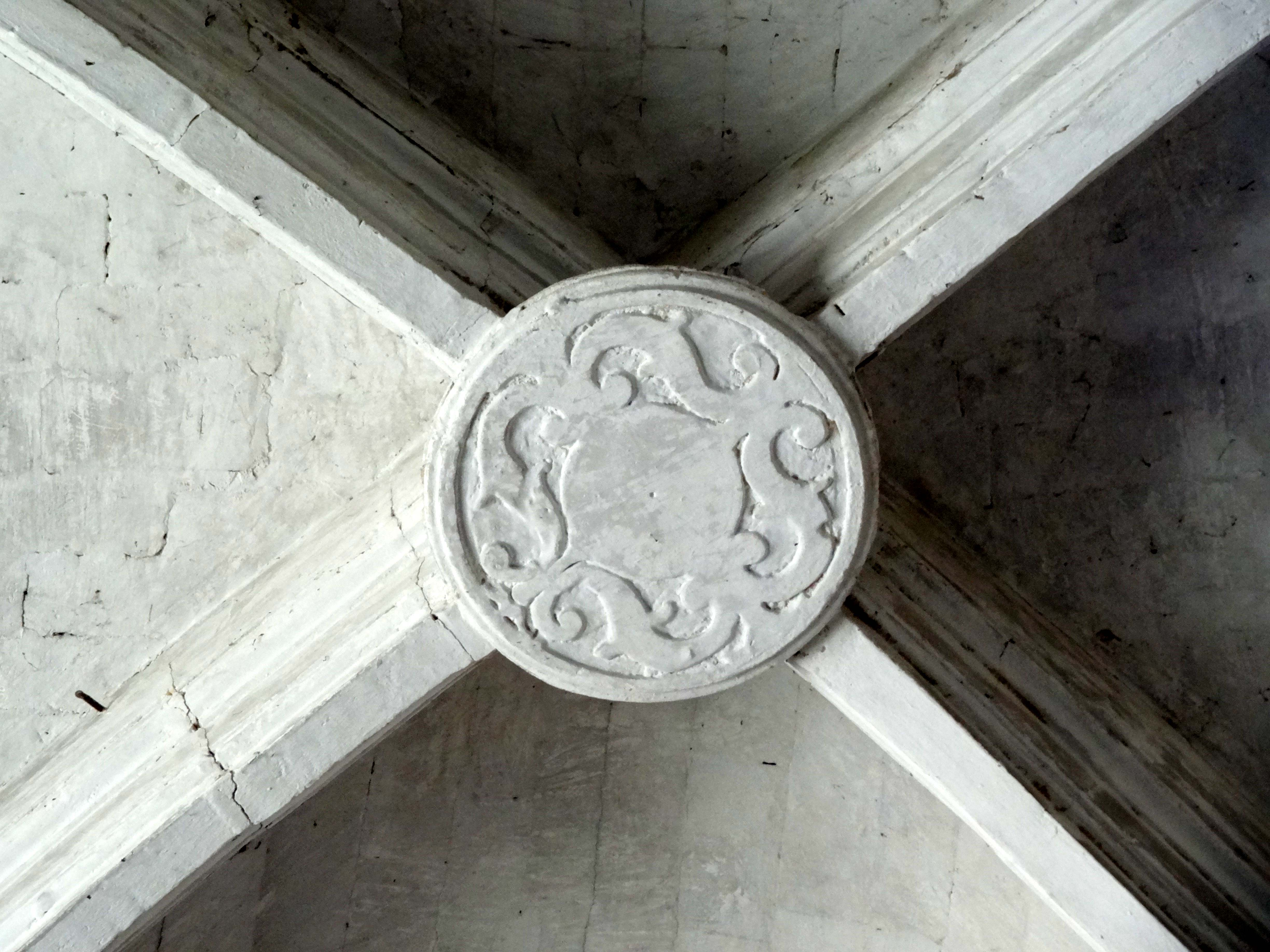
Croisillon nord, clé de voûte.

### Extérieur

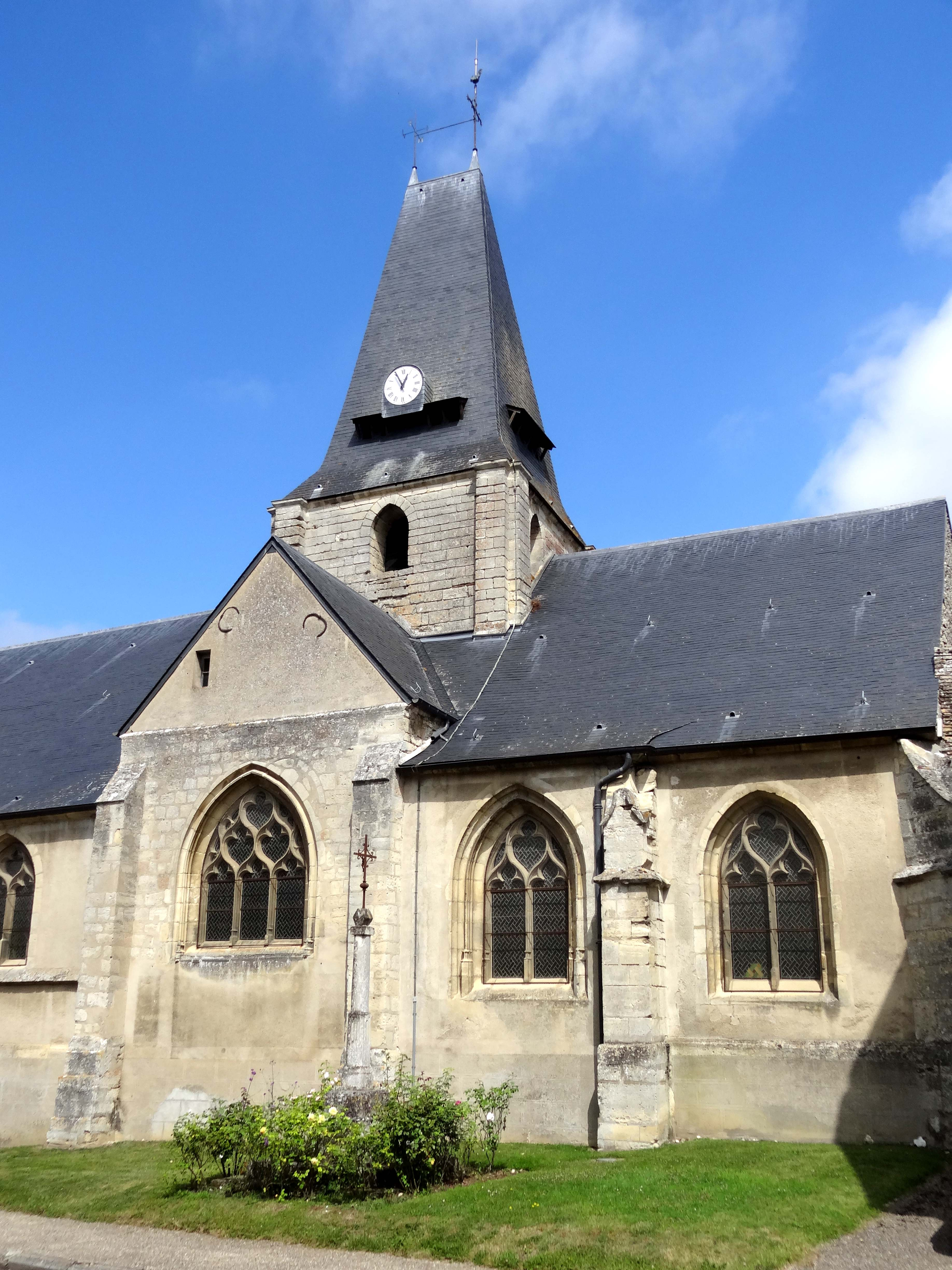
Clocher, croisillon sud et chapelle latérale sud.

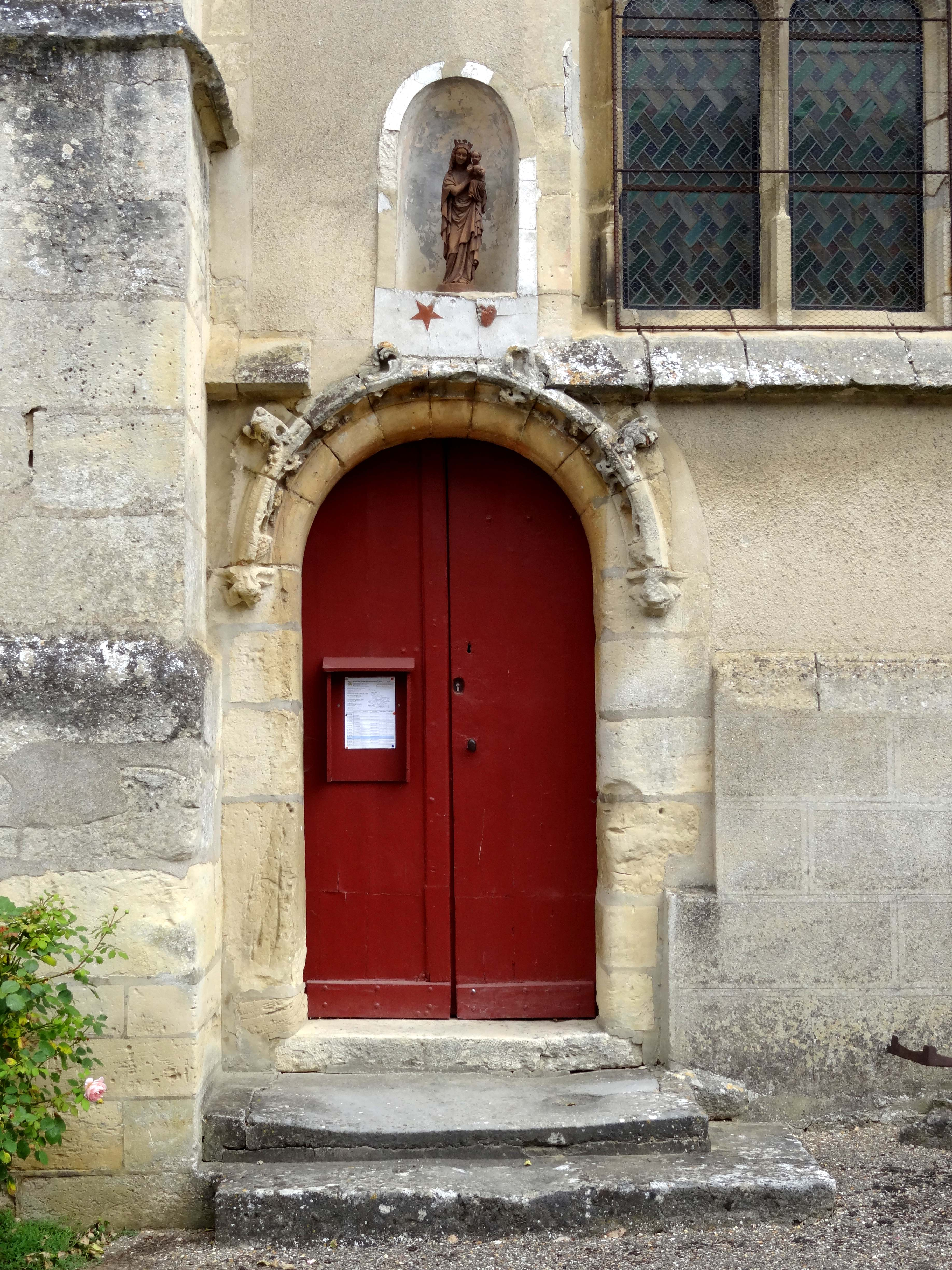
Portail latéral.

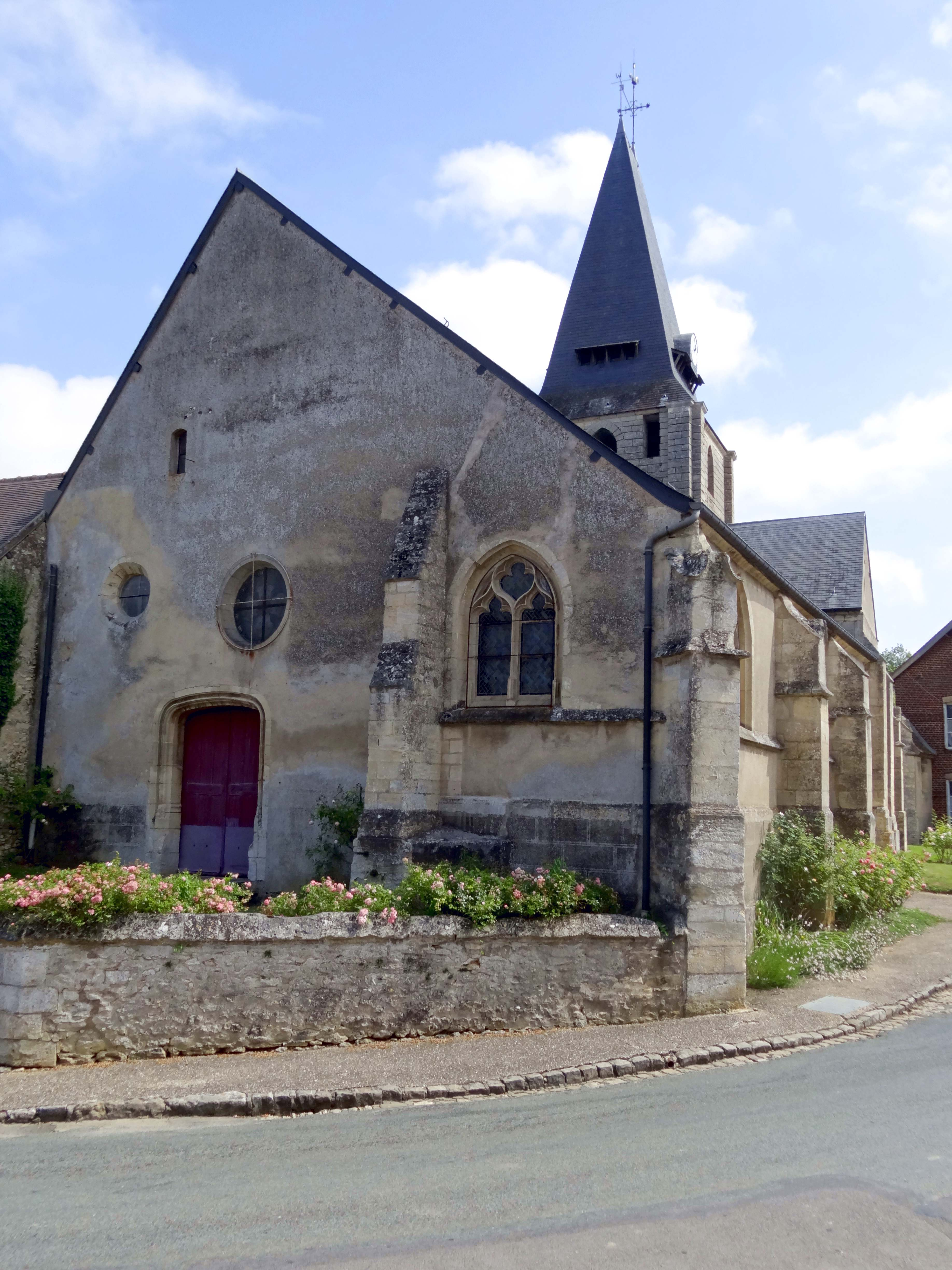
Façade occidentale.

Bâtie au milieu de la cuvette dans laquelle s'étend le village, et enclavée pour moitié dans la Grande ferme, soit l'ancien domaine du château, avec ses deux grosses tours cylindriques, l'église ne marque pas le paysage, surtout en comparaison avec ses voisines de Montjavoult et Serans. Elle se fait assez discrète, d'autant plus que son clocher soit de faible hauteur, et que son toit à la hache, qui atteint tout de même les 28 m à son sommet, soit beaucoup moins voyant que les flèches de pierre éclatantes de blancheur dont s'enorgueillissent de nombreux clochers romans et gothiques du Vexin. Bâti au-dessus de la croisée du transept, sans doute en même temps que lui, le clocher central et le croisillon sud sont les seules parties de l'église qui soient entièrement appareillées en pierre de taille. Il comporte deux étages, mais le premier est entièrement dissimulé par les toitures. Ses angles sont épaulés par des contreforts plats. Chacune de ses faces est percée de deux baies en tiers-point superposées, dénuées de toute ornementation. À l'est et à l'ouest, les baies sont nettement désaxées vers le sud. Les baies du premier niveau facilitent l'intercirculation entre les différentes parties des combles, et celles du deuxième niveau, les seules visibles depuis l'extérieur, servent à répandre le son de la cloche, mais ne sont pas munies d'abat-sons. Après le deuxième étage, la tour se termine de manière abrupte, sans corniche ni bandeau. Cette tour a tout d'un clocher inachevé, ou amputé de son étage de beffroi véritable, peut-être déjà depuis la guerre de Cent Ans, comme à Us et La Villeneuve-Saint-Martin, ou de manière plus explicite, à Liancourt-Saint-Pierre. Selon Pascale Touzet, le toit à la hache (qu'elle qualifie improprement de toit en pavillon) n'est pas antérieur au XVIe siècle. Dany Sandron le date de la seconde moitié du XIXe siècle, mais il remplace peut-être une structure analogue. Il est ajouré, sur chacune de ses faces, de deux lucarnes basses mais larges, et coiffé de deux minuscules clochetons aux extrémités de la faîtière, qui servent de supports à deux girouettes. L'on accède au clocher par la cage d'escalier au début du bas-côté nord, en passant ensuite par-dessus les voûtes de la nef. À mi-hauteur, l'escalier comporte par ailleurs une porte, longtemps condamnée, vers le corps de ferme attenant,.
Extérieurement, l'église ne montre pas la même diversité stylistique qu'à l'intérieur. Les murs de moellons sont en grande partie enduits, mais la pierre de taille des contreforts et des pourtours des baies est épargnée par le crépis. L'élévation méridionale est la plus soignée, la plus homogène. À l'exception des murs et des deux contreforts du croisillon sud, qui ne disposent d'aucun moyen de scansion et s'amortissent par des glacis formant larmier, elle date entièrement du second quart du XVIe siècle. Déjà suggérée par les clés de voûte Renaissance du bas-côté sud de la nef, cette datation de la fin de la période flamboyante s'impose aussi par les contreforts biais aux angles sud-ouest et sud-est : auparavant, l'on a coutume de prévoir deux contreforts orthogonaux. Les contreforts du versant sud sont scandés par un larmier présent sur les trois faces, placé curieusement aux trois quarts de la hauteur et non au milieu, et se terminent en glacis. Sauf sur le deuxième contrefort intermédiaire, le glacis est galbé en chapeau de gendarme, et intègre un petit gâble. Sur le bas-côté de la nef uniquement, la limite des allèges est soulignée par un larmier, situé plus bas que ceux des contreforts. Sur la chapelle latérale sud, l'on a renoncé à ce détail, pourtant utile pour écarter les eaux de ruissellement en cas de fortes pluies, mais orné le pourtour des fenêtres de moulures complexes. Les réseaux des fenêtres ont déjà été signalés dans le contexte de l'intérieur. Le portail latéral au début de la troisième travée est qualifié par Monique Richard-Rivoire comme l'un des plus intéressants parmi les portails secondaires flamboyants du Vexin, avec Hérouville, Parnes et Santeuil. En plein cintre, et non en anse de panier comme le veut le style flamboyant, il est surmonté d'un bandeau retombant sur deux culs-de-lampe sculptés de motifs devenus illisibles. L'extrados est garni de quelques feuilles frisées, tandis que l'échine accueille une frise de pampres particulièrement bien travaillée, mais en partie cassée. Au-dessus du portail, une petite niche sans caractère est ménagée dans l'épaisseur du mur. Elle abritait une Vierge médiévale en pierre, qui a été volée, et remplacée par une sculpture sans valeur.
La façade occidentale paraît déséquilibrée. Elle se compose de deux parties, alors que l'église compte trois vaisseaux. La partie de droite correspondant au bas-côté sud est traitée de la même façon que l'élévation méridionale. La partie de gauche, deux fois plus large, correspondant à la nef et au bas-côté nord à la fois, est dénuée de caractère. Le sommet du pignon commun aux deux parties se situe au milieu de la partie de gauche, et les deux rampants sont donc de déclivité et de longueur inégales. Les deux parties sont séparées par un contrefort très proche de la baie occidentale du bas-côté, qui, par conséquent, semble désaxée vers la gauche, mais l'examen intérieur montre que ce n'est pas le cas. Le contrefort ne répond donc pas aux grandes arcades du sud, qu'il est censé épauler. Scandé par un long glacis pentu, et amorti par un glacis analogue, il ne devrait pas être postérieur au début du XIIIe siècle, car les larmiers s'imposent à partir des années 1220 environ. Il date certainement de la même campagne de construction que la charpente, que Louis Régnier dit du XIIIe siècle. Le portail occidental est placé à l'aplomb du sommet du pignon, et non dans l'axe de la nef. Puisqu'il a vocation de portail principal, il est à double vantail, et bien plus large que le portail secondaire au sud, mais son décor est beaucoup plus stéréotypé. Son archivolte en anse de panier et ses piédroits sont creusés de deux gorges séparées par une arête saillante d'un profil prismatique complexe, mais il n'y a aucun élément sculpté. Sans aucun doute, les fonds manquaient pour réaliser un portail plus représentatif, sachant que les travaux s'interrompirent pendant une cinquantaine d'années avant que le voûtement ne fut finalement mis en œuvre, et que le bas-côté nord demeura provisoire jusqu'à la fin de l'Ancien Régime. L'on remarque en revanche les beaux vantaux en bois d'origine, bien conservés, et sculptés de plis de serviette dans le goût flamboyant. Au-dessus du portail, l'oculus du XIXe siècle est placé dans l'axe de la nef, et non dans celui du portail. À sa gauche, un autre oculus plus petit éclaire la cage d'escalier. Enfin, le pignon, parfaitement nu, est percé d'une petite ouverture rectangulaire pour l'aération des combles.

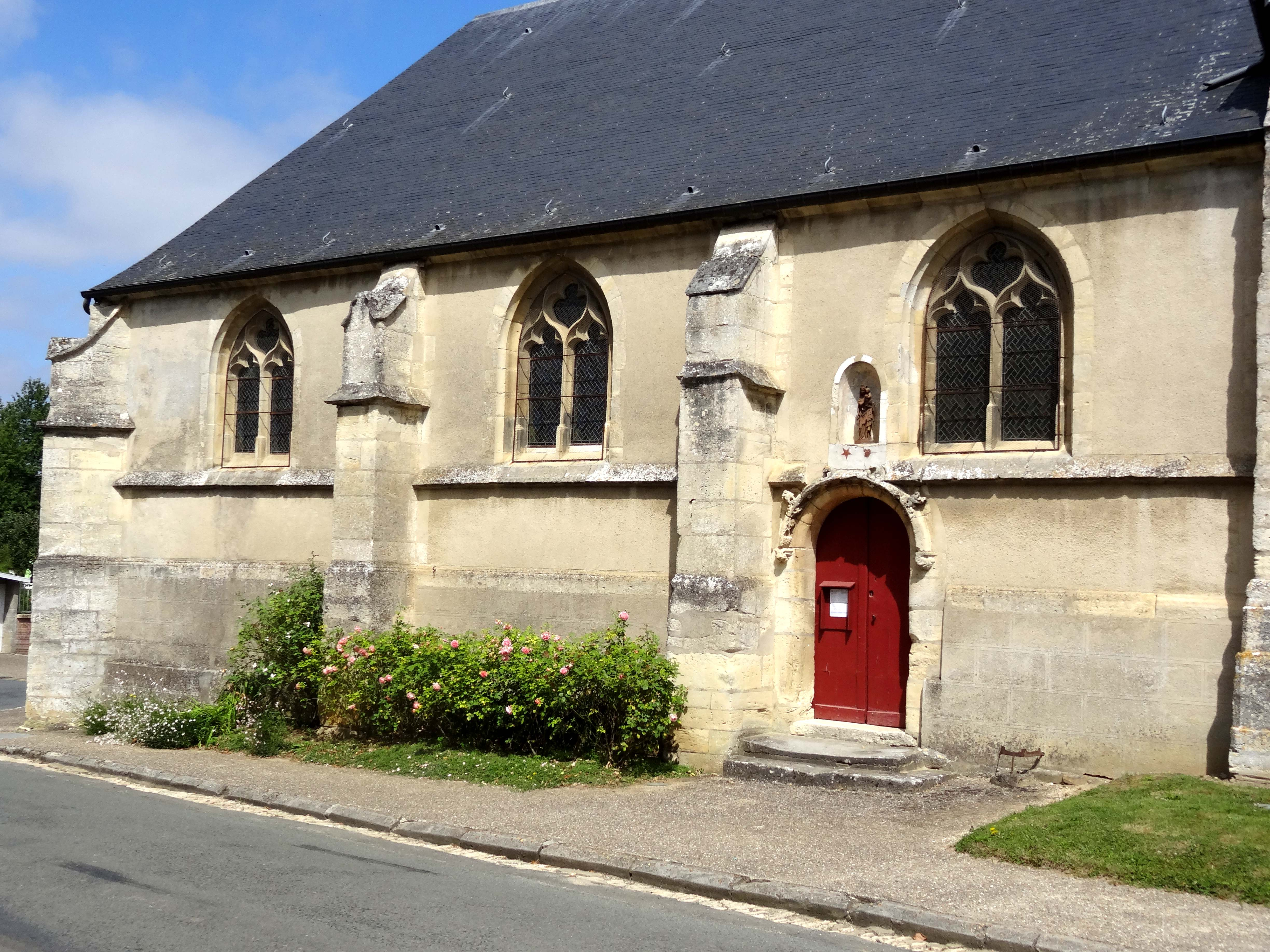
Bas-côté sud.
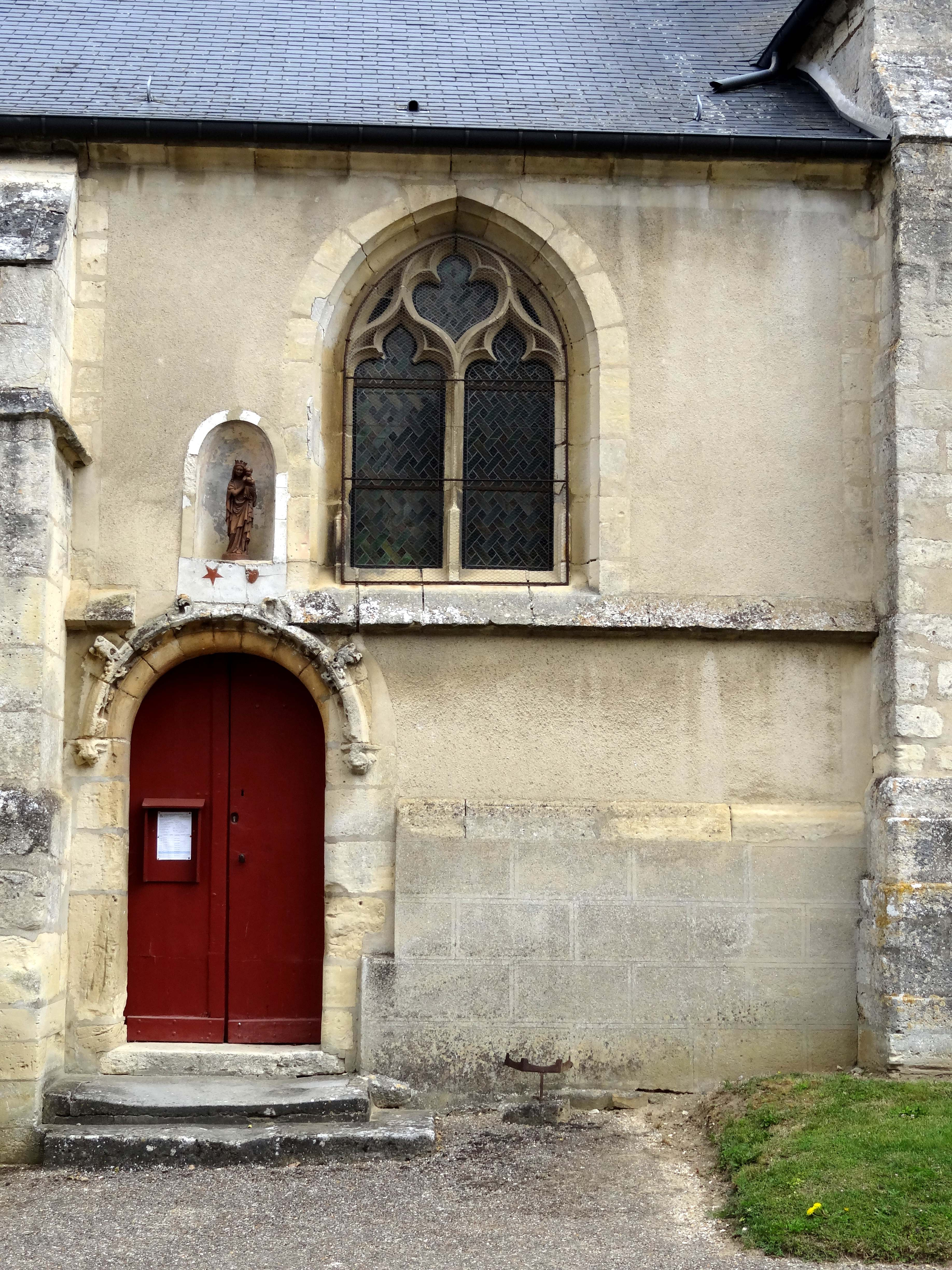
Bas-côté sud, 3e travée.
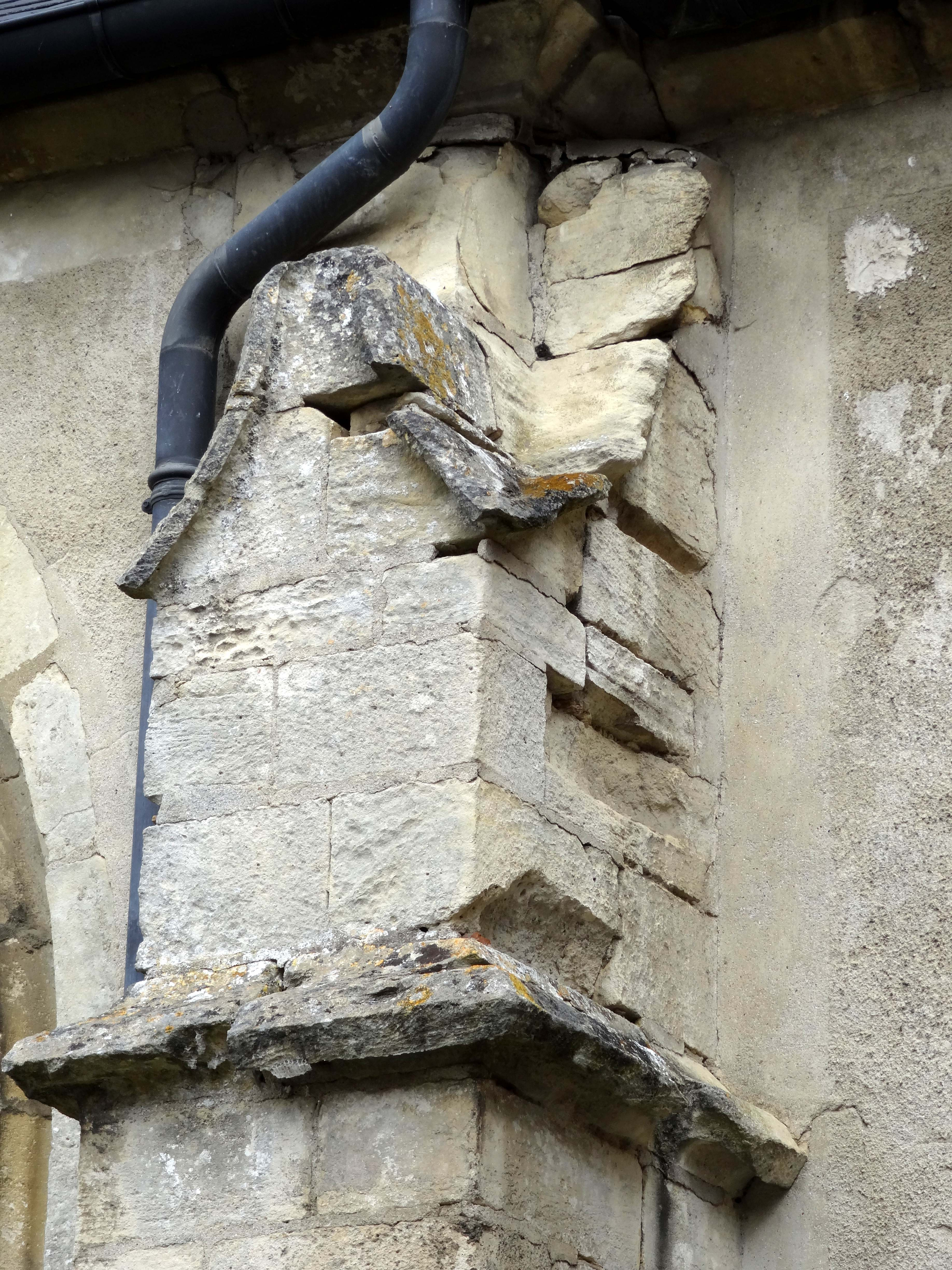
Contrefort flamboyant.
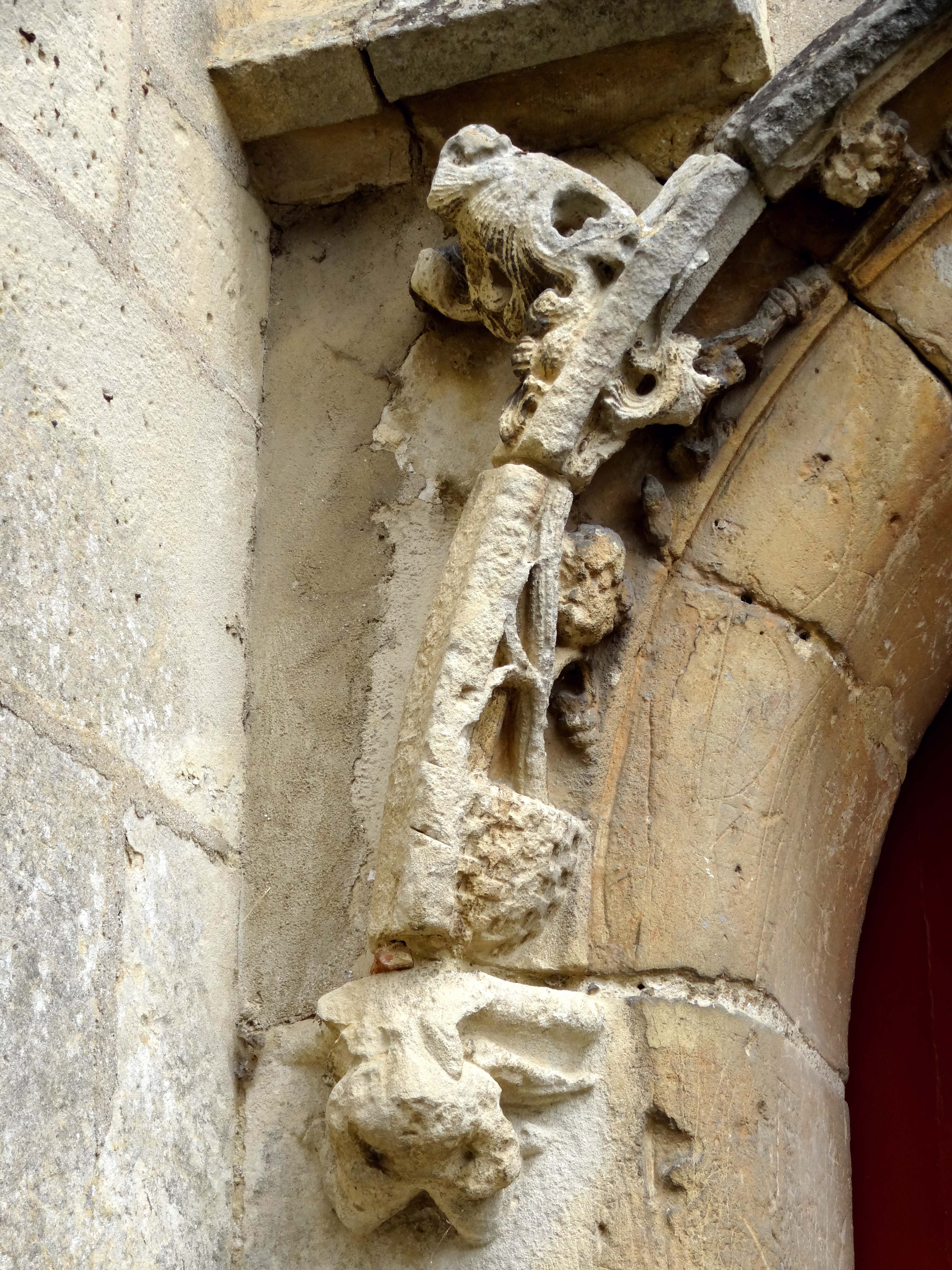
Détail du portail latéral.
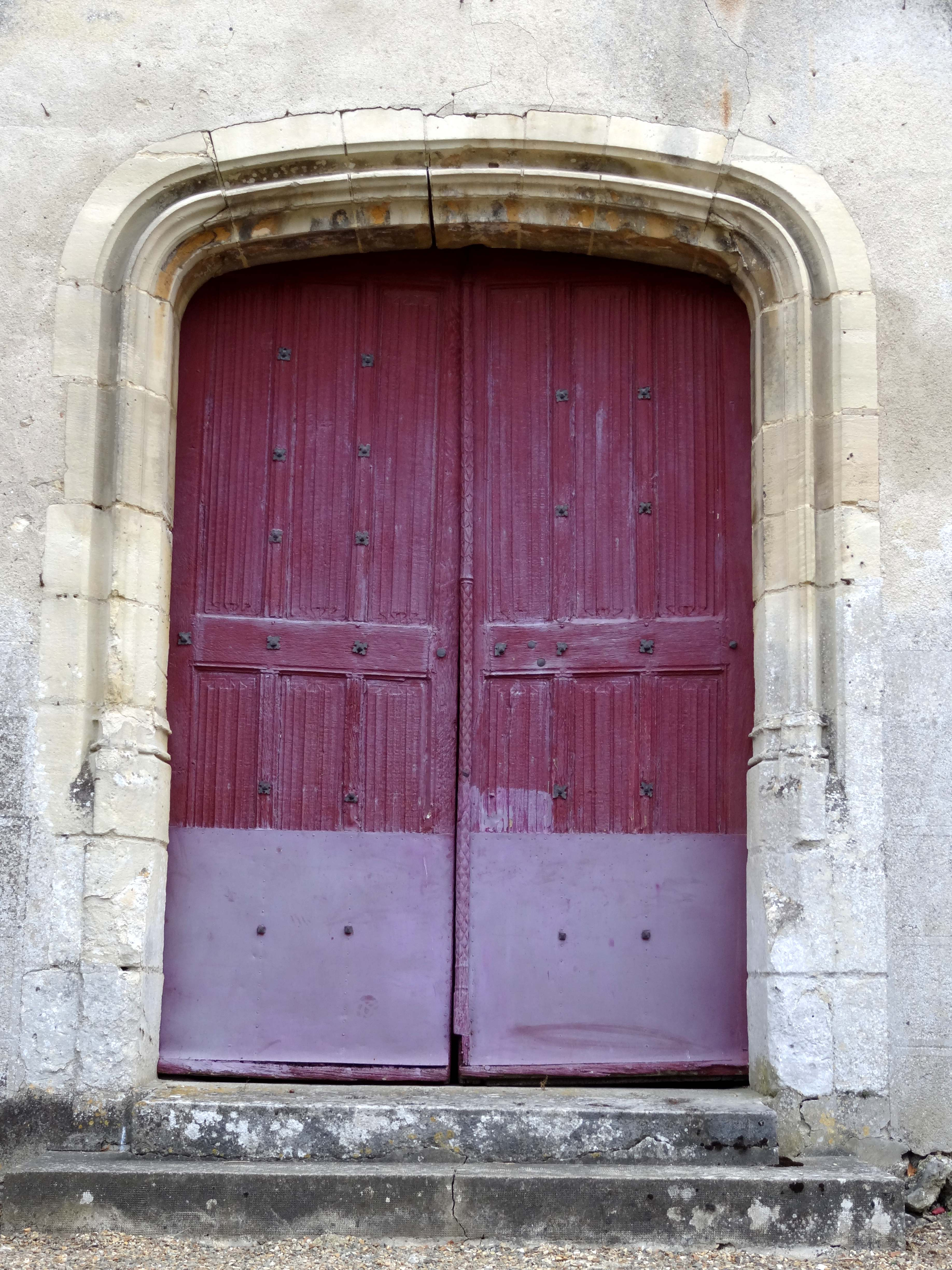
Portail occidental.
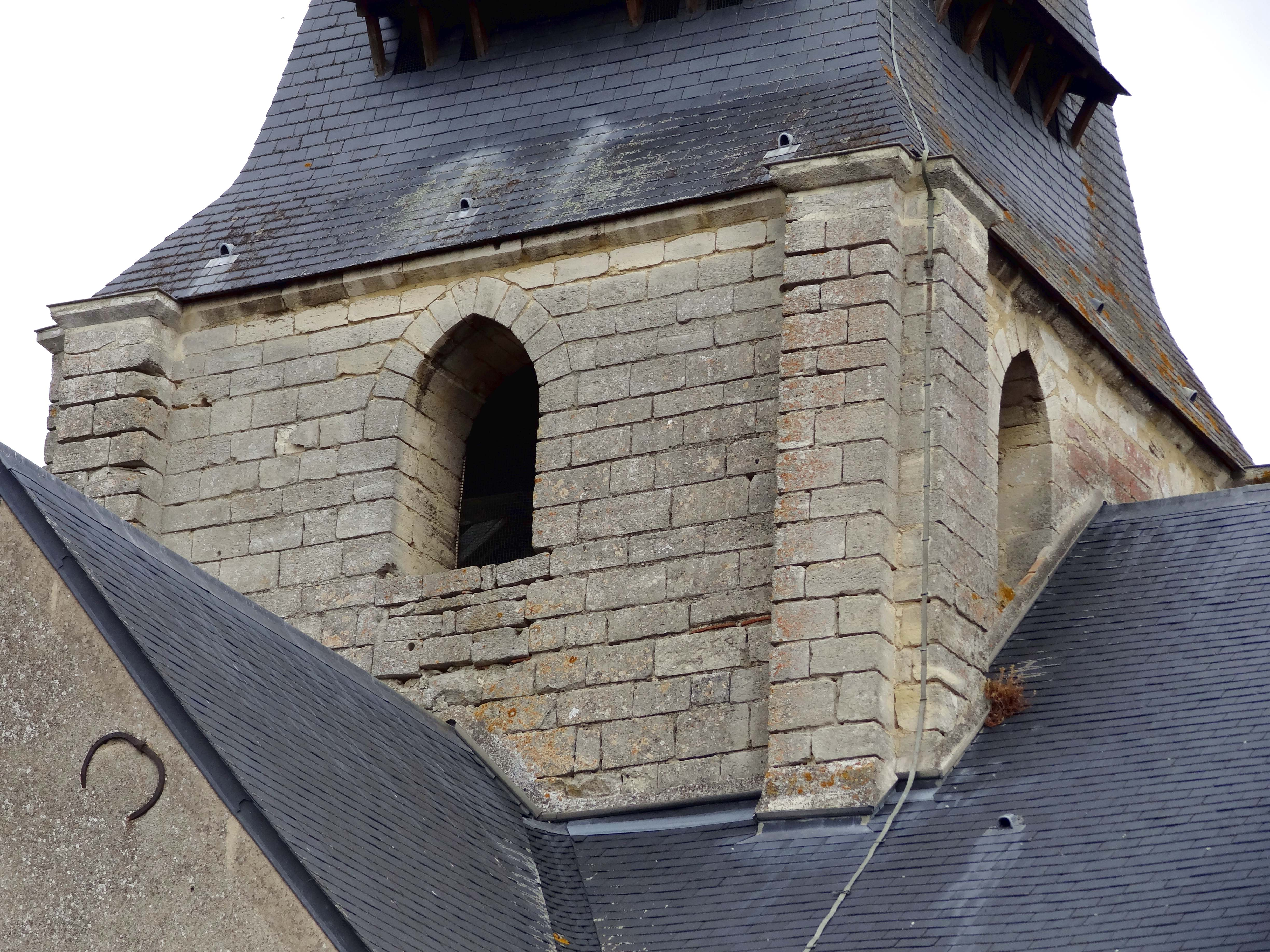
Clocher, côté sud-est.

## Mobilier

### Bras-reliquaire

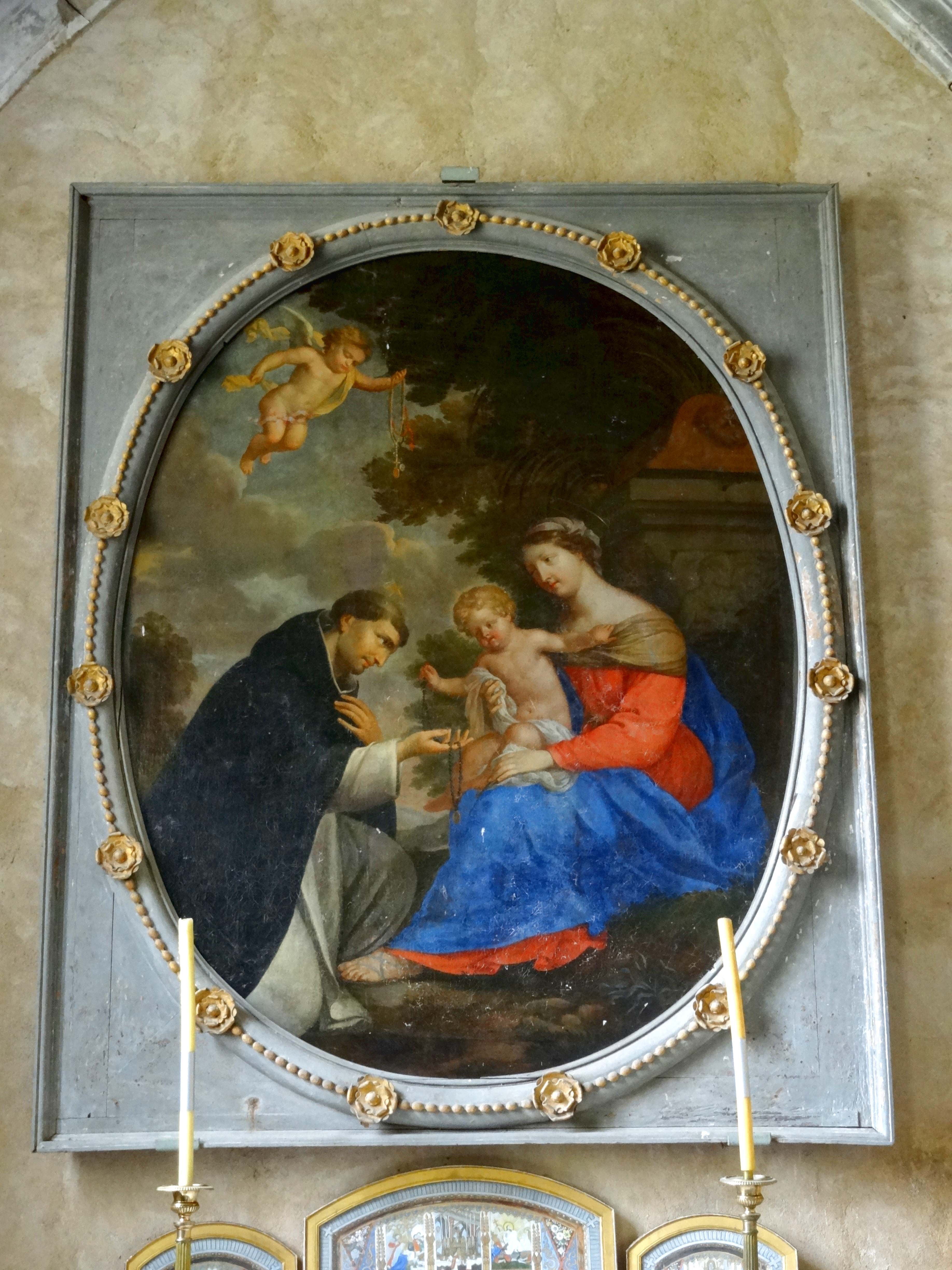
Notre-Dame du Rosaire.

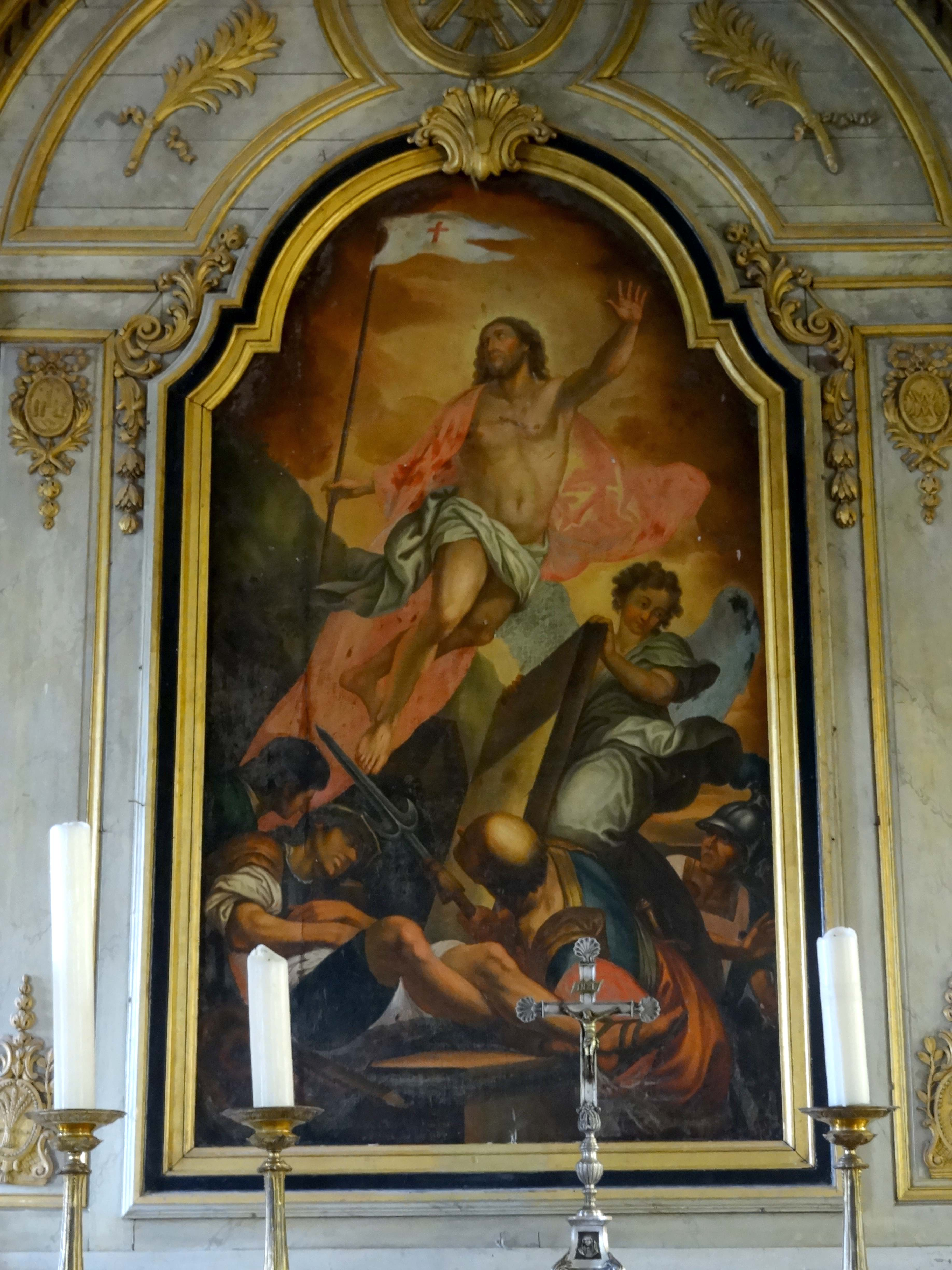
La Résurrection.

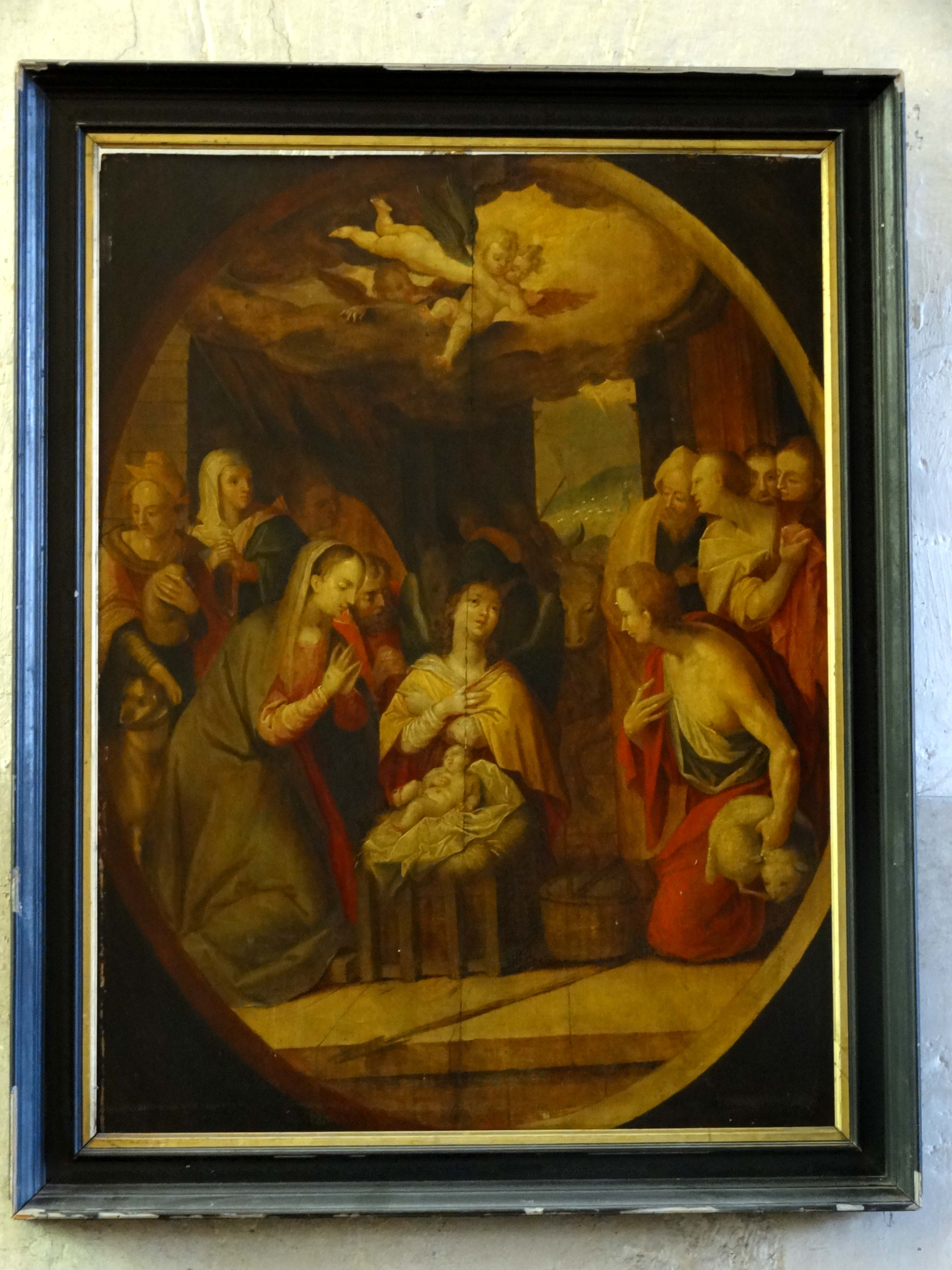
L'Adoration des bergers.

L’église de Boury possède plusieurs œuvres d'art, dont la principale est un reliquaire vénéré depuis le XIIIe siècle et qui renferme un os du bras de saint Germain d'Auxerre, patron de la paroisse. Cet intéressant spécimen de l’orfèvrerie médiévale figure un bras dont la main bénissant sort d’une double manche. Il est formé de plusieurs plaques d’argent repoussé appliquées sur une lame en bois par de petits rivets et ornées de filigranes et rinceaux parsemés de gemmes. Ce reliquaire aurait été offert à l’église par Jean II de Boury avant son départ pour la croisade en 1244 avec saint Louis. Il est classé monument historique au titre objet depuis mars 1904. Pour assurer sa protection, il est conservé dans le trésor de la cathédrale de Beauvais (sans illustration).

### Peinture
- Le tableau de retable de la chapelle seigneuriale est connu comme Notre-Dame du Rosaire. Il mesure 207 cm de hauteur et 167 cm de largeur, et est de forme ovale. Le tableau évoque le style d'Eustache Le Sueur, notamment pour le visage de la Vierge et la couleur bleue de son manteau, et date de 1652 d'après Dany Sandron. Il fut offert à l'église par Louis de Pellevé, baron de Boury, en commémoration de la confrérie du Rosaire fondée en 1611 par son aînée Marie Jubert. Le sujet représenté est la remise du rosaire à saint Dominique par la Vierge à l'Enfant. C'est un sujet récurrent, mais la Vierge et l'Enfant Jésus n'apparaissent ici pas sur une nuée au-dessus du saint. Vêtue d'une robe rouge et d'un manteau bleu, Marie est assise sur un talus, le petit Jésus sur ses genoux, face au saint agenouillé devant elle plein de gratitude, venant juste de recevoir un rosaire. L'Enfant, presque nu, tient un second rosaire dans sa main droite, et un ange voletant dans le ciel regarde la scène et apporte un troisième exemplaire. L'arrière-plan est occupé par des arbres, un médaillon sculpté d'une figure humaine placé sur un socle, comme dans un parc, et des nuages. Longtemps en mauvais état, cette toile classée au titre objet depuis novembre 1912[25],[15] vient d'être restaurée.
- Le tableau de retable du maître-autel représente la Résurrection du Christ, et est peint à l'huile sur toile. De grand format, cintré à son sommet, il a été peint en 1786 / 1787 par Jean-Baptiste Duchesne, de Gisors, dans l'esprit académique du XVIIIe siècle. Il fut probablement offert par le marquis de Boury en même temps que le retable, réalisé par Dardel, menuisier à Magny-en-Vexin[12]. La Résurrection de Jésus s'effectue ici d'une manière théâtrale. Un étendard dans la main droite et la main gauche levée pour intimer à l'assistance de s'écarter, le Christ s'élève lentement dans les airs devant un ciel crépusculaire. Un ange vient de soulever la lourde dalle de pierre fermant le tombeau, qui est un caveau de cimetière et non une grotte sépulcrale comme le voudrait la vérité historique. À droite de l'ange, un soldat casqué recule devant la dalle, se recroqueville par terre, les mains jointes. Au premier plan, un autre soldat s'est évanoui, et est soulevé, par la tête et les pieds, par deux autres hommes, dont l'un semble être un dignitaire, sans casque, une épée glissée dans la robe. Cette œuvre remarquable et en bon état n'est pas encore protégée au titre des monuments historiques.
- Du même artiste est le tableau de retable de la chapelle latérale sud, qui représente l'Assomption de la Vierge Marie, entourée de neuf têtes de chérubins surgissant de nuées[15].
- Le tableau accroché à la pile sud-est du clocher, face au sanctuaire, représente l'Adoration des bergers, et est peint à l'huile sur un panneau de bois, constitué de plusieurs planches assemblées. Il mesure 66 cm de hauteur et 49 cm de largeur sans le cadre et date de la fin du XVIe siècle ou du début du XVIIe siècle. Il s'agit d'une copie ancienne (peut-être d'une main française) d'après une gravure de Johan Sadeler (vers 1590) interprétant une composition d'Hans von Aachen (le dessin préparatoire à la gravure est conservé au Staatliche Graphische Sammlung de Munich). Le tableau a été inscrit en décembre 2012, puis classé en septembre 2015 et a bénéficié d'une restauration[26],[15].
- D'autres tableaux, sur lesquels l'on manque de renseignements, représentent l'Adoration des Mages et saint Fiacre, patron des jardiniers, dans le bas-côté sud ; la Vierge à l'Enfant (copie faible d'après Raphaël), dans la chapelle latérale sud du chœur ; le martyre de saint Sébastien (copie faible d'après Guido Reni) et une apparition de la Vierge à l'Enfant dans le ciel, au-dessus d'un grand ange planant, les ailes déployées et les bras écartés, dans la chapelle latérale nord.

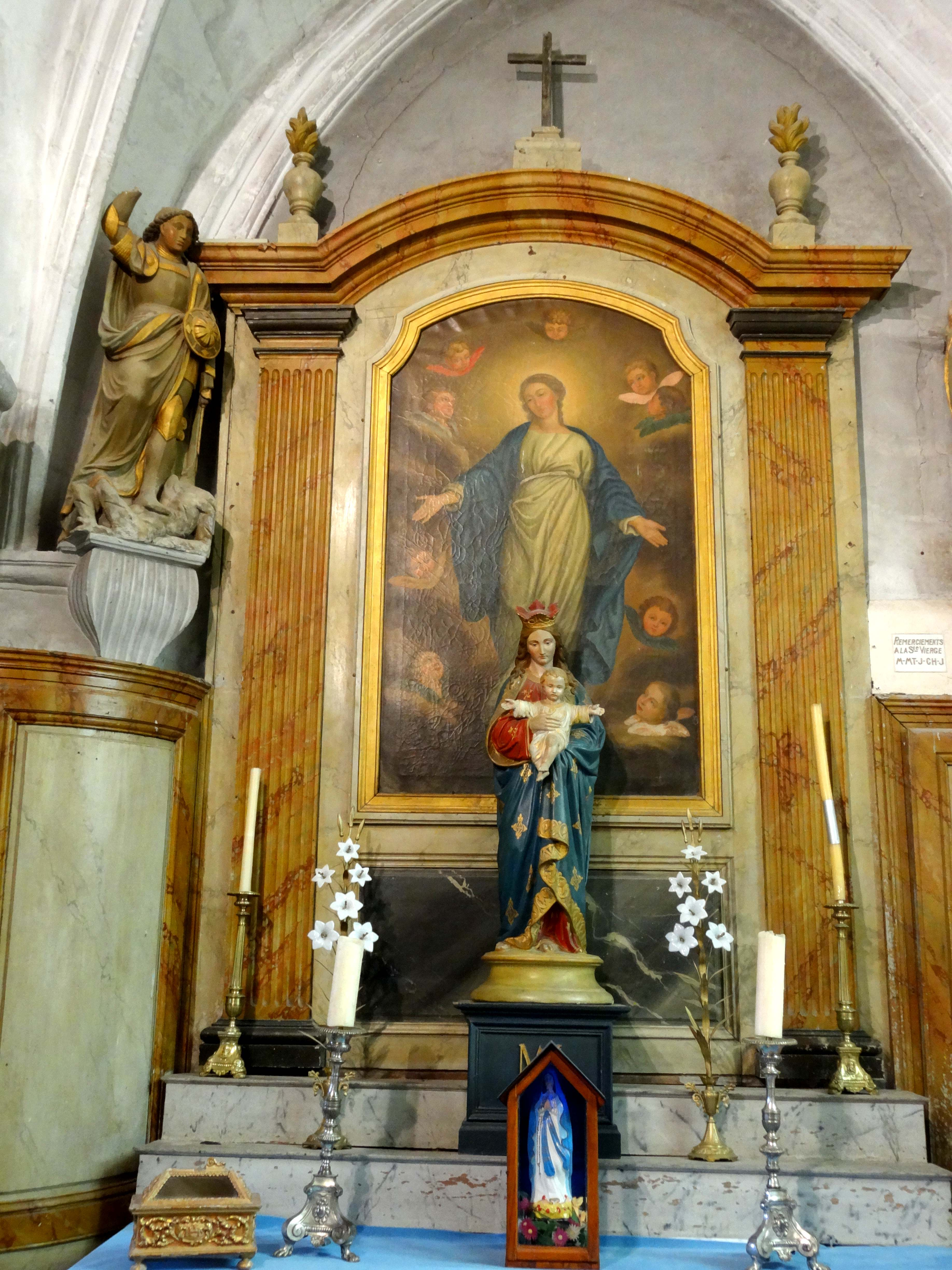
L'Assomption.
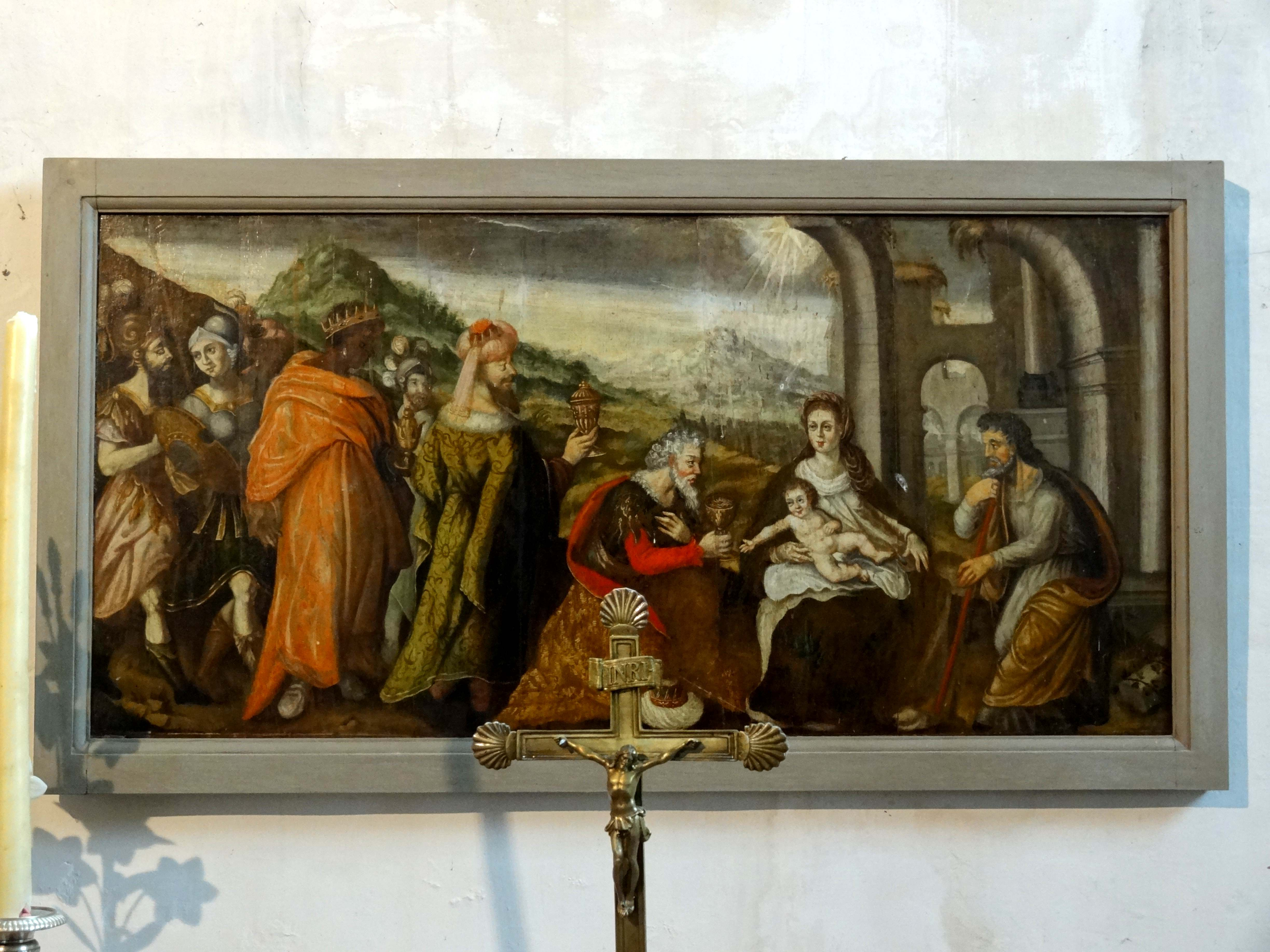
L'Adoration des Mages.
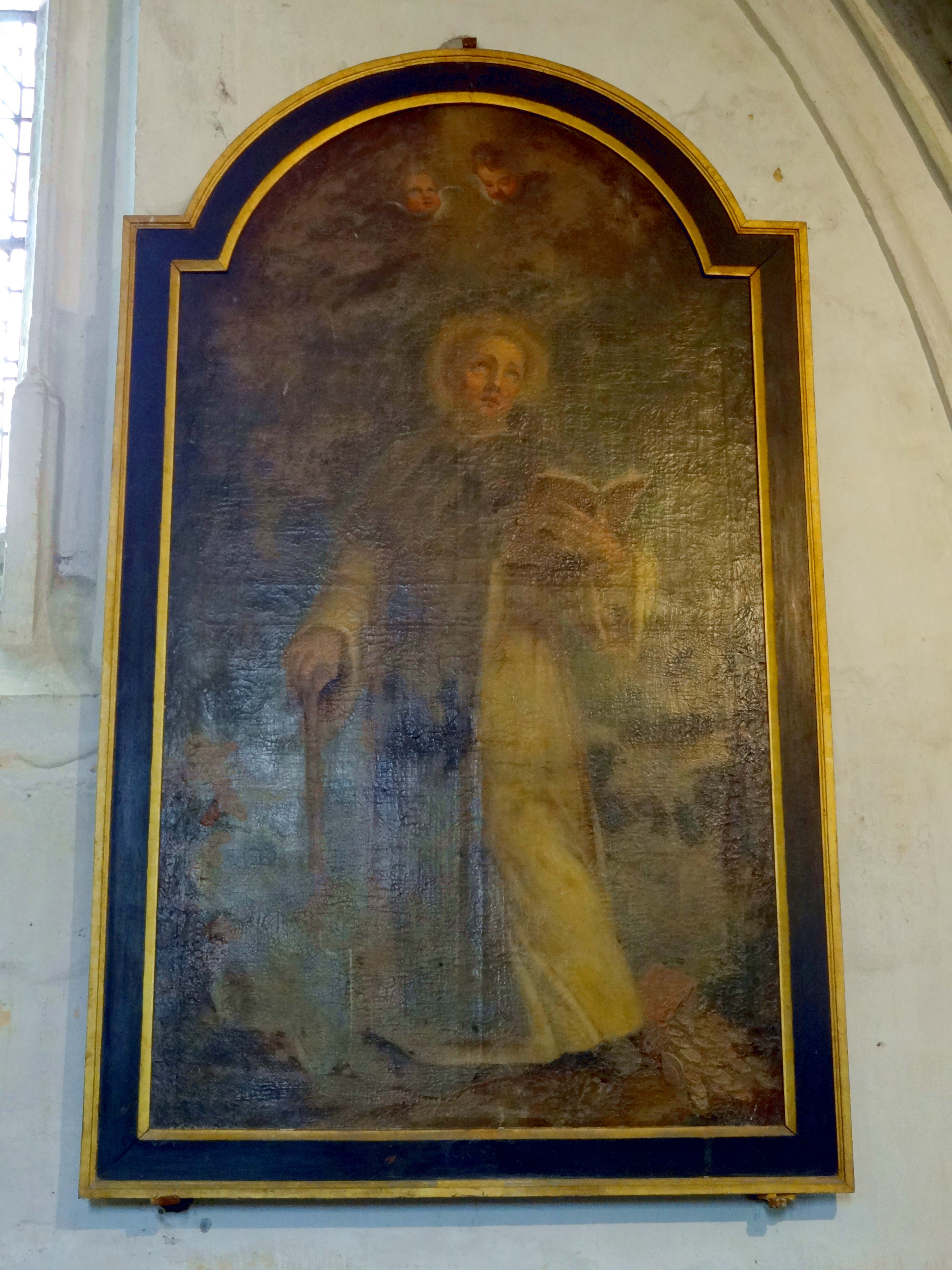
Saint Fiacre.
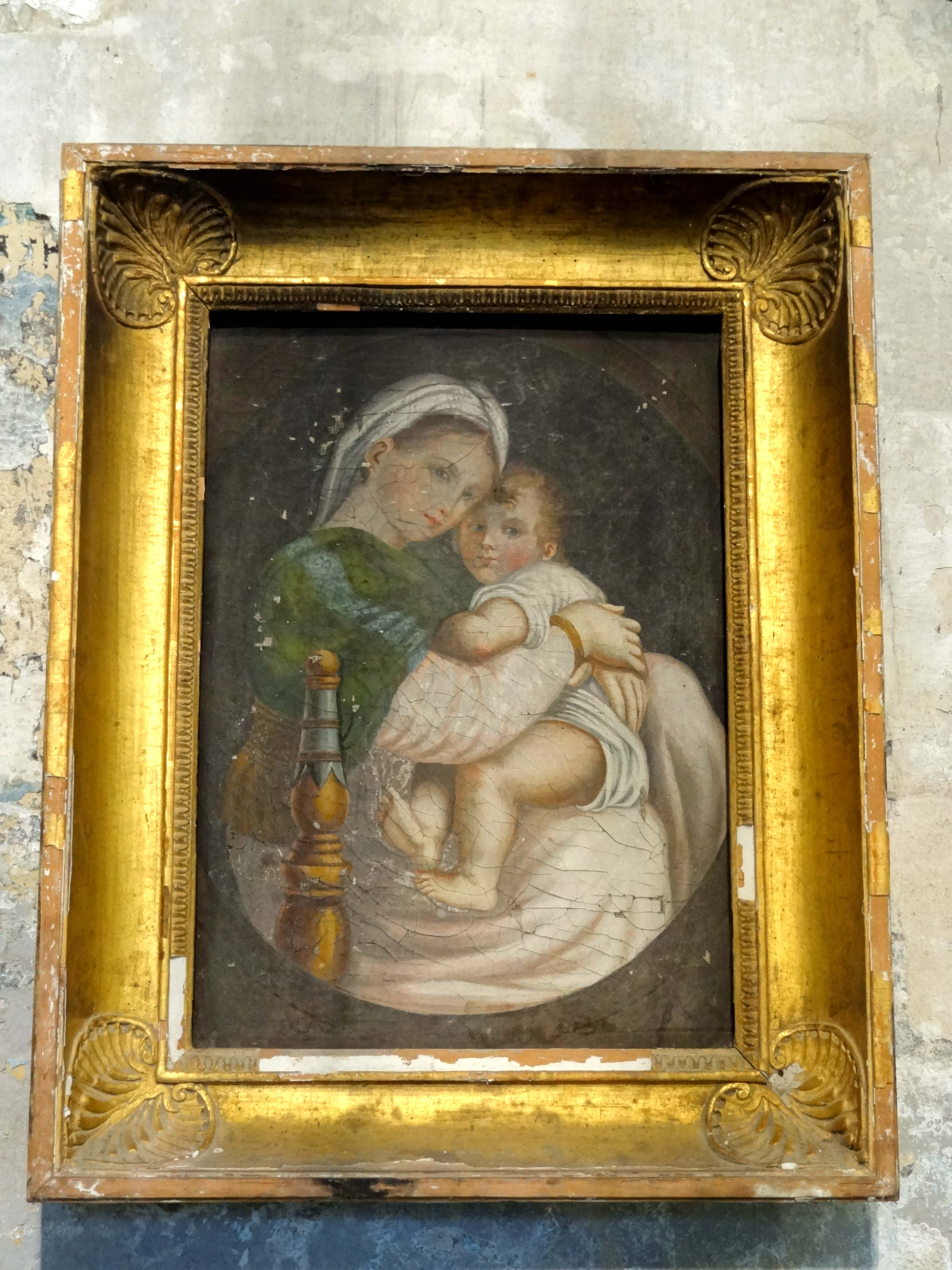
Vierge à l'Enfant.
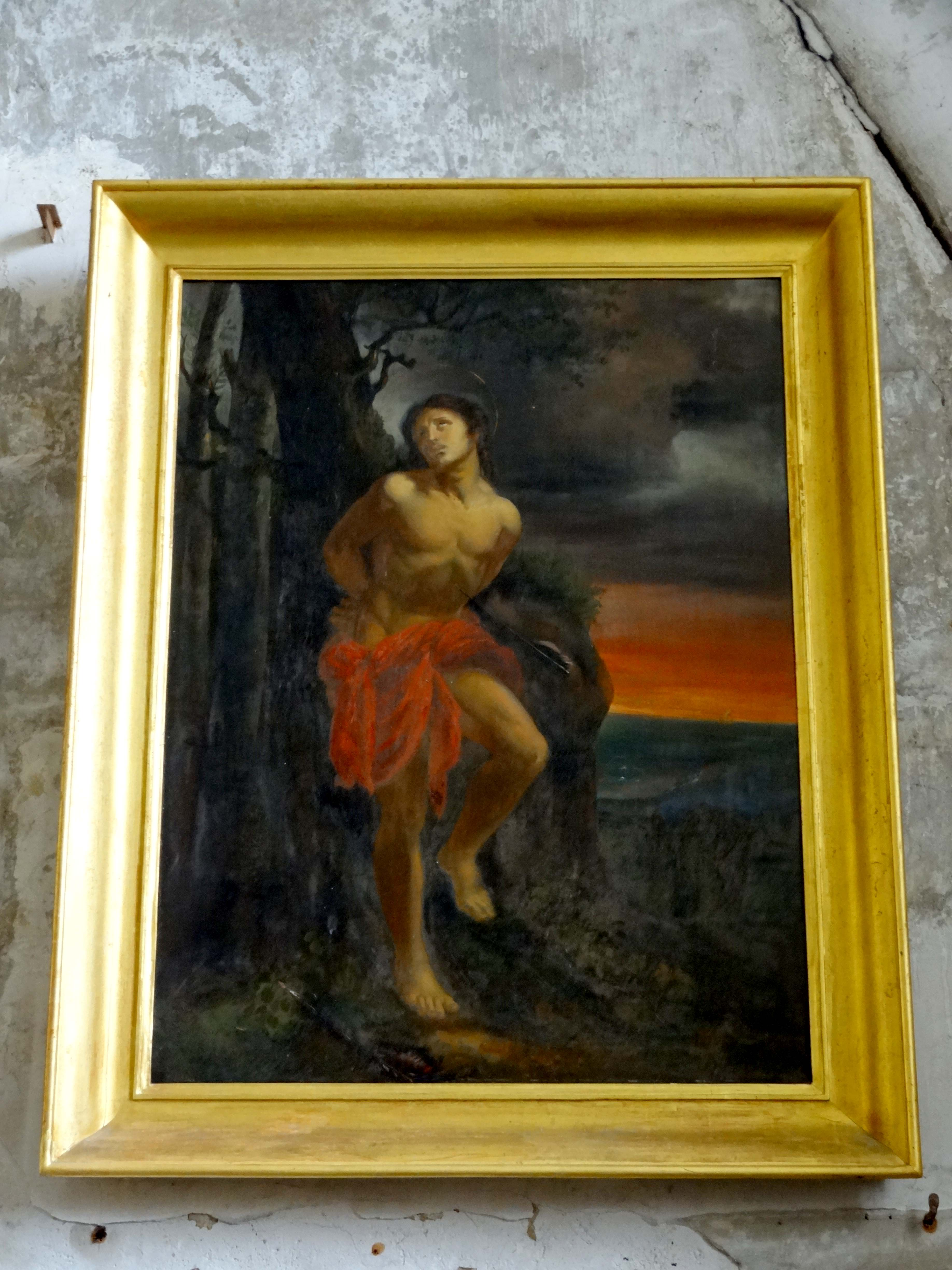
Martyre de St Sébastien.
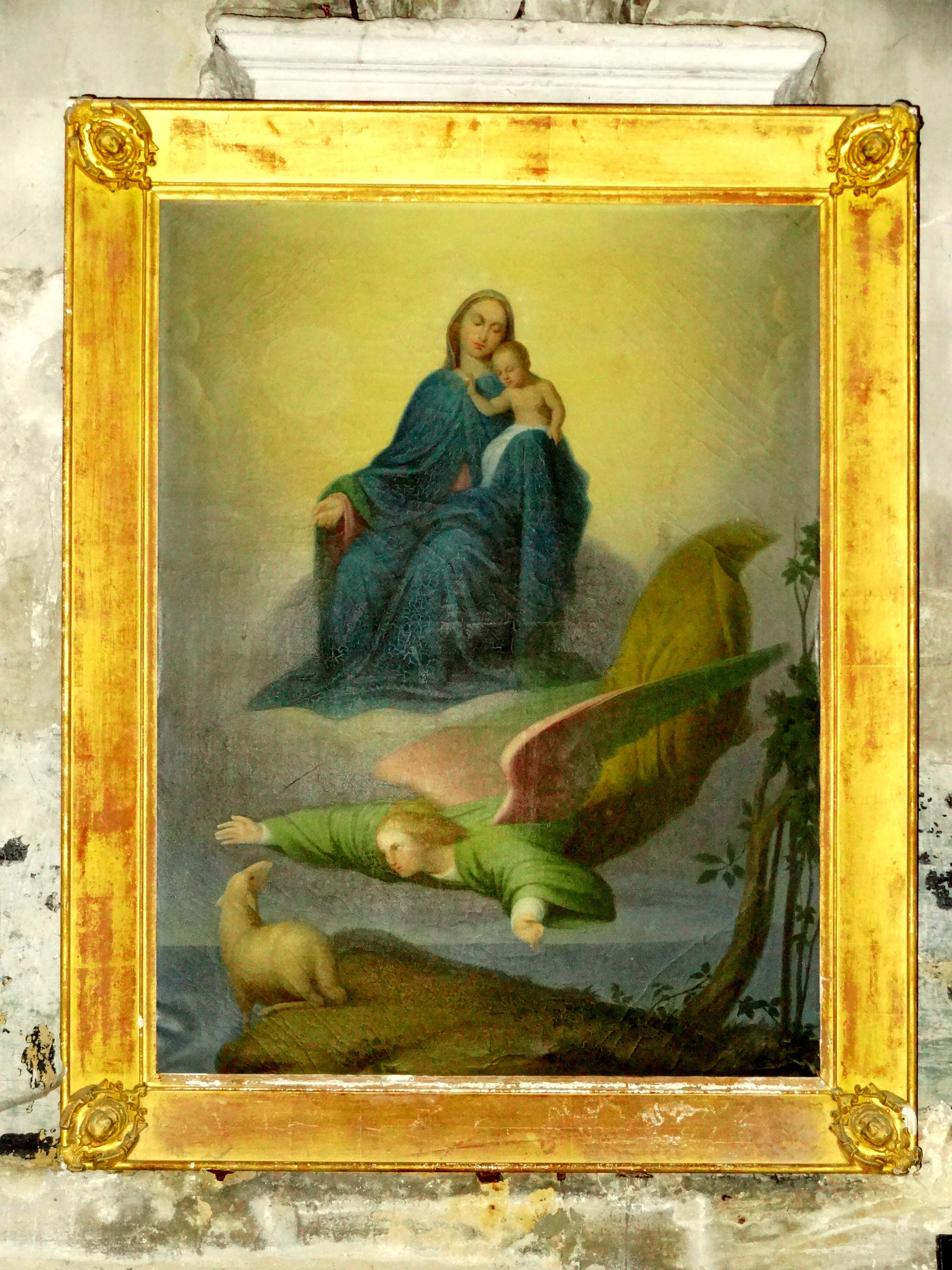
Vierge à l'Enfant.

### Sculpture

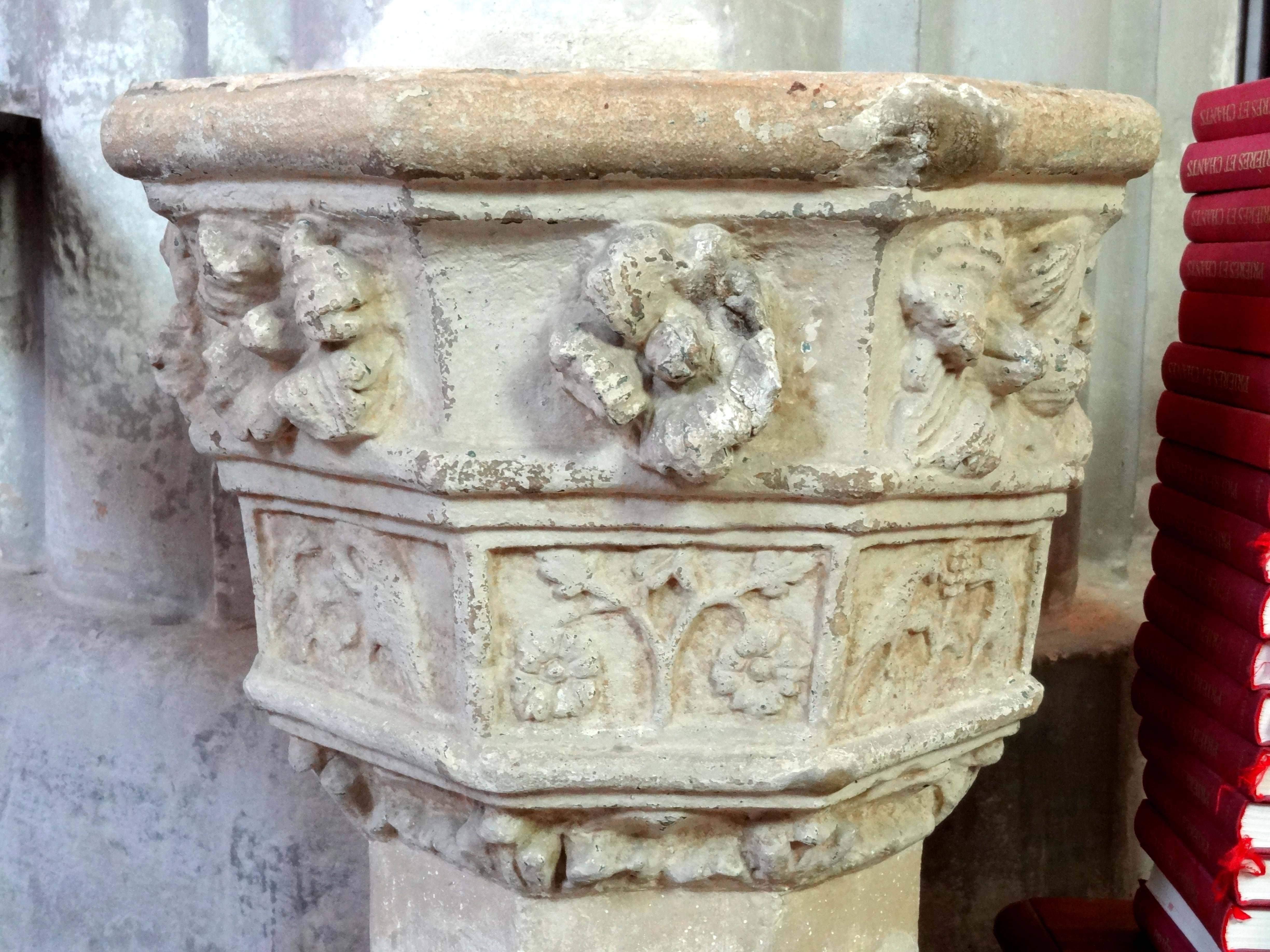
Bénitier Renaissance.

L'église Saint-Germain abrite une dizaine de statues en pierre tendre des XVIe et XVIIe siècles. Ce sont saint Sébastien et sainte Barbe, du XVIe siècle ; saint Germain (à gauche du maître-autel), saint Jean Baptiste et saint Roch, de la fin du XVIe ou du début du XVIIe siècle ; une grande Vierge à l'Enfant, un autre saint Sébastien et une sainte Marie-Madeleine (actuellement absente de l'église), du XVIIe siècle. Elles n'ont pas encore été restaurées, et conservent des traces de leur polychromie ancienne. S'y ajoutent une autre Vierge à l'Enfant, et les deux statues badigeonnées et repeintes de saint Michel et sainte Adeline, de part et d'autre du retable de la Vierge, dans le collatéral sud. Aucune de ces statues n'est classée à ce jour.
Également au domaine de la sculpture appartient le bénitier face au portail latéral sud. Taillé dans un bloc de pierre calcaire, et placé sur un fût octogonal, il mesure 91 cm de hauteur (avec le pied), 41 cm de largeur et autant de profondeur. Le décor en bas-relief de la cuve octogonale permet une datation du début de la Renaissance. La moitié supérieure de chacune des faces est sculptée d'une rose, et la partie inférieure comporte un panneau affichant une composition végétale, deux anges présentant un blason, deux dragons s'affrontant, deux aigles autour d'une fleur, et le pélican nourrissant son petit de sa propre chair, symbole de l'Eucharistie. Un tore court à la bordure, des baguettes délimitent inférieurement et supérieurement les deux registres, et une frise de feuillages se profile dans l'échine sous la cuve. L'intérieur de la cuve a reçu une doublure en majolique au XIXe siècle. Elle est aujourd'hui cassée. Une couche de peinture blanche, qui recouvre une peinture verte du XIXe siècle, altère la qualité de l'œuvre. Ce bénitier est classé  au titre objet depuis novembre 1912.

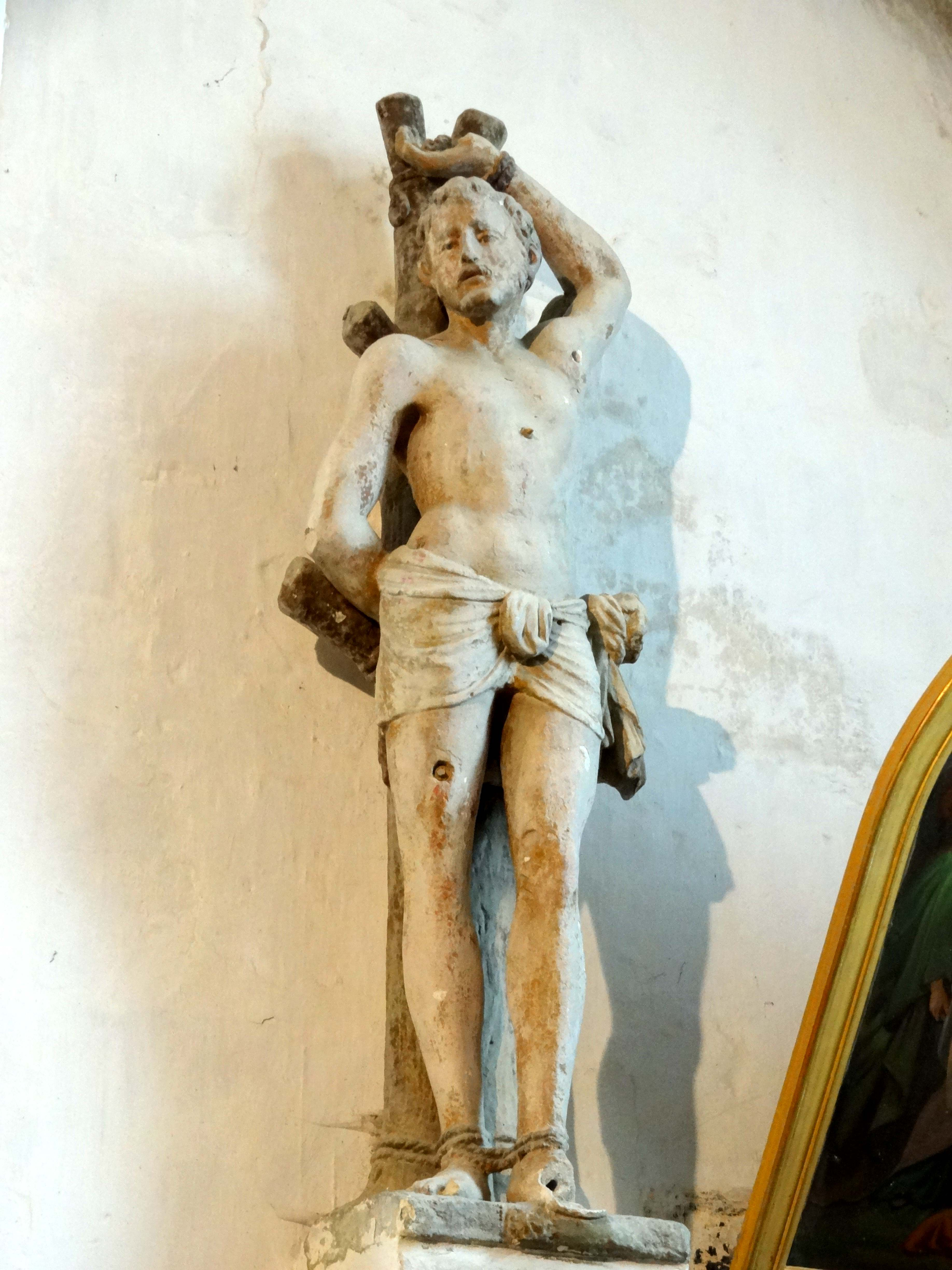
Saint Sébastien.
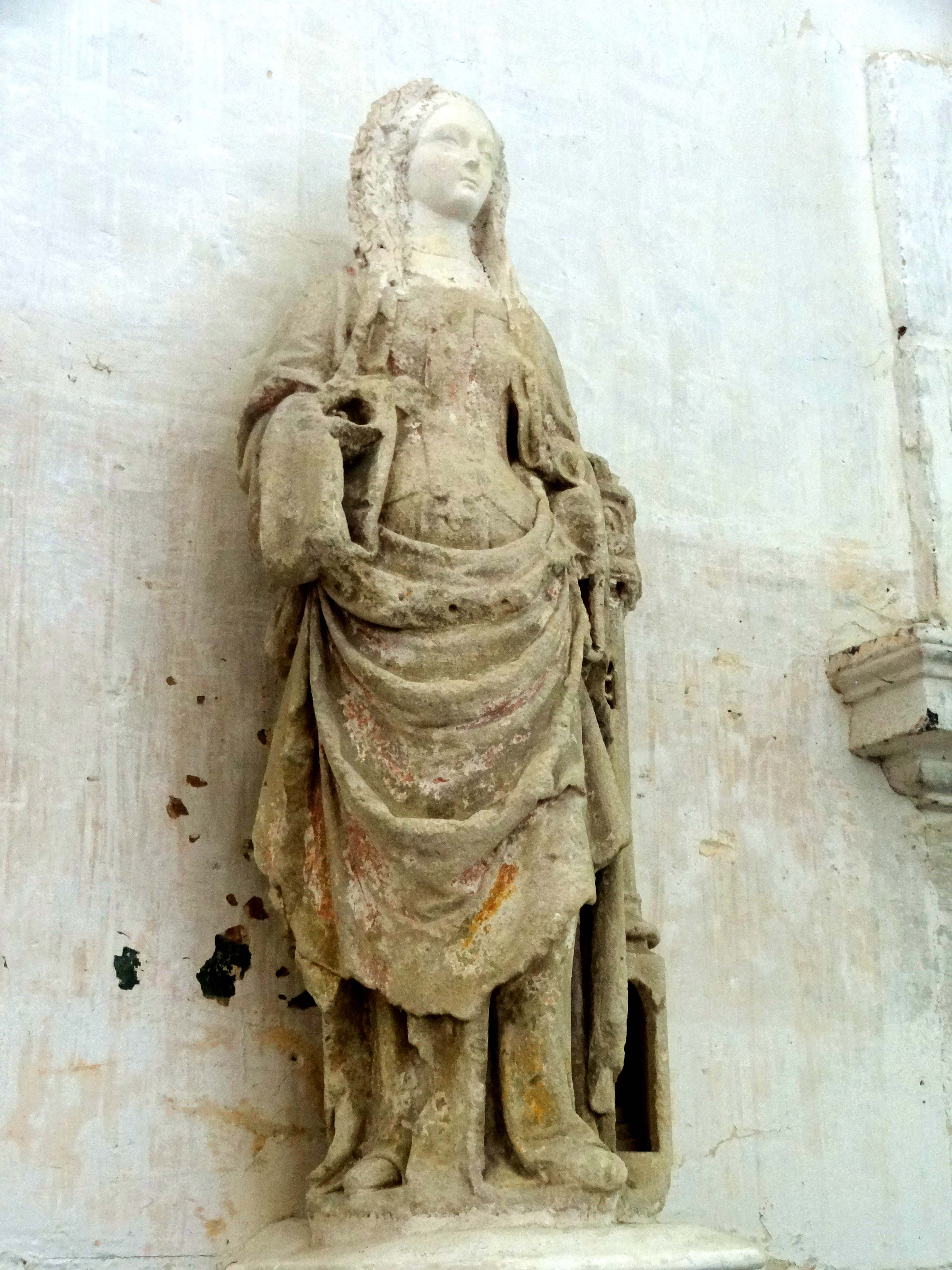
Sainte Barbe.
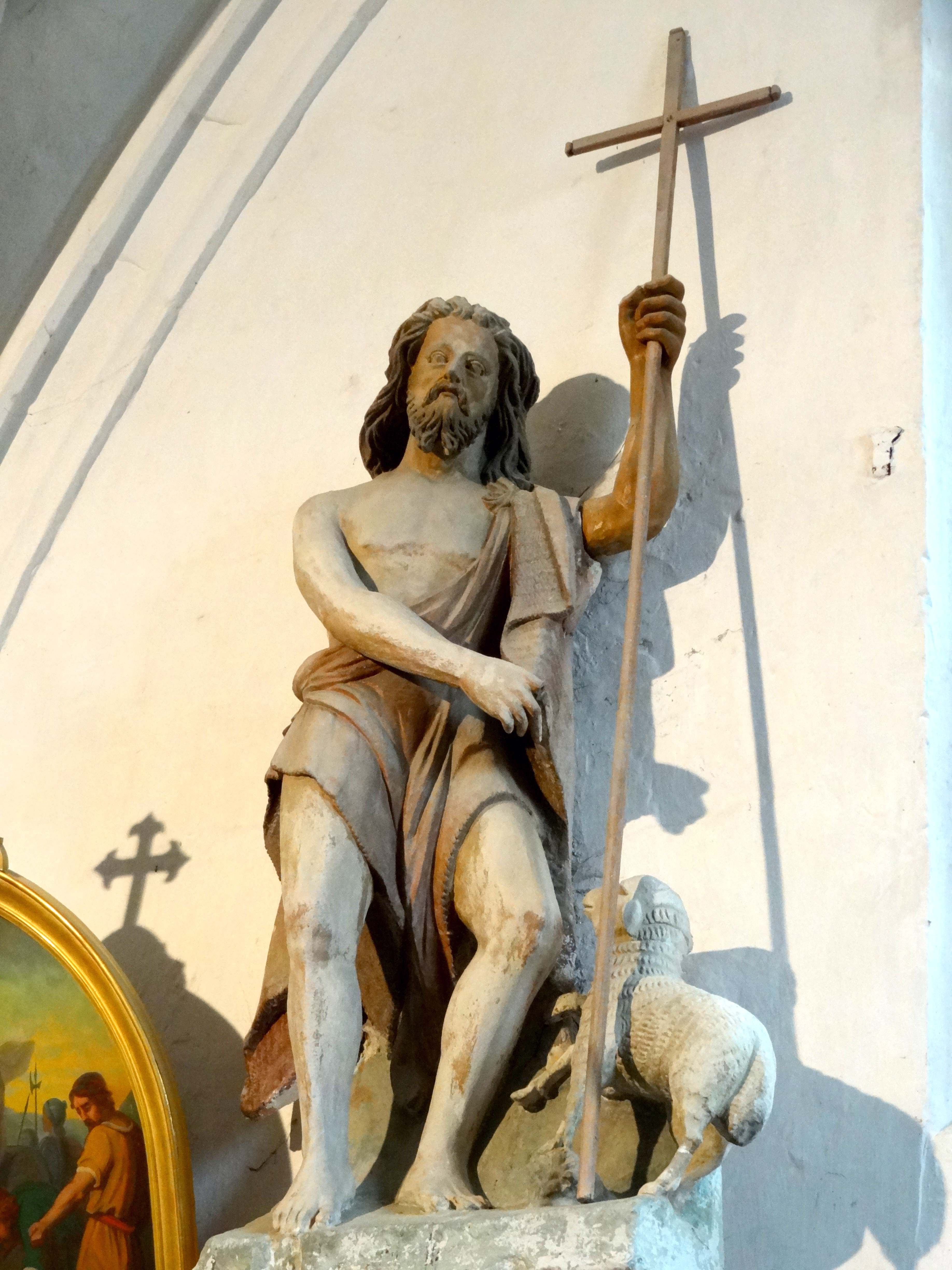
Saint Jean Baptiste.
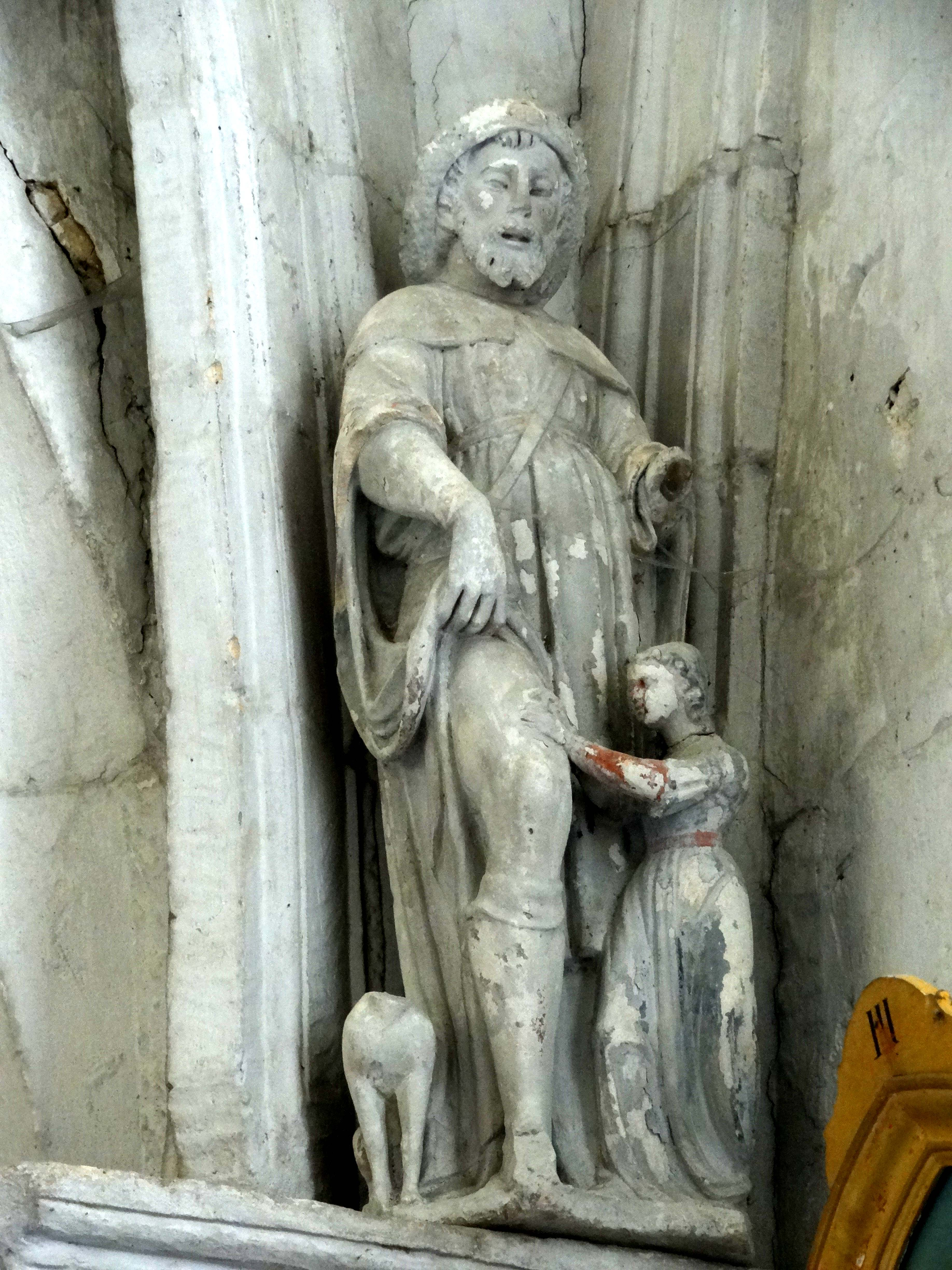
Saint Roch.
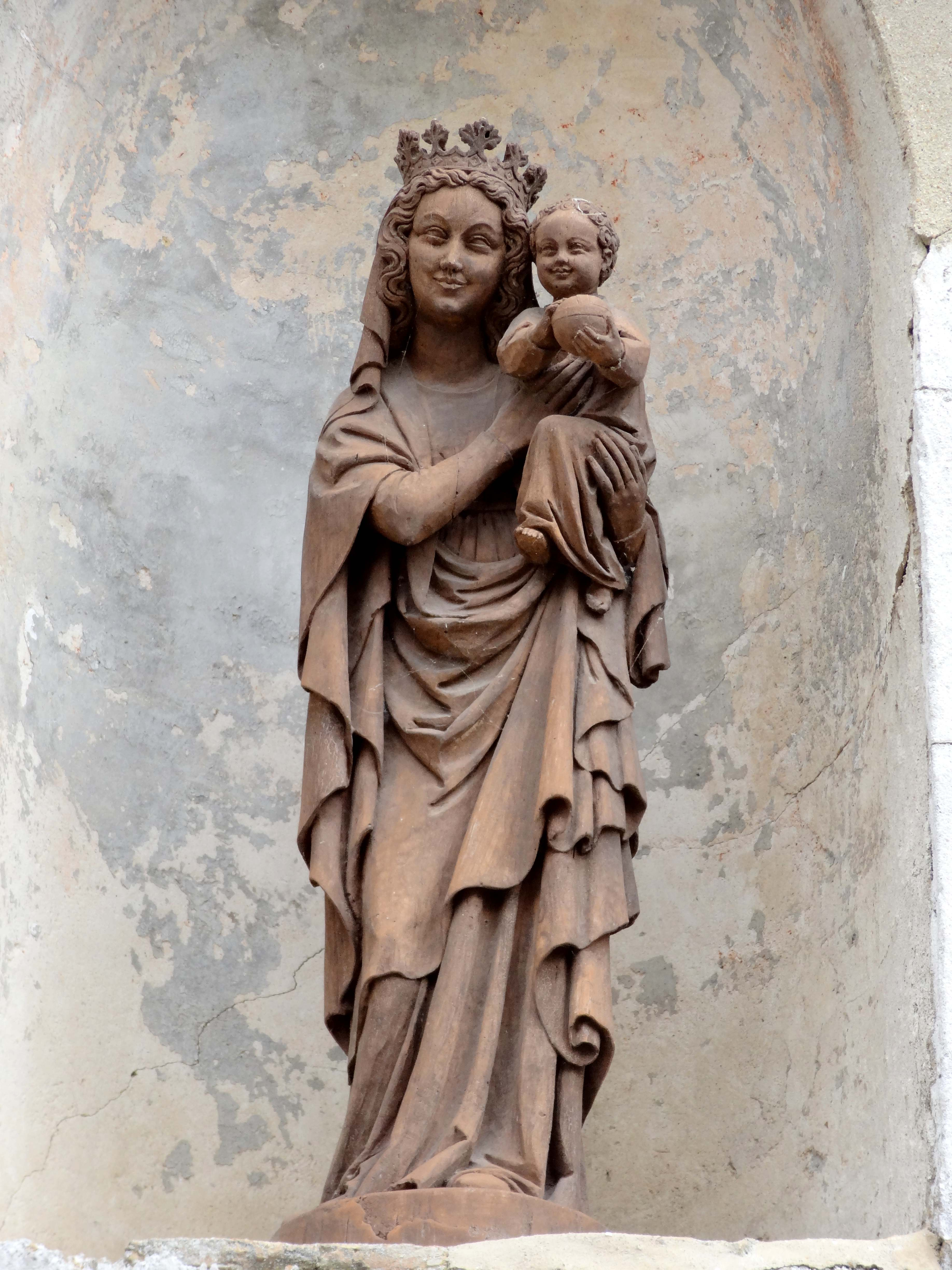
Vierge à l'Enfant.
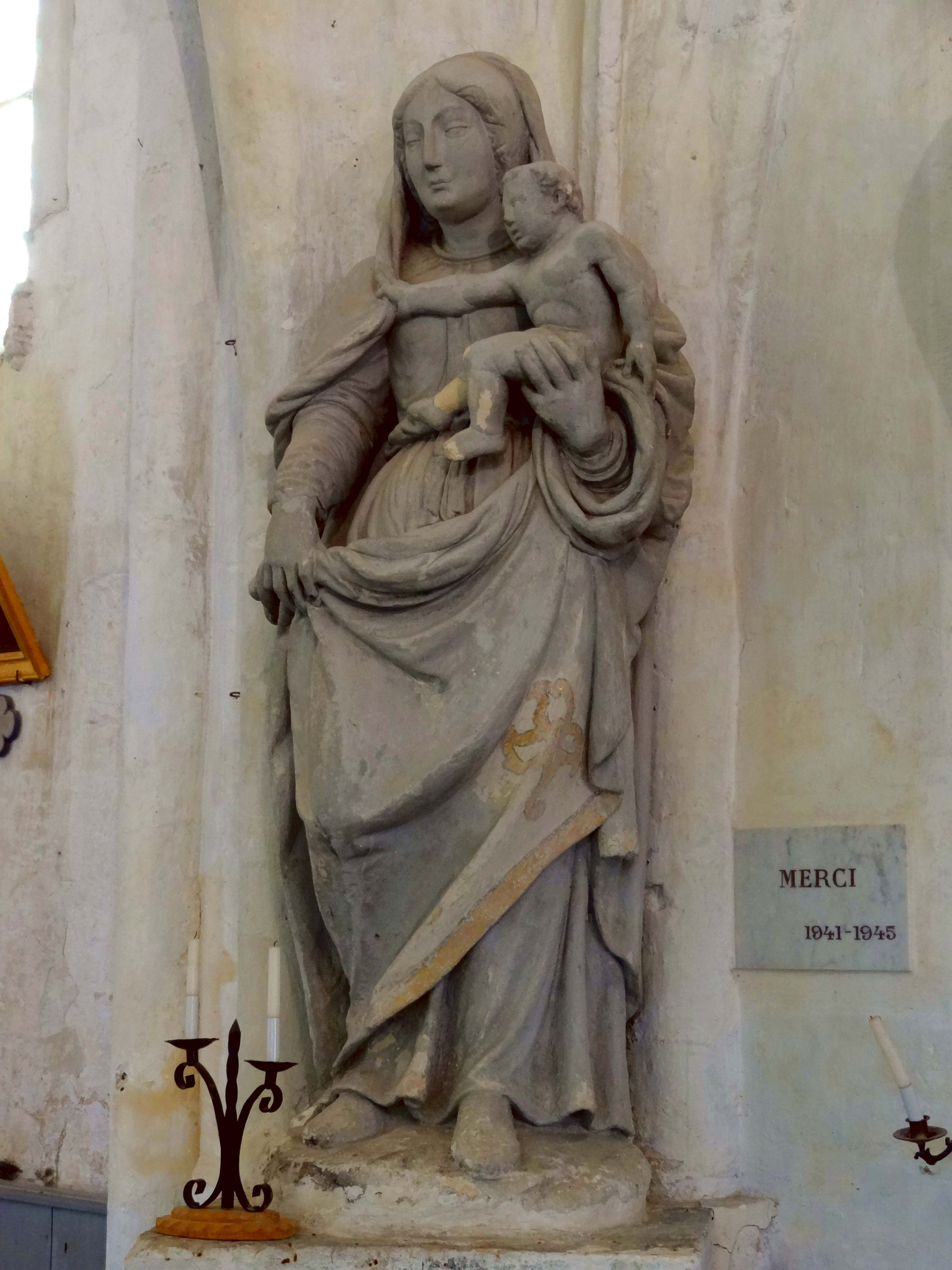
Vierge à l'Enfant.